# Dienstmarken (Deutsches Reich)
Dienstmarken waren im Deutschen Reich Briefmarken, die ausschließlich von Behörden, Dienststellen, Ämtern und Gerichten zum Frankieren von Postsendungen der Dienstpost verwendet wurden. Von 1938 bis zur Kapitulation 1945 gab es für die Parteidienststellen der NSDAP eine eigene Dienstmarkenserie. Zuvor wurden vereinzelt auch von den Sparkassen vorübergehend Dienstmarken verwendet.
Eigenständige Dienstmarken gab es in Bayern (1908 bis 1920), Württemberg (1875 bis 1920), dem Norddeutschen Bund (1870 bis 1871) sowie in der Freien Stadt Danzig (1921 bis 1927).
In der Bundesrepublik gab es keine Dienstmarken mehr. In der DDR mussten Sendungen staatlicher Organe, Verwaltungen und Betriebe ab dem 15. August 1954 mit Dienstmarken frankiert werden.

## Liste der Dienstmarken

### Avers-Nummern ab 1870
Landesregierungen und einzelne Dienststellen schlossen von 1870 bis 31. März 1920 Portoablösungsverträge mit der Reichspost ab, die eine laufende Nummer erhielten, zum Beispiel: ‚Nr. 21‘ = Preußen (ausführliche Auflistung siehe folgende Tabelle). Um in den Genuss der Portofreiheit zu gelangen, mussten die Sendungen mit Avers-Zetteln (Aversum = Abfindung, Ablösung) oder gleichartigen Vermerken (durch Stempel oder handschriftlich) versehen werden, dazu kam das Dienstsiegel, das vielfach fortgelassen wurde.
| Avers-Nummer | Land oder Dienststelle | Gültig ab                           |
| 01           | Herzogtum Sachsen-Meiningen                                                                                                   | 1. Januar 1870                      |
| 03           | Großherzogtum Mecklenburg-Schwerin                                                                                            | 1. Januar 1870                      |
| 04           | Großherzogtum Mecklenburg-Strelitz                                                                                            | 1. Januar 1870                      |
| 05           | Großherzogtum Hessen-Darmstadt                                                                                                | 1. April 1870 bis 31. Dezember 1875 |
| 06           | Fürstentum Lippe-Detmold | 1. August 1872                      |
| 07           | Fürstentum Schwarzburg-Rudolstadt                                                                                             | 1. Juni 1878                        |
| 08           | Fürstentum Schaumburg-Lippe                                                                                                   | 1. Juli 1871                        |
| 09           | Herzogtum Sachsen-Coburg und Gotha                                                                                            | 1. Juli 1872                        |
| 11           | Fürstentum Reuß (jüngere Linie)                                                                                               | 1. Juli 1873                        |
| 13           | General-Direktion des Thüringischen Zoll- und Steuervereines zu Erfurt                                                        | 1. Januar 1874                      |
| 14           | Fürstentum Reuß (ältere Linie)                                                                                                | 1. Januar 1882                      |
| 15           | Großherzogtum Sachsen-Weimar-Eisenach                                                                                         | 1. Januar 1885                      |
| 19           | Kaiserlicher Bezirks-Präsident von Ober-Elsaß                                                                                 | 1. April 1887                       |
| 20           | Kuratorium der Großherzoglichen und Herzoglichen Sächsischen Gesamt-Universität zu Jena (Friedrich-Schiller-Universität Jena) | 1. Juli 1887                        |
| 21           | Königreich Preußen | 1. April 1894                       |
| 22           | Fürstentum Schwarzburg-Sondershausen                                                                                          | 1. Juli 1896                        |

Von den nicht aufgeführten Aversvertragsnummern sind bisher nur Stempel oder handschriftliche Vermerke (2, 10, 12, 16–18, 23–34) bekannt. Sonstige Dienststellen, Landesregierungen, Freie Städte durften keine Avers- oder Ablösungsvermerke führen, diese verwendeten den Stempel Portopflichtige Dienstsache.

### 1874

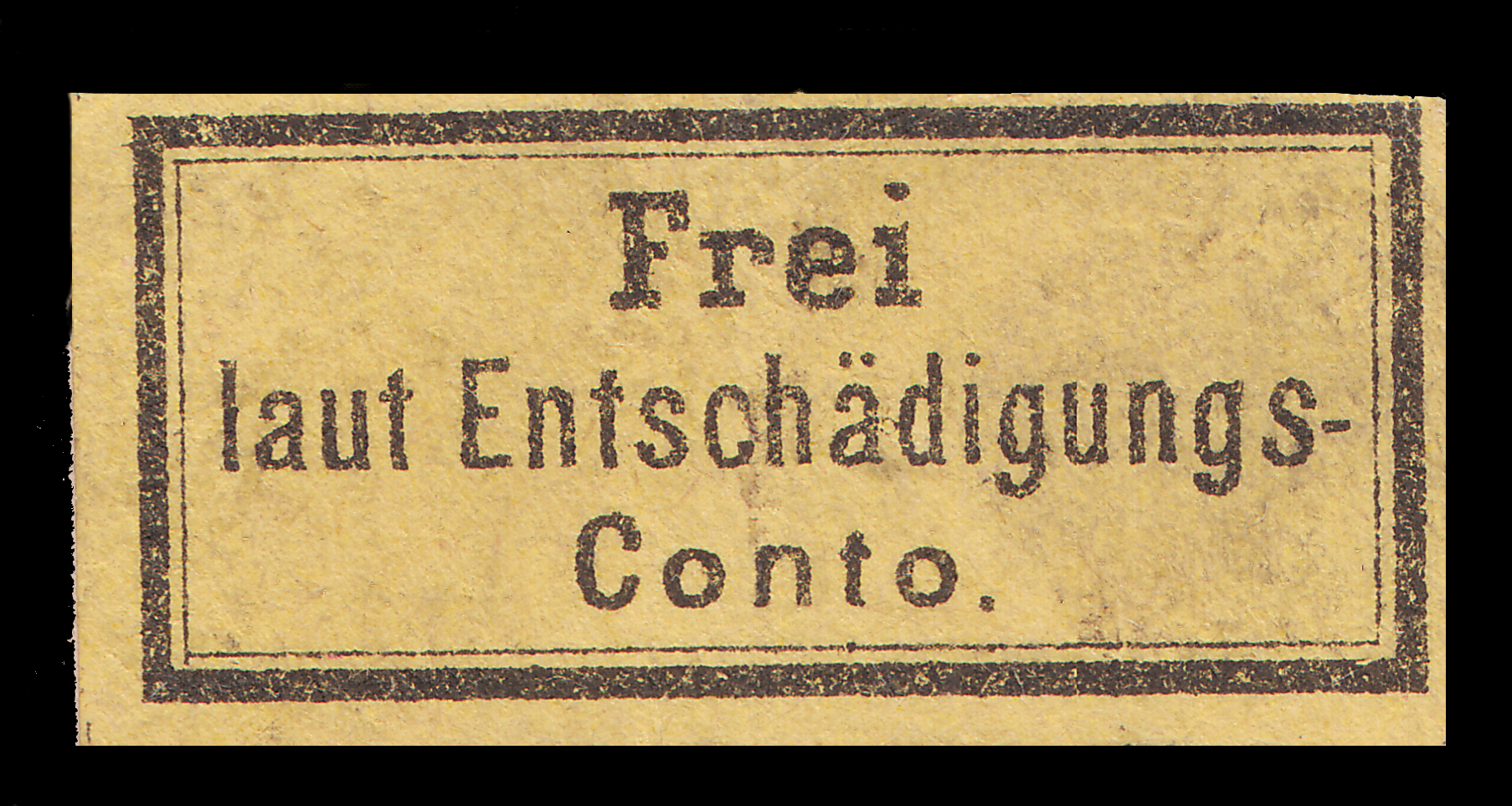
Dienstmarkenvorläufer I

Ab dem 1. Juli 1874 gab es Gebührenzettel für Dienstbriefe der Eisenbahn, welche im Buchdruckverfahren auf gelbem Papier hergestellt wurden. Auf den Zetteln stand: Frei laut Entschädigungs-Conto. Hierbei ist zu unterscheiden zwischen den Ausgaben allgemeiner Art (doppellinige Einfassung) und der sogenannten OPD-Ausgabe mit einfacher Einfassung (ohne Hilfslinie). Die Gebührenzettel wurden vom Generalpostamt an die einzelnen Oberpostdirektionen ausgeliefert und von diesen an die einzelnen Postämter verteilt. Es bestand Verwendungsverpflichtung für jede Dienstsendung der Eisenbahnen. Die einzelnen Portobeträge wurden kontiert (daher „Entschädigungsconto“) und monatlich der Eisenbahnverwaltung in Rechnung gestellt. Eine separate Abstempelung der Marke war nicht vorgesehen, daher sind echt gestempelte Stücke äußerst selten.

### 1903 bis 1905
Die 1903 in Preußen und 1905 in Baden herausgegebenen Dienstmarken dienten dazu, die tatsächlichen Portobeträge der Dienstsendungen innerhalb der beiden Länder zur Neufestsetzung eines der Reichspost zu zahlenden Pauschalbetrages einmalig zu ermitteln.
Bei der Gestaltung der Marke bediente man sich am Briefmarkenrahmen der Dauermarkenserie Germania.
Bei der Ausgabe für Preußen stand im Briefmarkenrahmen Frei durch Ablösung Nr. 21. Die acht Marken galten nur innerhalb des Jahres 1903.

Ausgabe für Preußen
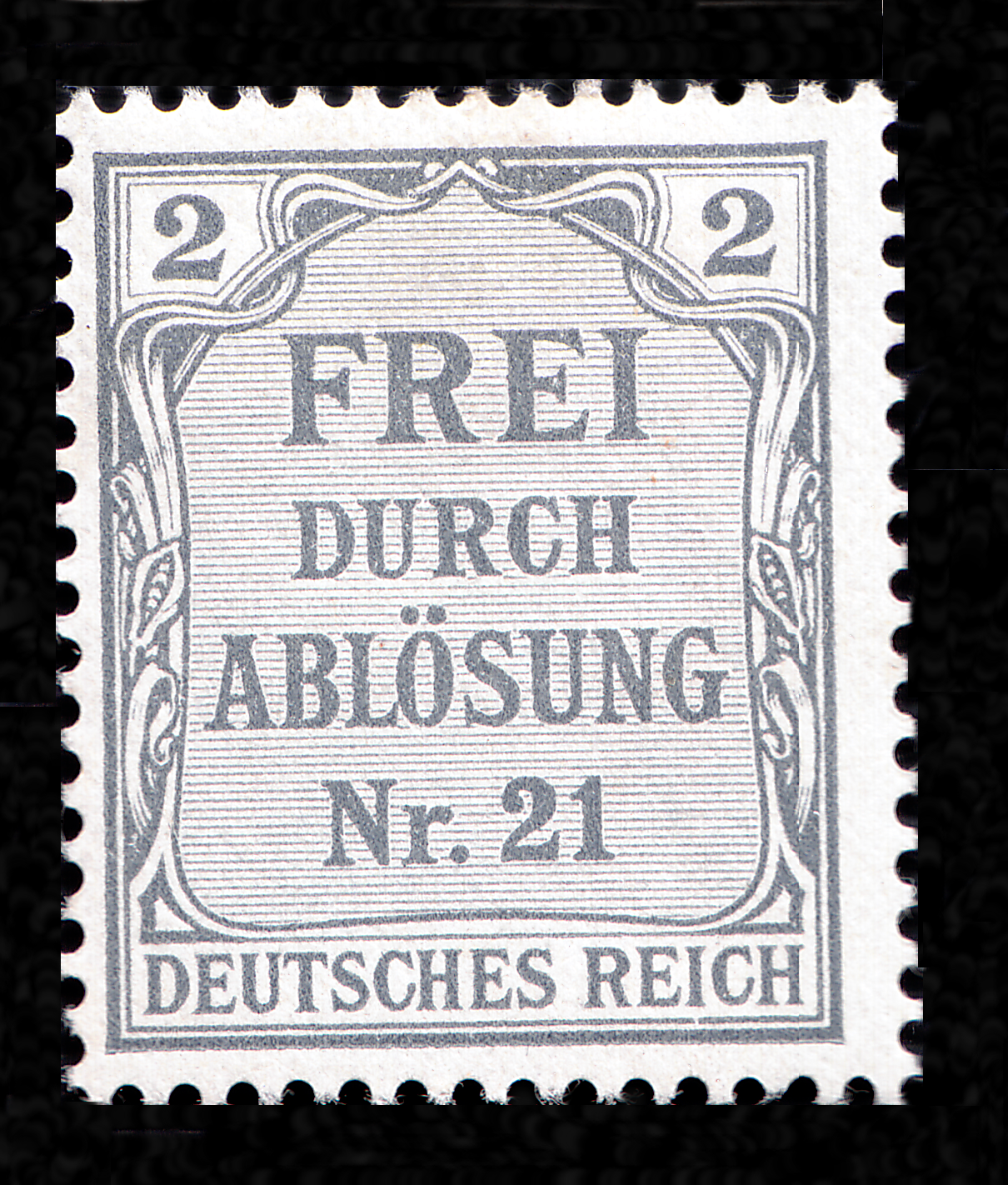
2 Pfg; Michel-Nr.: 1
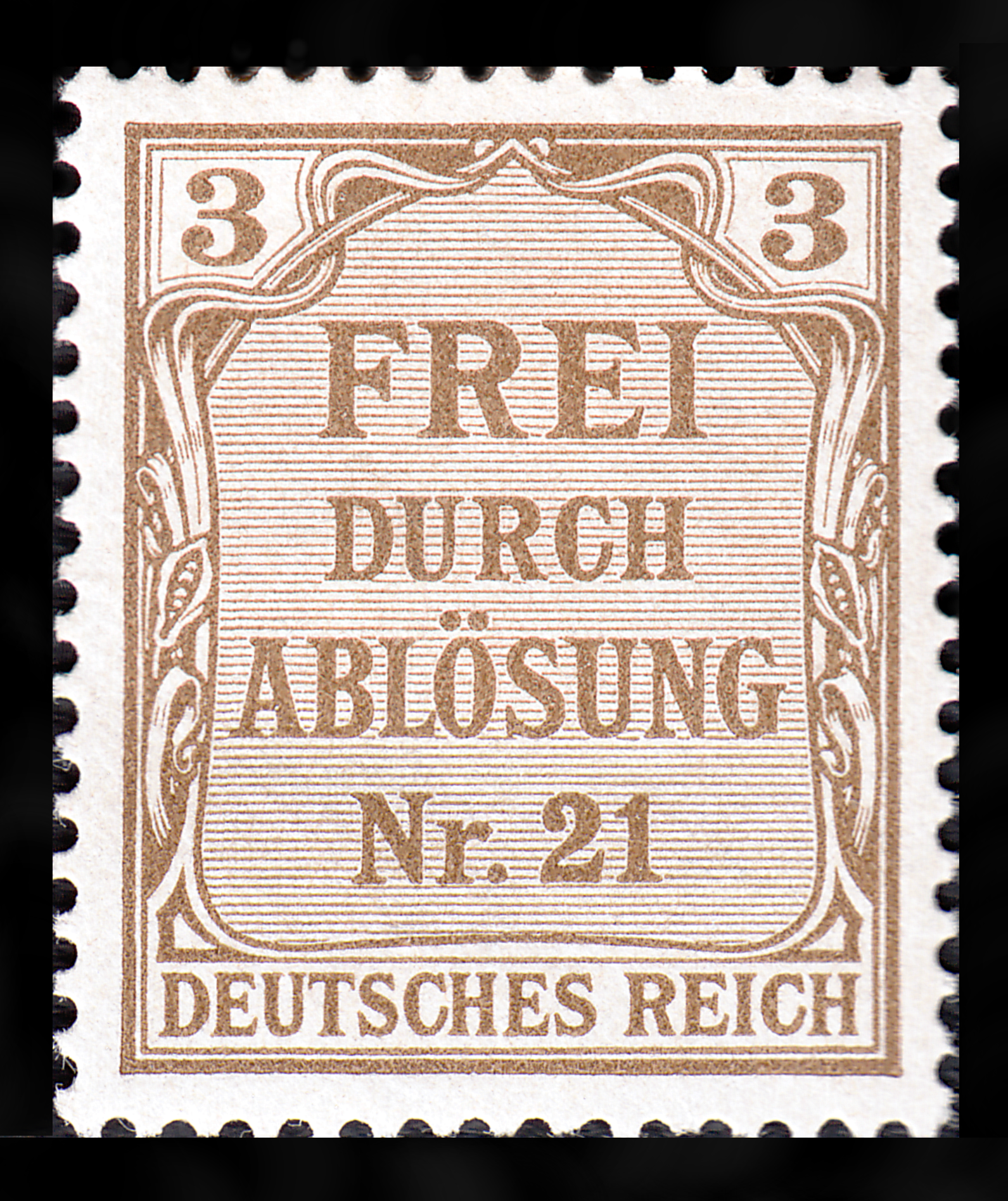
3 Pfg; Michel-Nr.: 2
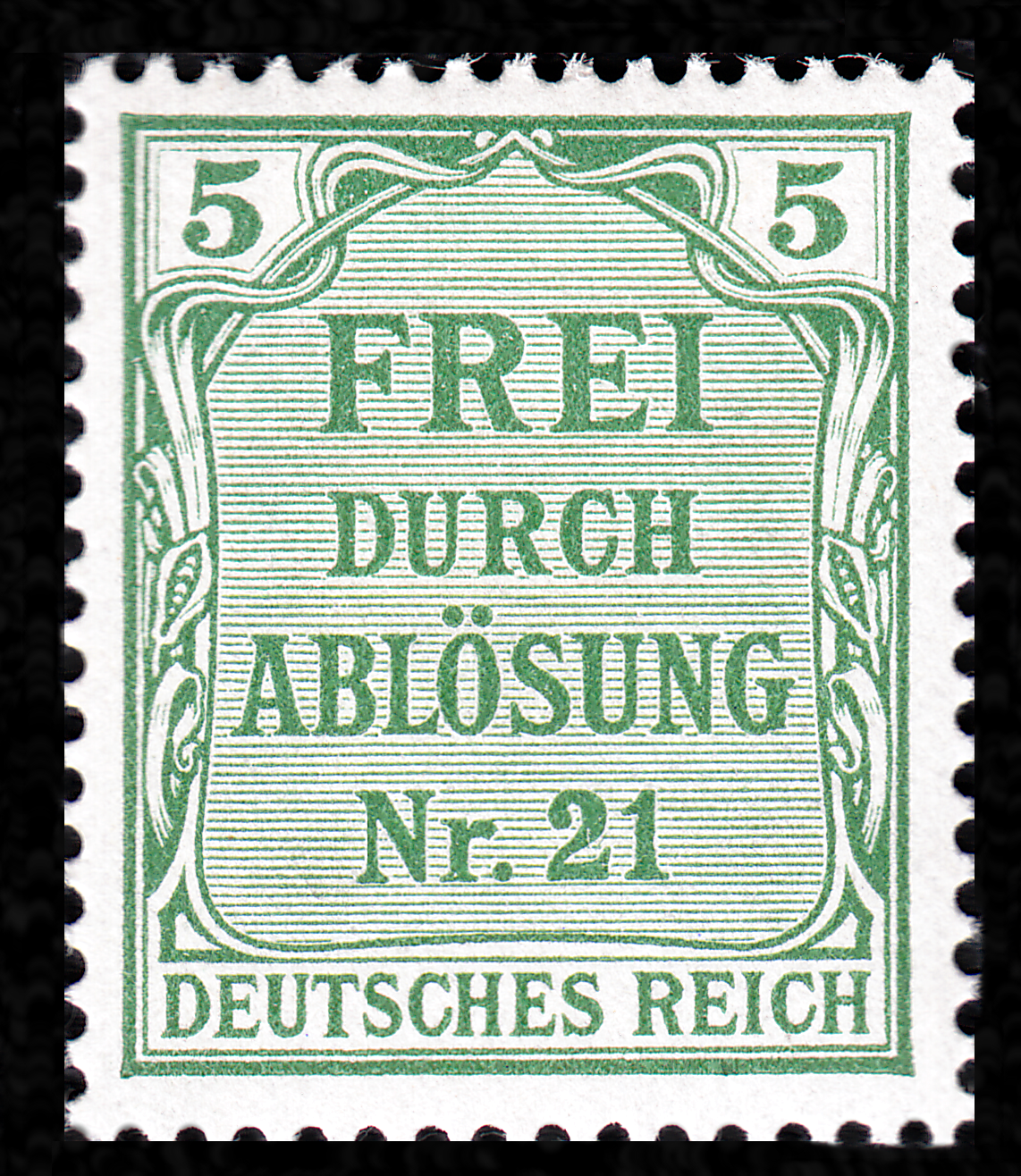
5 Pfg; Michel-Nr.: 3
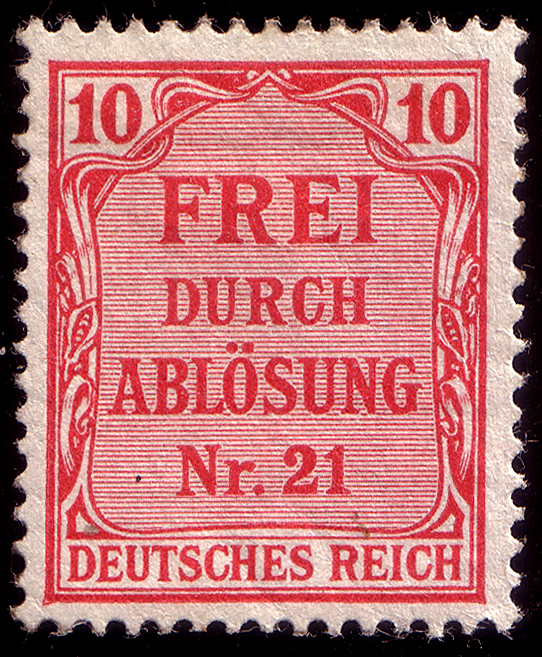
10 Pfg; Michel-Nr.: 4
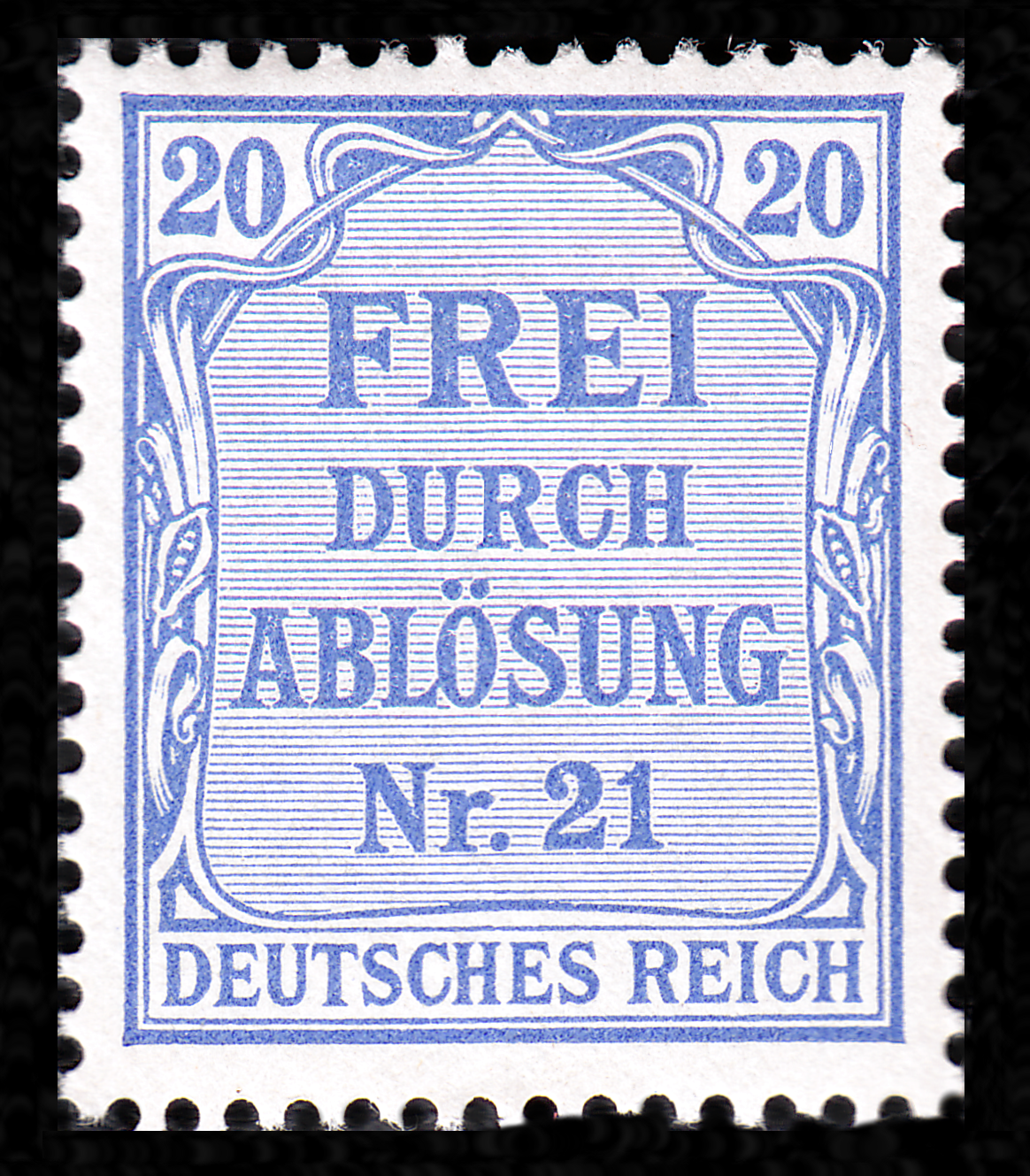
20 Pfg; Michel-Nr.: 5
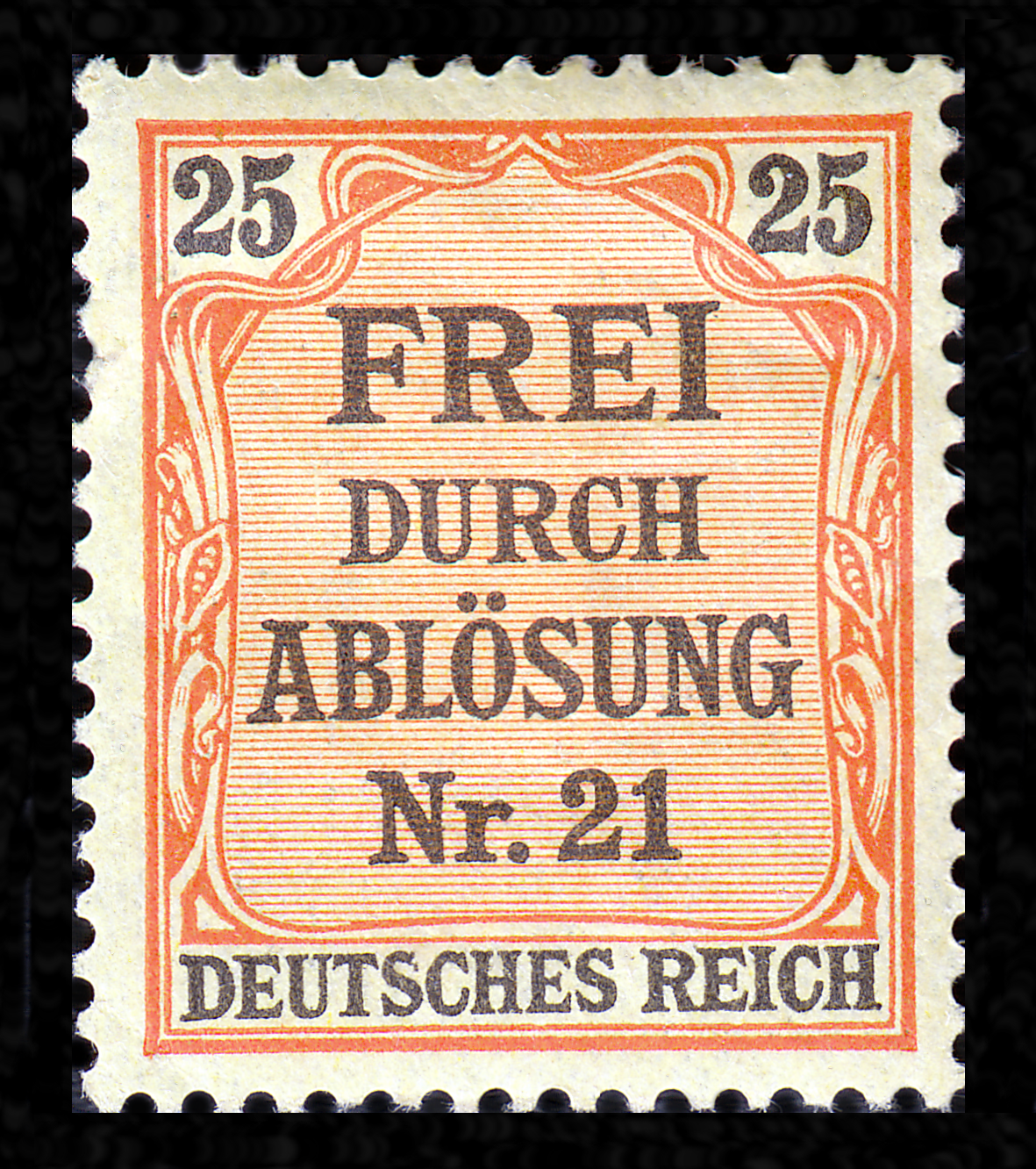
25 Pfg; Michel-Nr.: 6
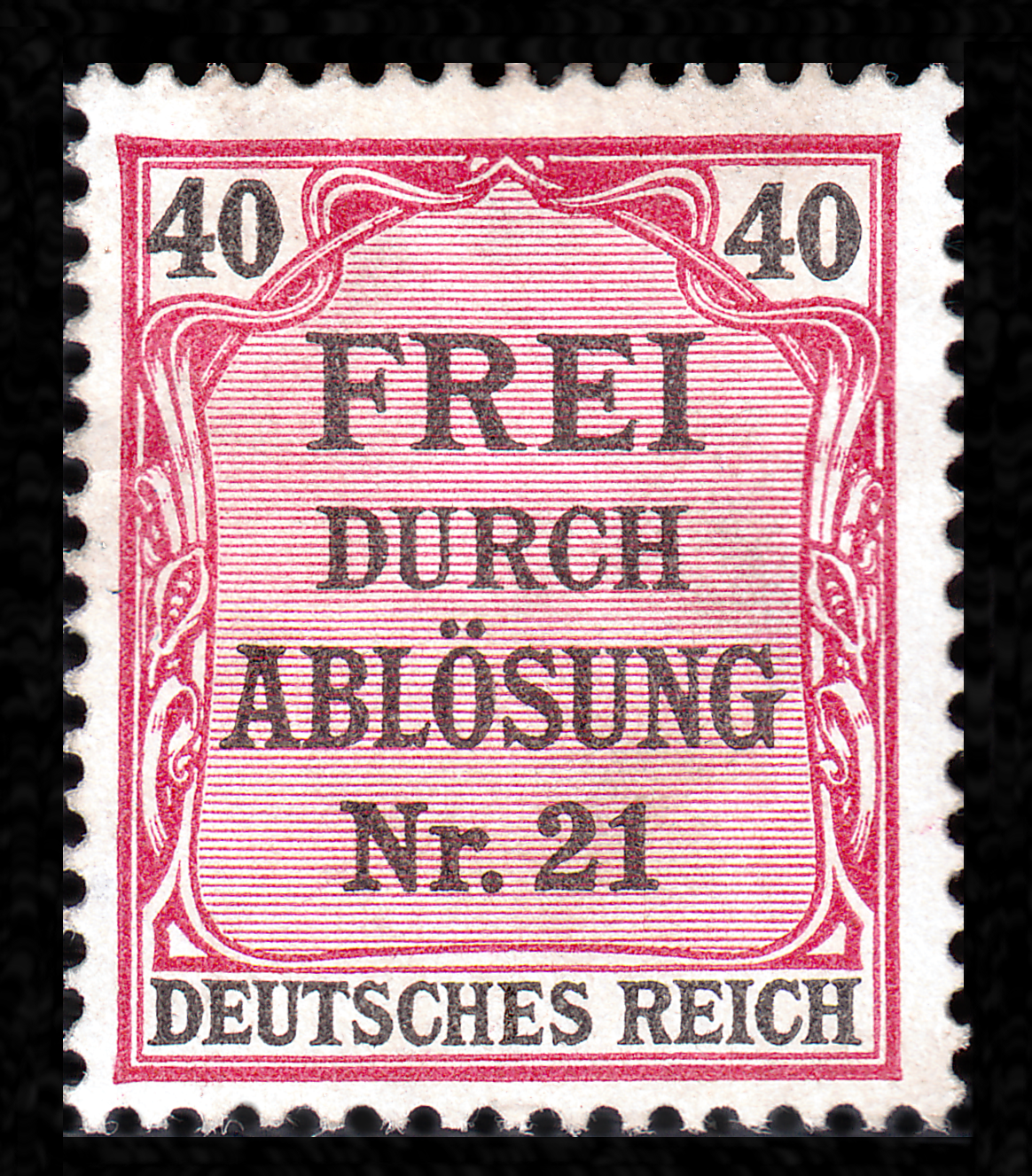
40 Pfg; Michel-Nr.: 7
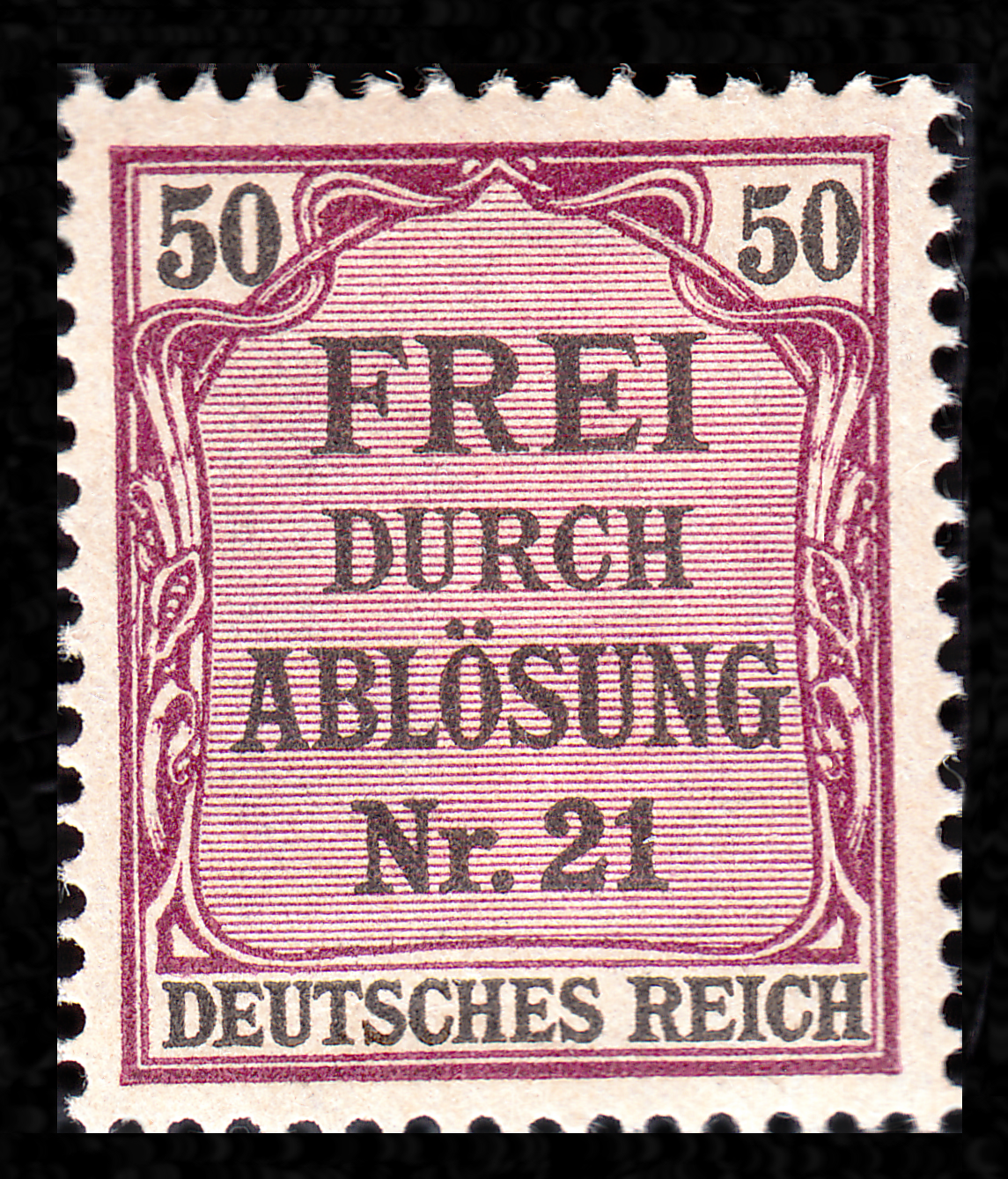
50 Pfg; Michel-Nr.: 8

Bei der Ausgabe für Baden stand im Briefmarkenrahmen Frei durch Ablösung Nr. 16 in schräger Schrift. Die sechs Marken galten nur innerhalb des Jahres 1905.

Ausgabe für Baden
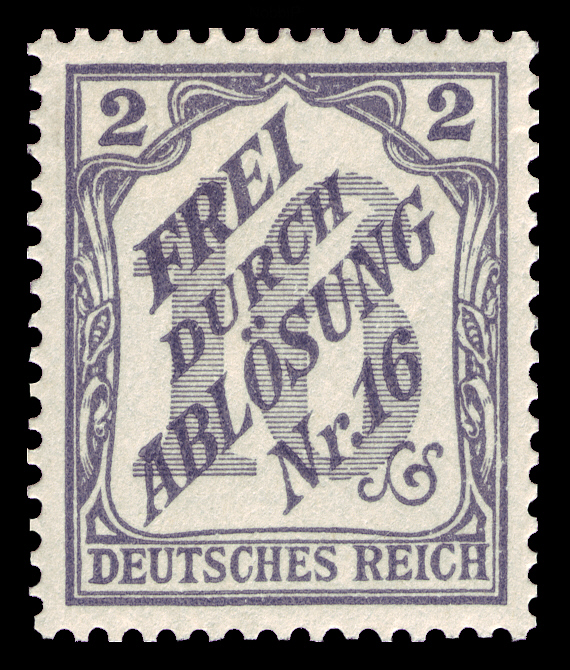
2 Pfg; Michel-Nr.: 9
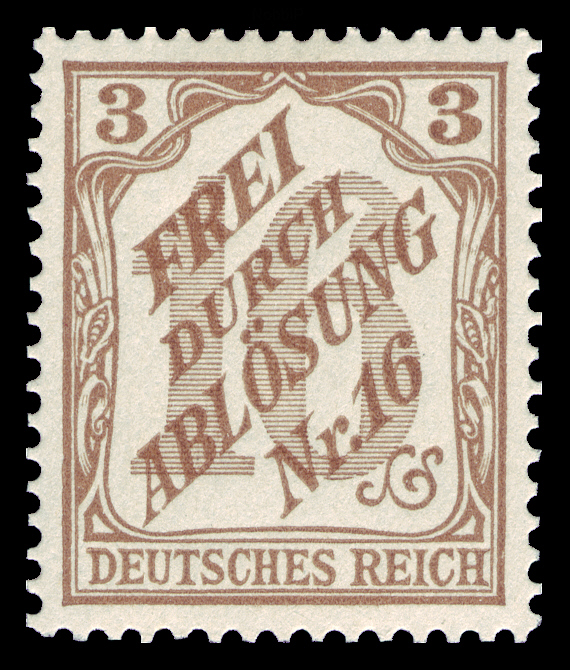
3 Pfg; Michel-Nr.: 10
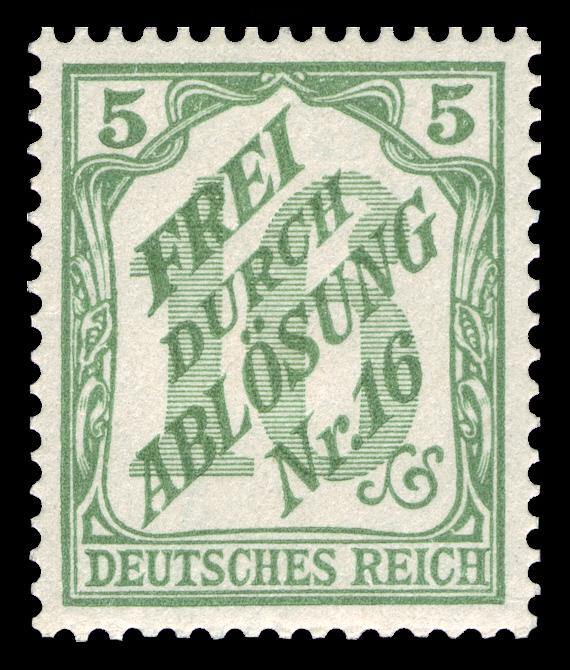
5 Pfg; Michel-Nr.: 11
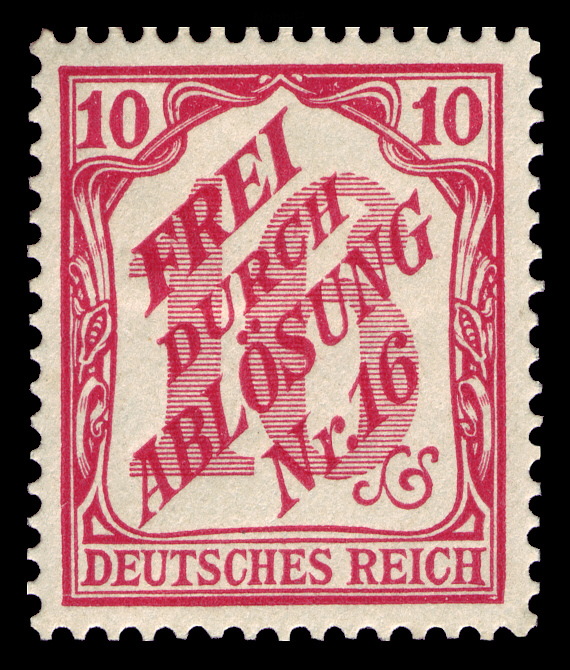
10 Pfg; Michel-Nr.: 12
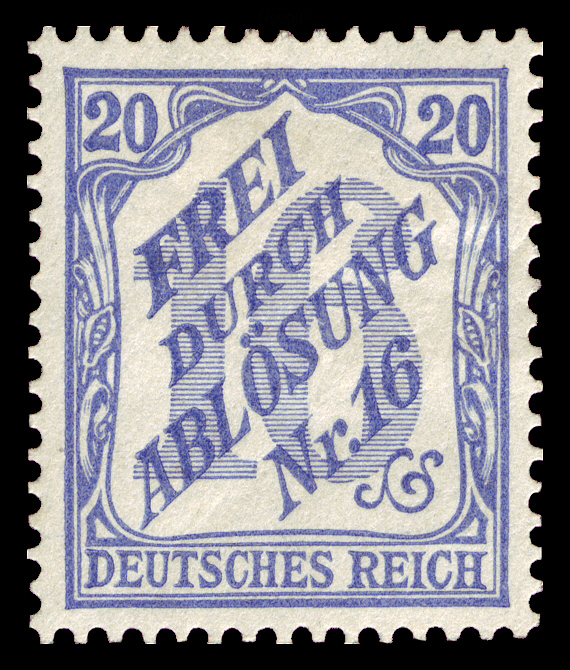
20 Pfg; Michel-Nr.: 13
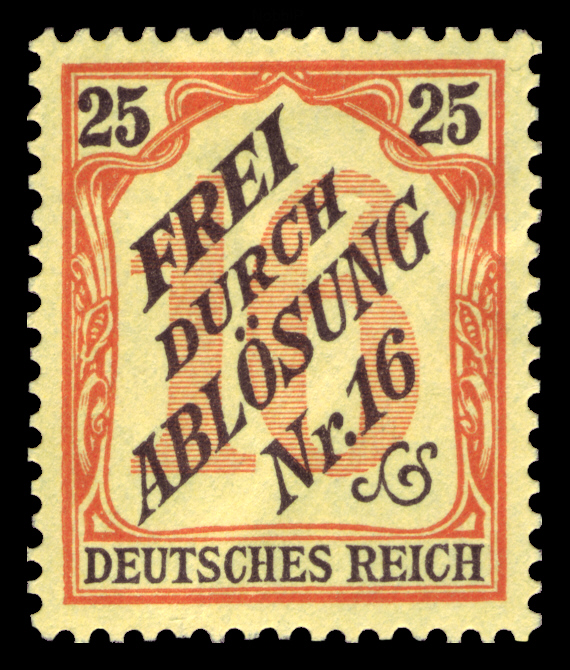
25 Pfg; Michel-Nr.: 14

### 1920
Ab dem 1. April 1920 gab es mit der Ablösungsziffer 21 für Preußen in den Ecken eine neue aus sieben Werten bestehende Serie. Die ebenfalls im Buchdruckverfahren, mit dem  Wasserzeichen Rauten bei einer Kammzähnung von 14:14 1/4 hergestellt wurde (Michel-Nummern: 16 bis 22). Diese wurden ab dem 1. Juli auch von nichtpreußischen Behörden verwendet.

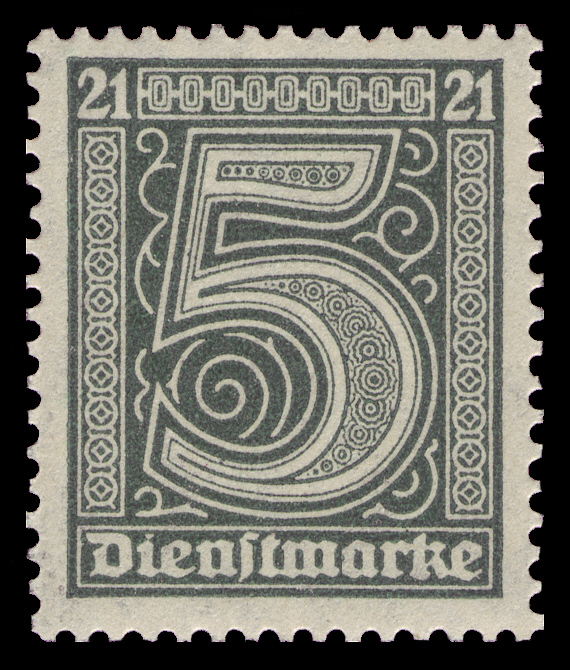
5 Pfg; Michel-Nr.: 16
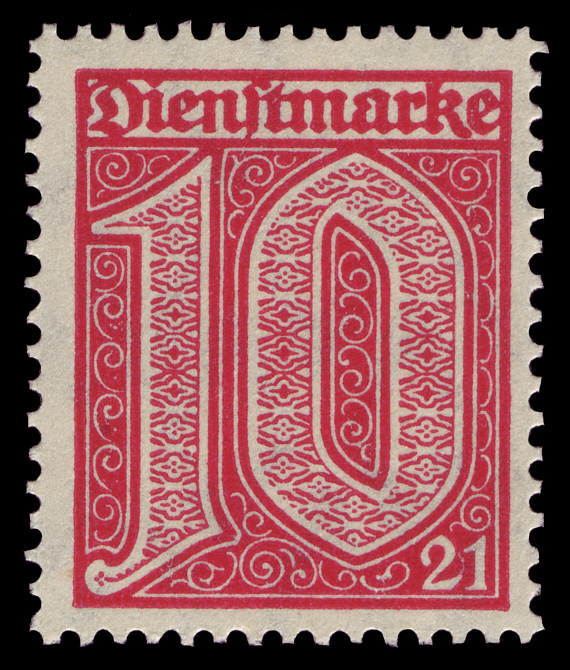
10 Pfg; Michel-Nr.: 17
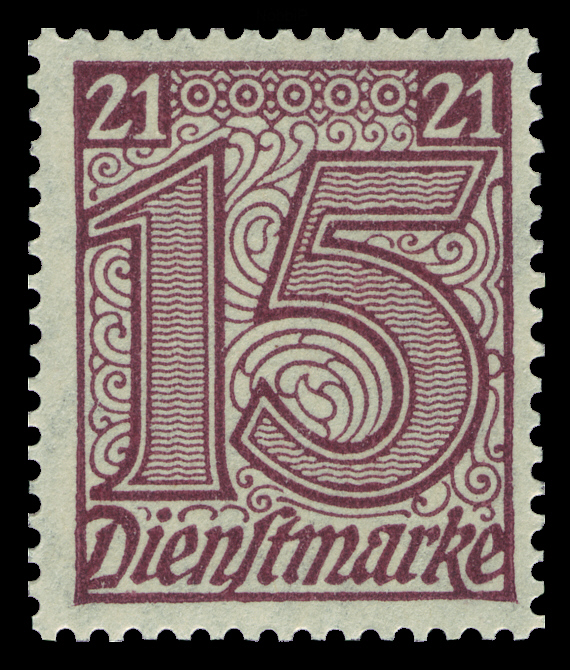
15 Pfg; Michel-Nr.: 18
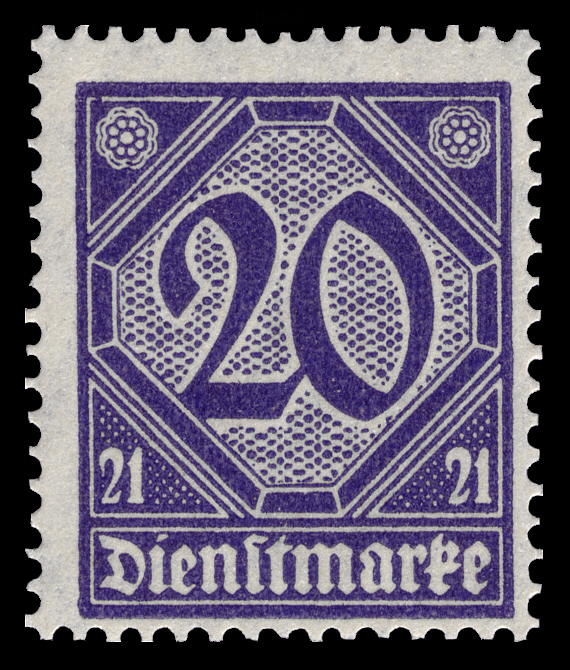
20 Pfg; Michel-Nr.: 19
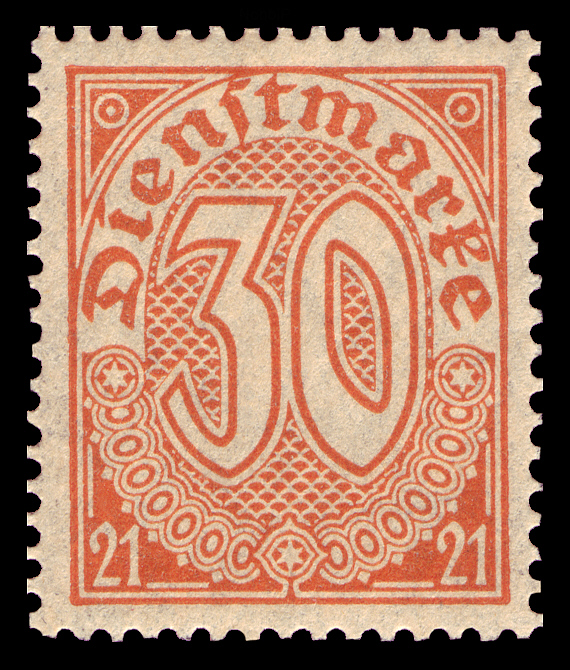
30 Pfg; Michel-Nr.: 20
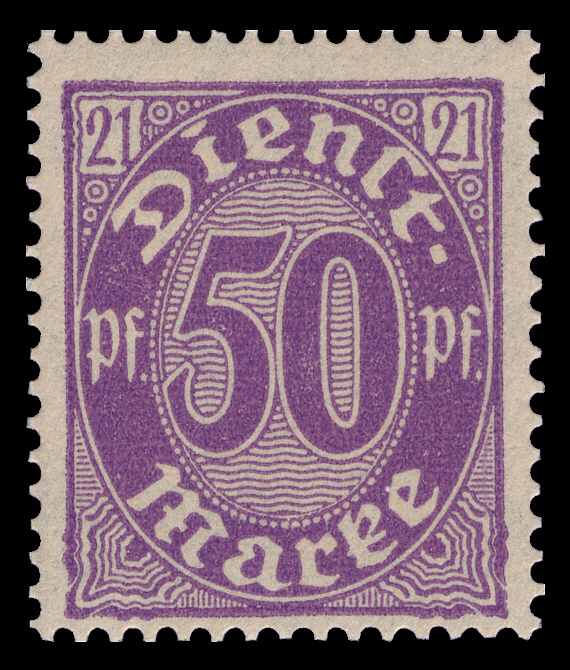
50 Pfg; Michel-Nr.: 21
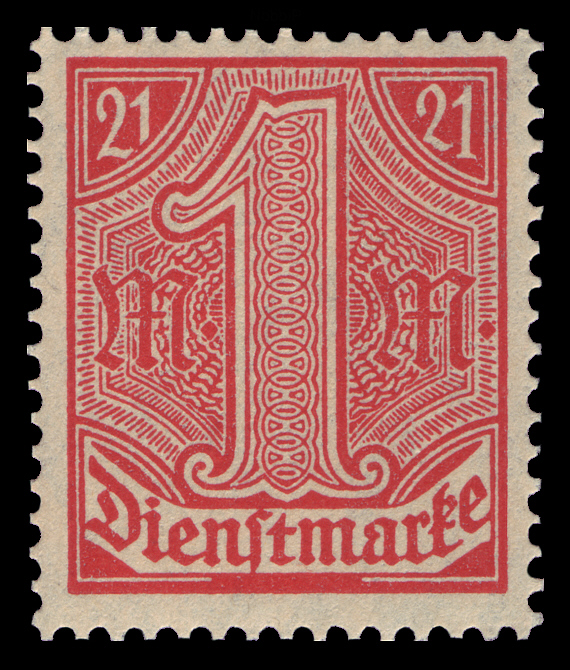
1 Mark; Michel-Nr.: 22

Ebenfalls ab dem 1. April 1920 gab es in gleicher Zeichnung die Allgemeine Ausgaben für alle Länder, jedoch ohne die 21. Das Druckverfahren inklusive Wasserzeichen ist identisch (Michel: 23 bis 33).

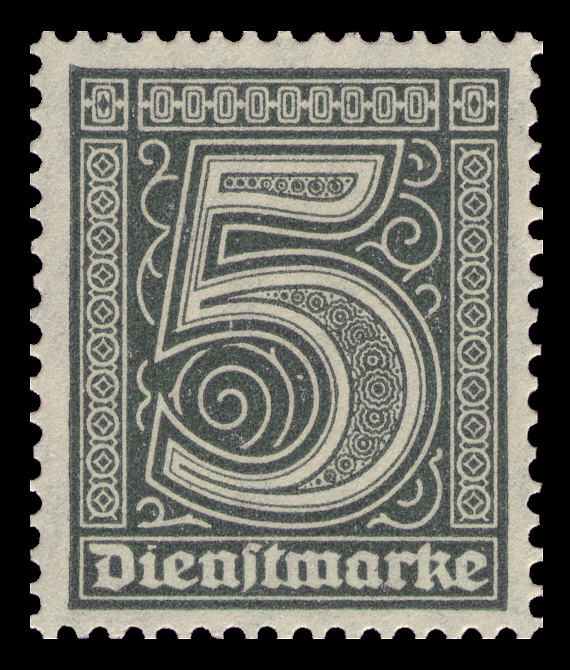
5 Pfg; Michel-Nr.: 23
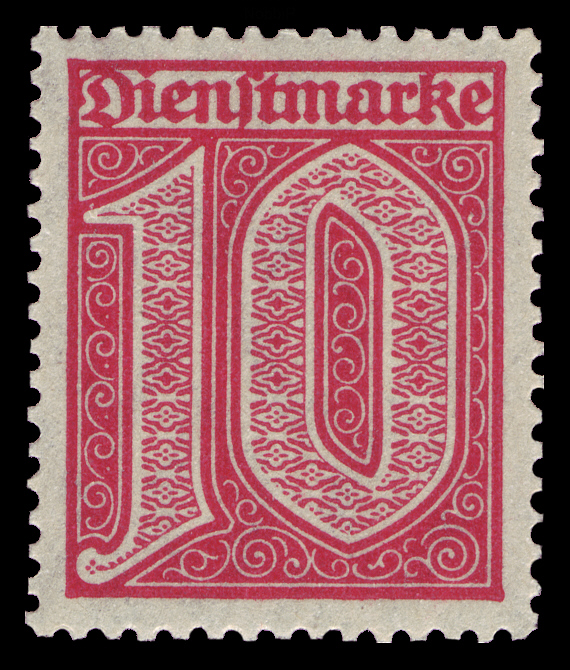
10 Pfg; Michel-Nr.: 24
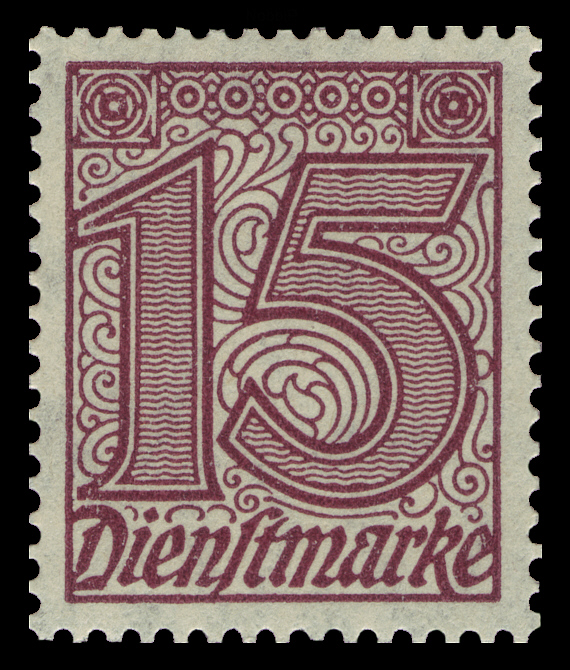
15 Pfg; Michel-Nr.: 25
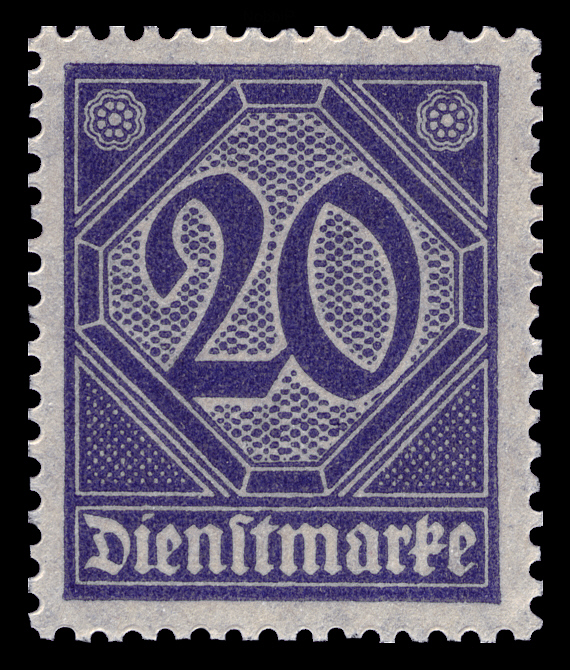
20 Pfg; Michel-Nr.: 26
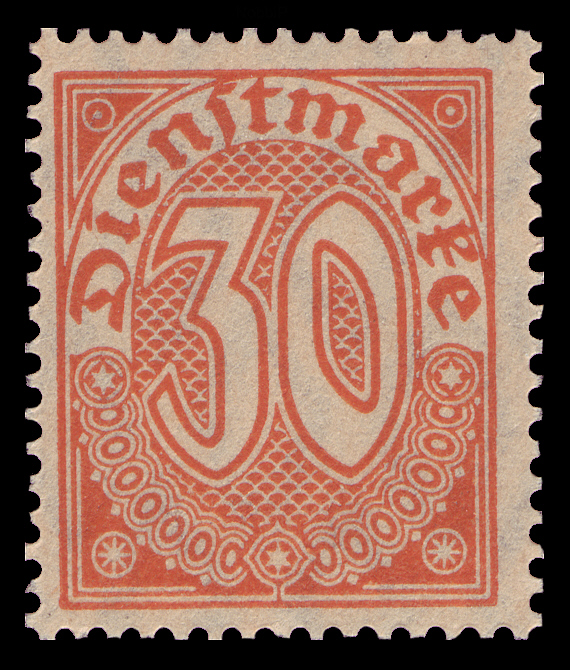
30 Pfg; Michel-Nr.: 27
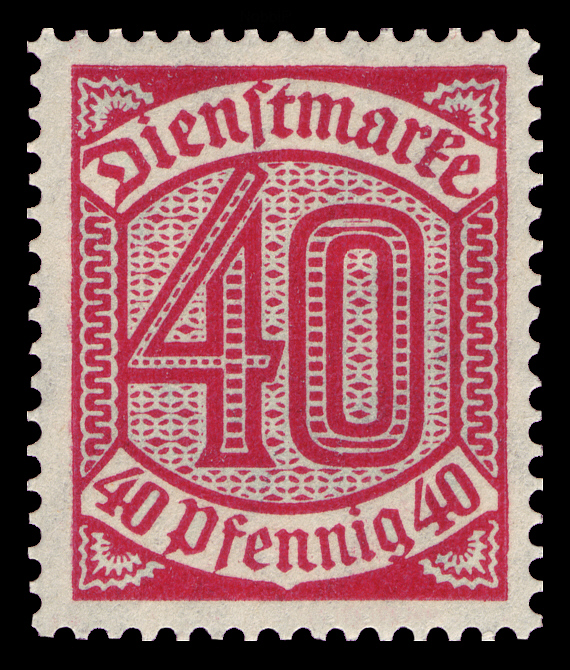
40 Pfg; Michel-Nr.: 28
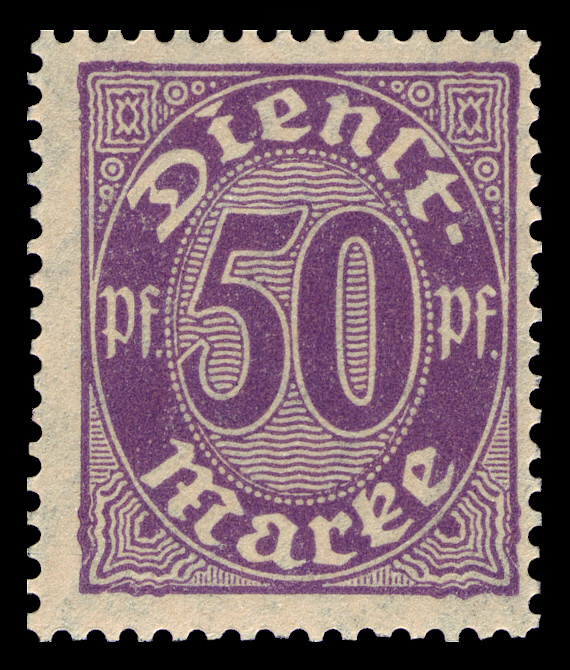
50 Pfg; Michel-Nr.: 29
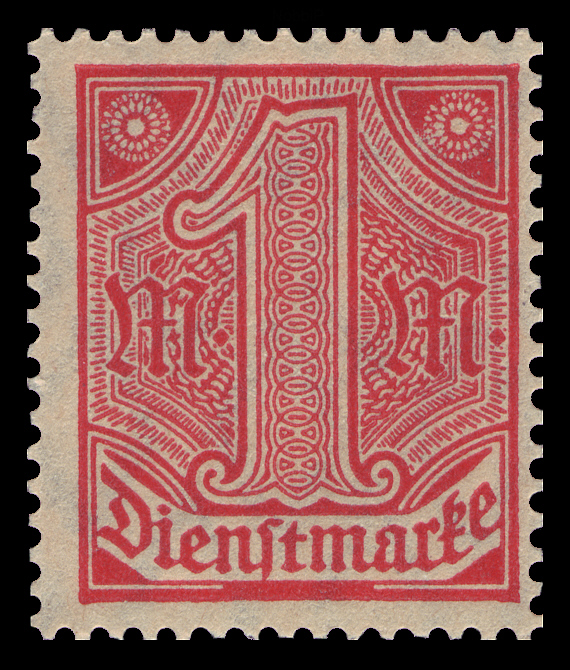
1 Mark; Michel-Nr.: 30
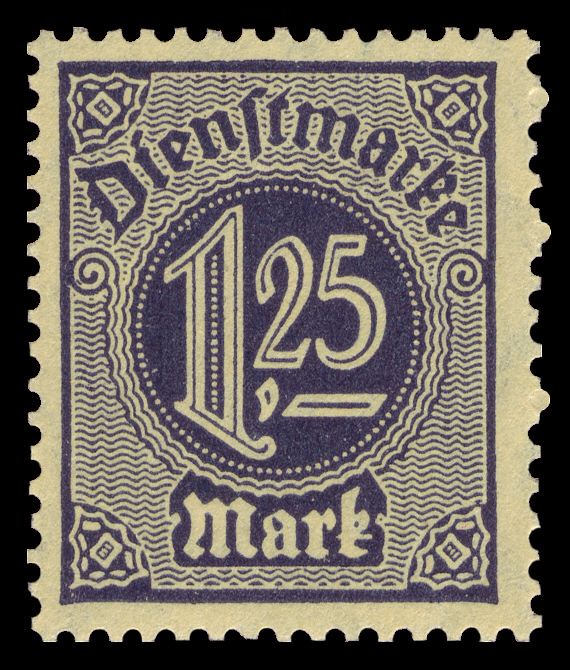
1,25 Mark; Michel-Nr.: 31
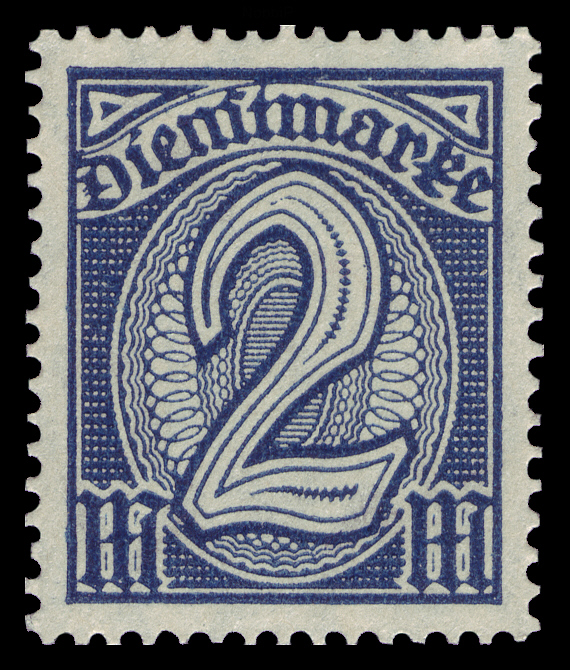
2 Mark; Michel-Nr.: 32
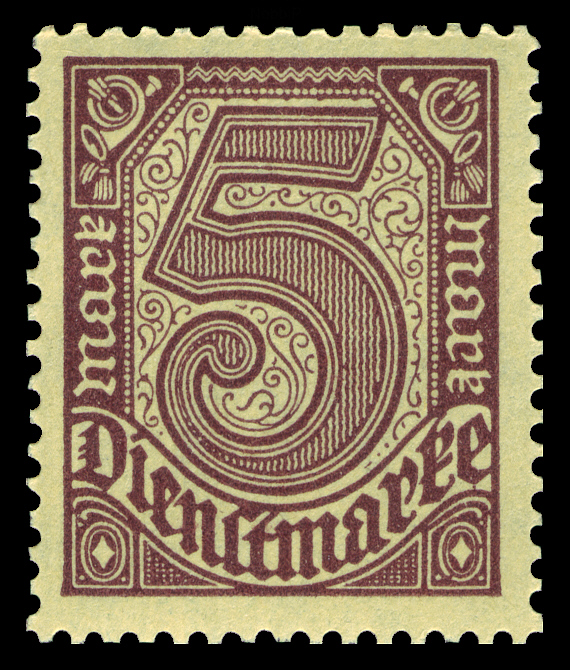
5 Mark; Michel-Nr.: 33

Dienstmarken mit dem Aufdruck „C.G.H.S.“ stammen aus Oberschlesien.
Zusätzlich am 1. April 1920 erschienen so genannte Aushilfsausgaben; dies waren ehemalige Dienstmarken aus Bayern (44 bis 61), welche mit einem zweizeiligen Aufdruck „Deutsches Reich“ der Druckerei F. A. Bruckmann versehen worden sind (Michel 34 bis 51).

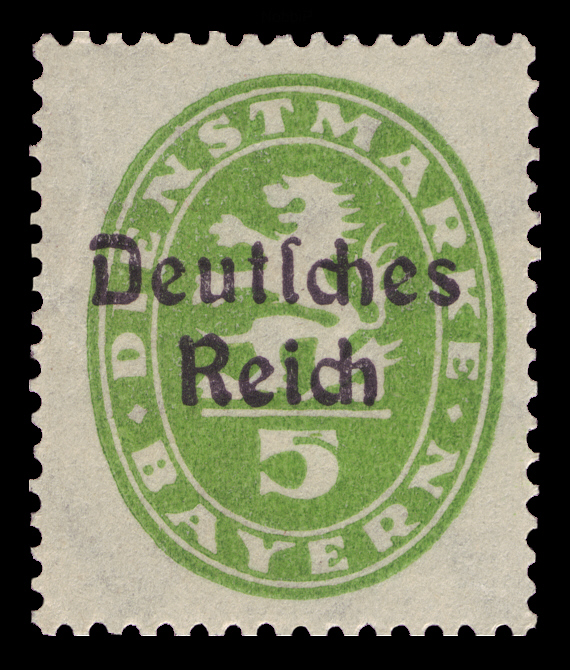
5 Pfg; Michel-Nr.: 34
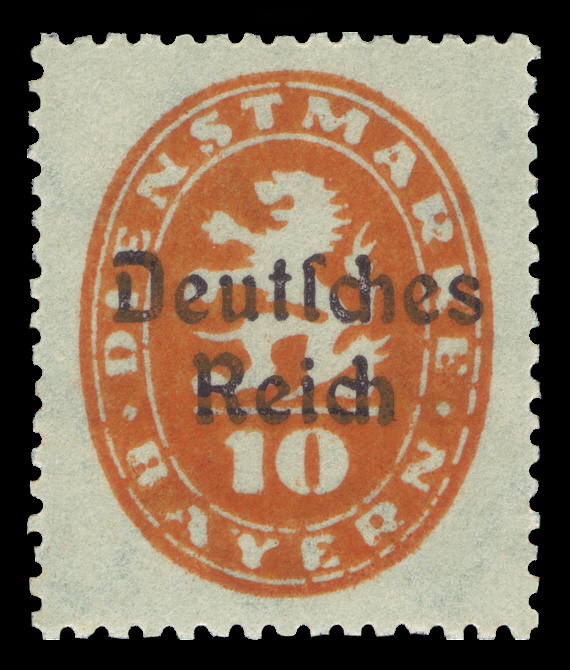
10 Pfg; Michel-Nr.: 35
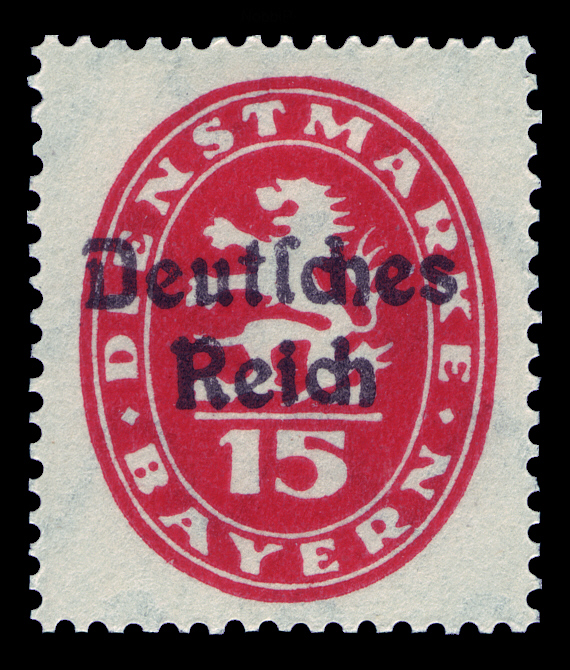
15 Pfg; Michel-Nr.: 36
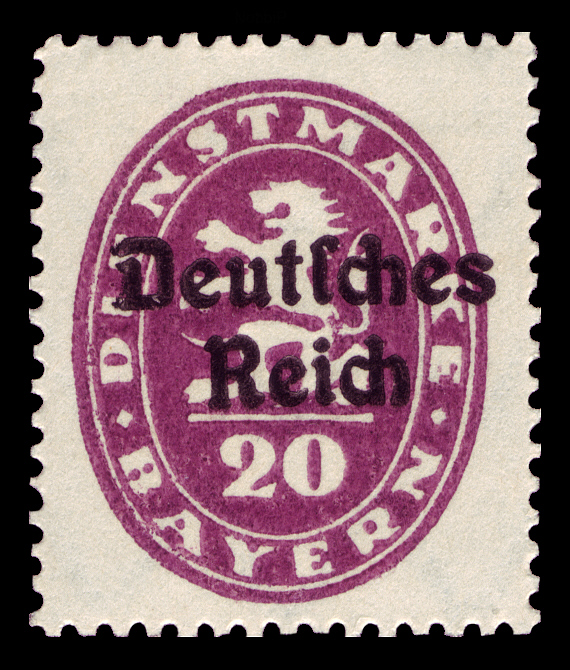
20 Pfg; Michel-Nr.: 37
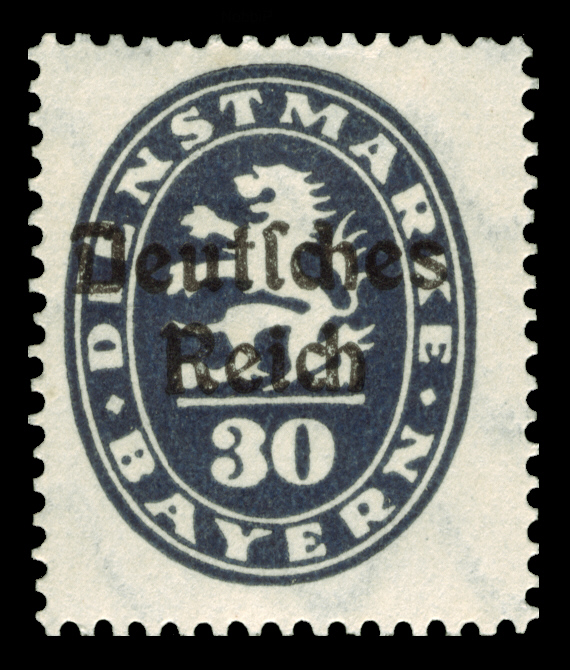
30 Pfg; Michel-Nr.: 38
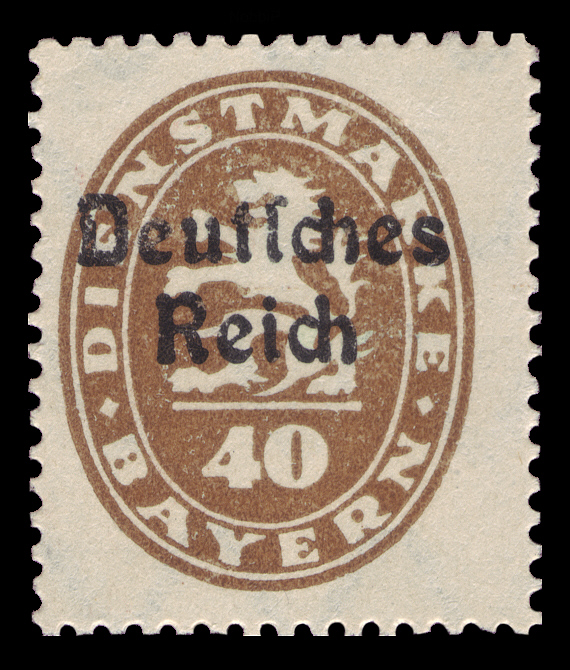
40 Pfg; Michel-Nr.: 39
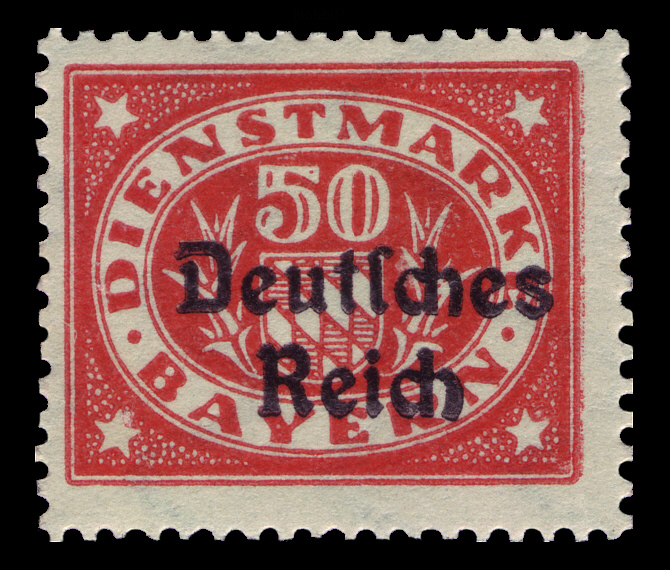
50 Pfg; Michel-Nr.: 40
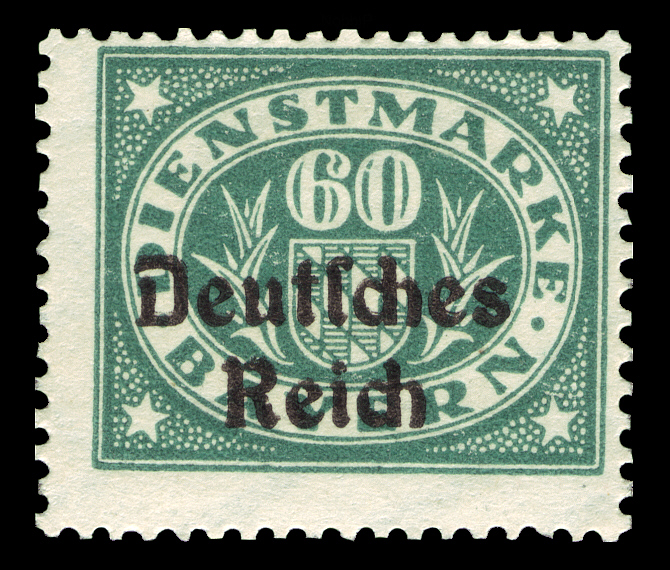
60 Pfg; Michel-Nr.: 41
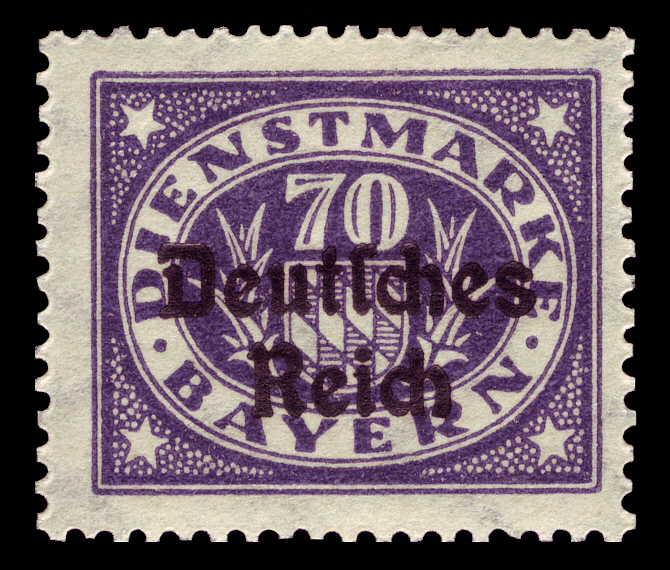
70 Pfg; Michel-Nr.: 42
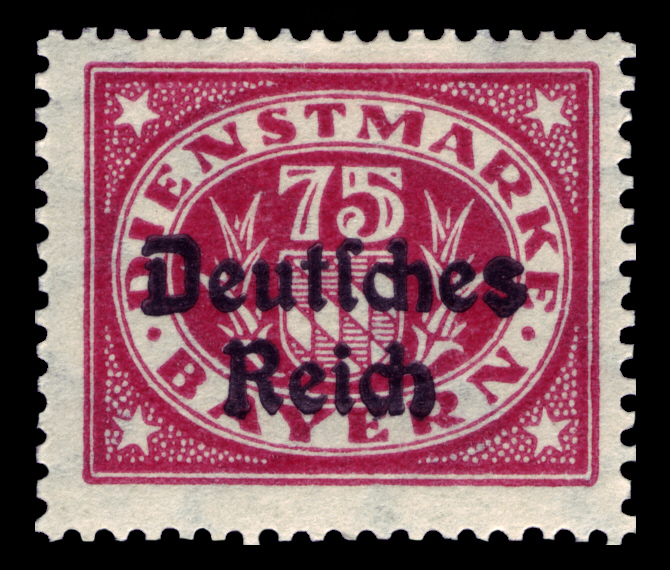
75 Pfg; Michel-Nr.: 43
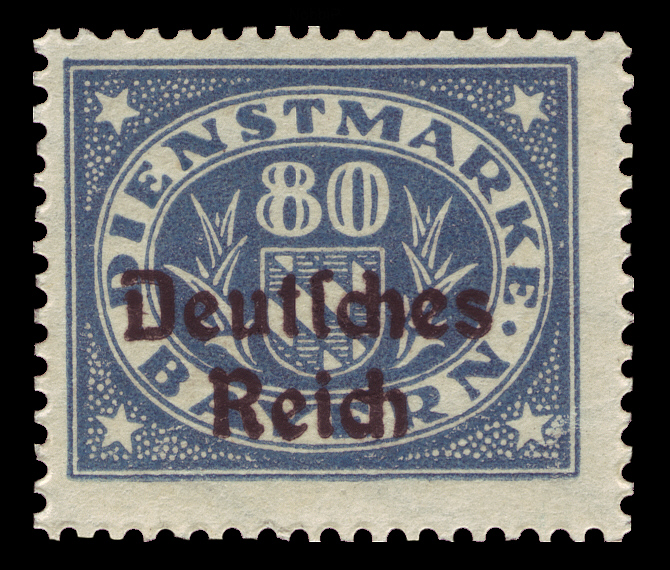
80 Pfg; Michel-Nr.: 44
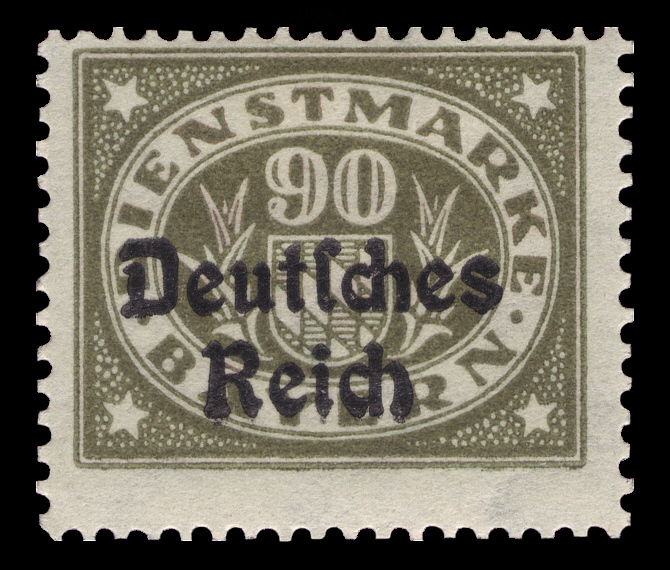
90 Pfg; Michel-Nr.: 45
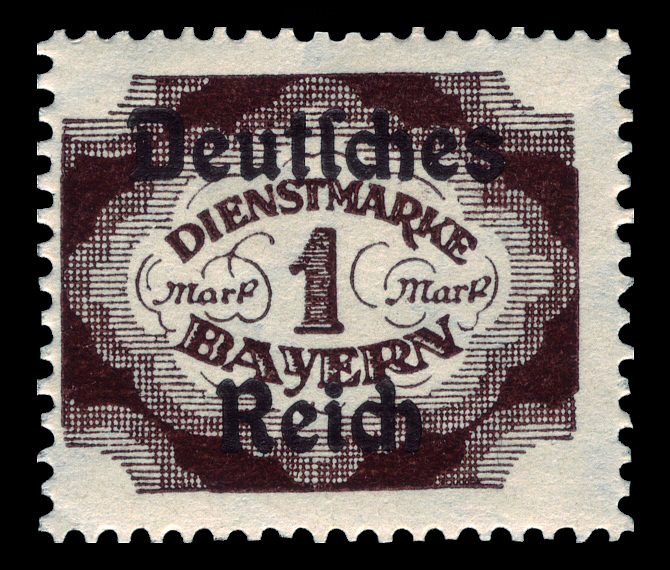
1 Mark; Michel-Nr.: 46
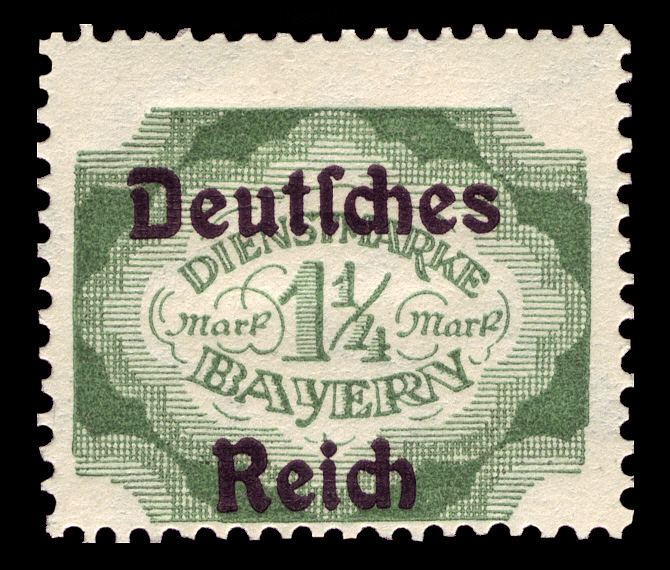
1 1/4 Mark; Michel-Nr.: 47
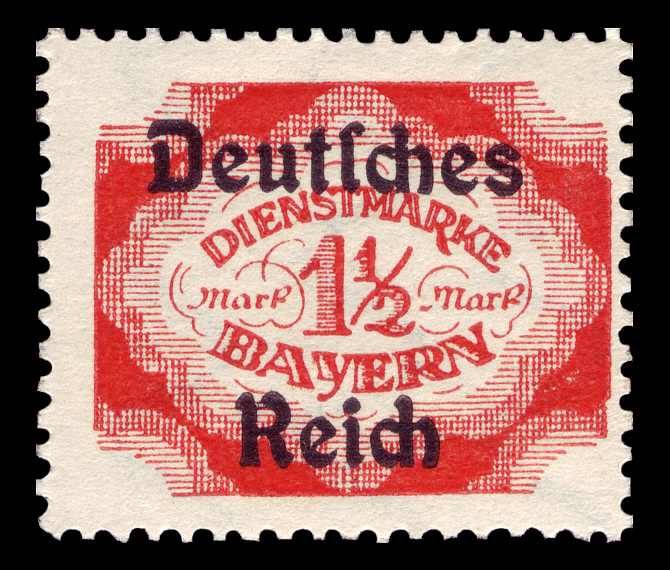
1 1/2 Mark; Michel-Nr.: 48
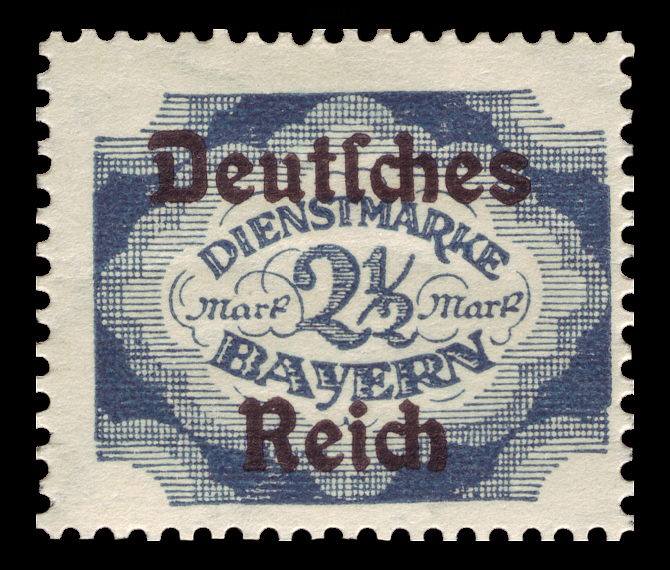
2 1/2 Mark; Michel-Nr.: 49
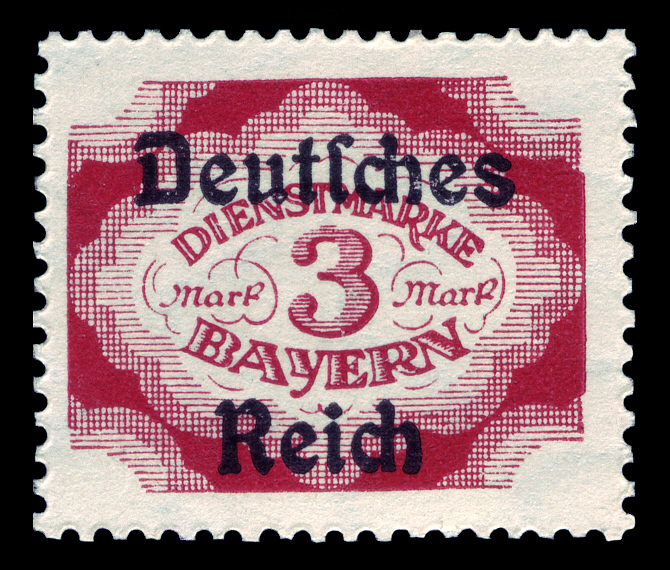
3 Mark; Michel-Nr.: 50
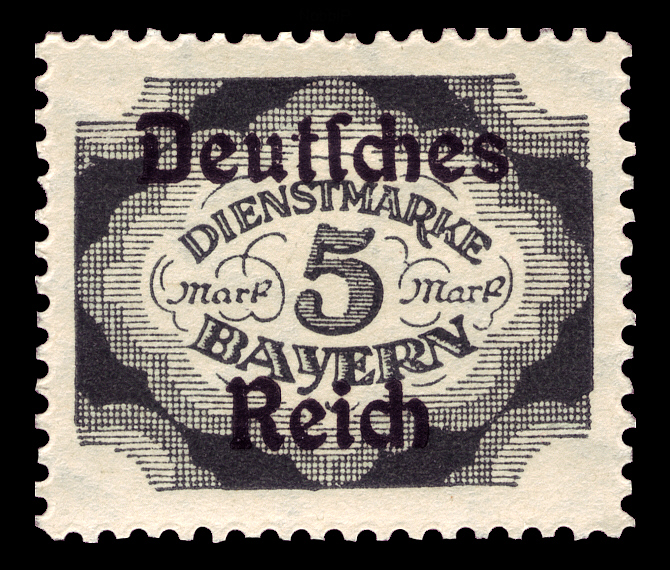
5 Mark; Michel-Nr.: 51

Am gleichen Tag wurden auch in Württemberg neu gedruckte Dienstmarken herausgegeben, welche ebenfalls mit einem zweizeiligen Aufdruck „Deutsches Reich“ der Druckereien der Verkehrsanstalten in Stuttgart versehen waren (Michel 52 bis 56). Für den amtlichen Verkehr wurden ebenfalls weitere Marken mit Aufdruck hergestellt (Michel 57 bis 64).

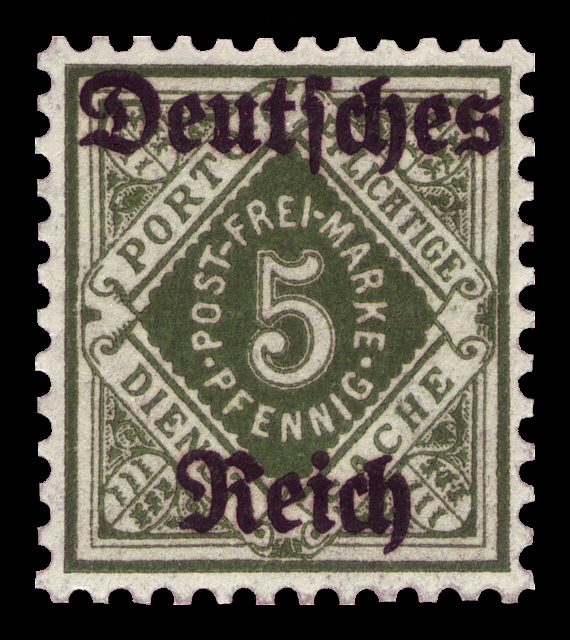
5 Pfg; Michel-Nr.: 52
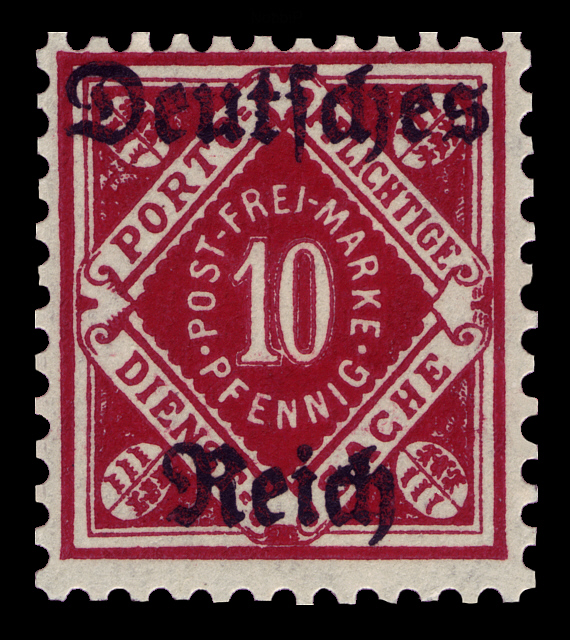
10 Pfg; Michel-Nr.: 53
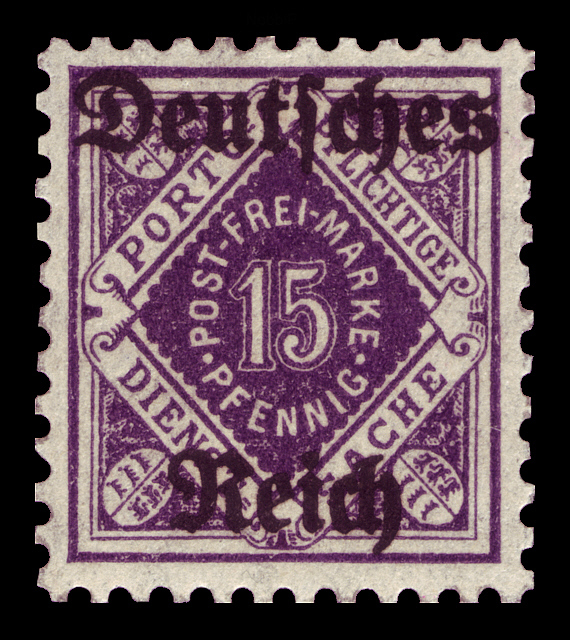
15 Pfg; Michel-Nr.: 54
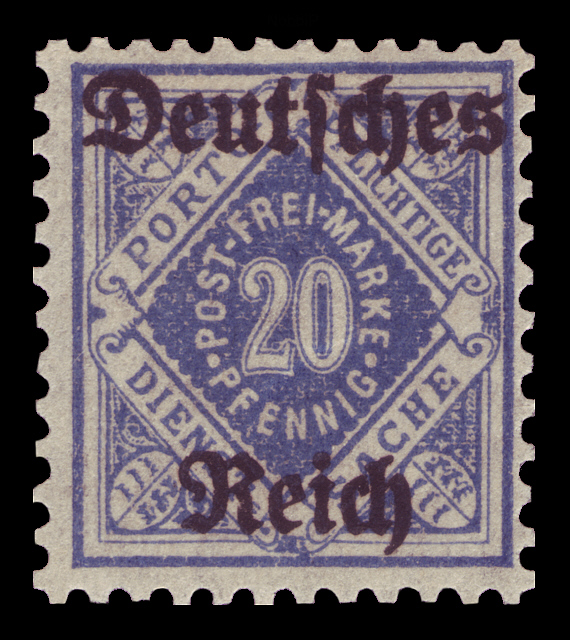
20 Pfg; Michel-Nr.: 55
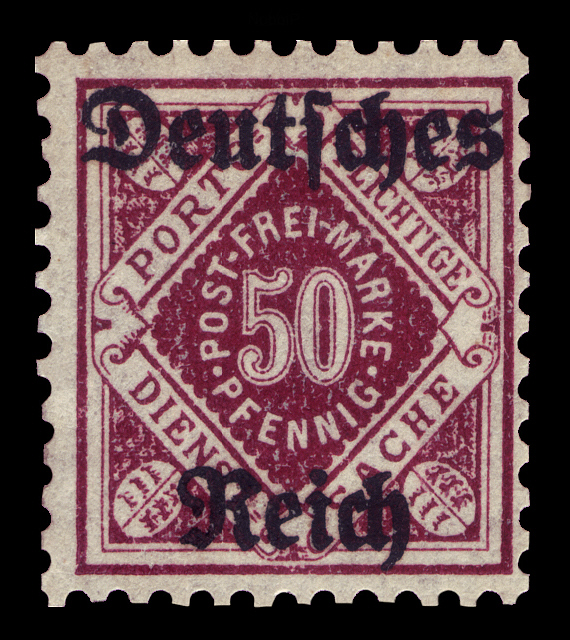
50 Pfg; Michel-Nr.: 56

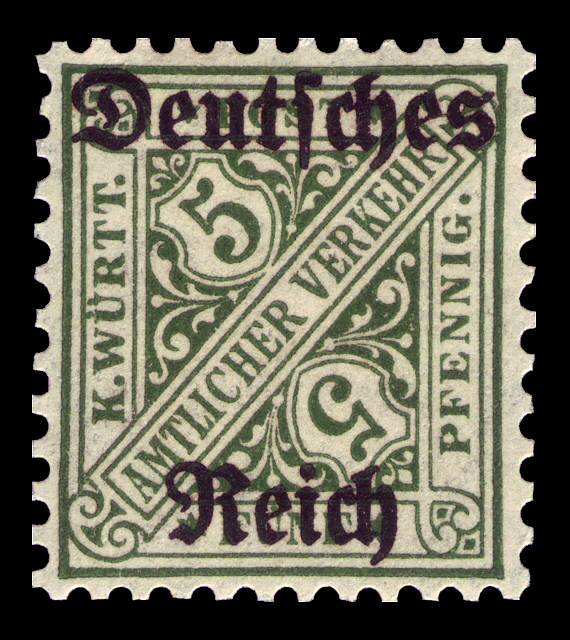
20 Pfg; Michel-Nr.: 57
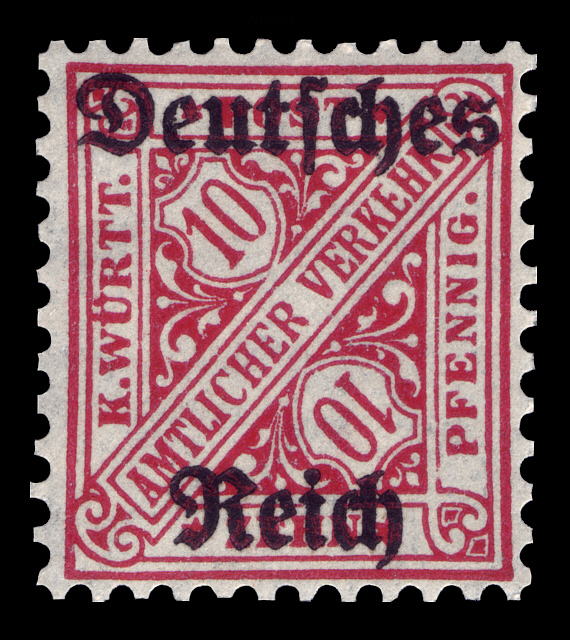
30 Pfg; Michel-Nr.: 58
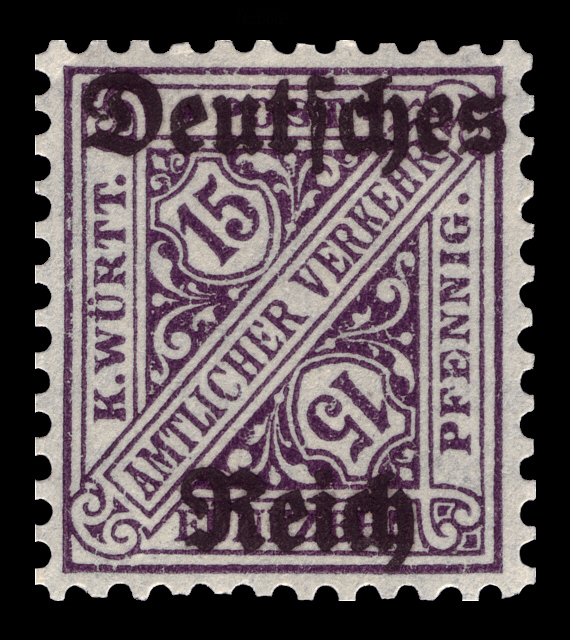
40 Pfg; Michel-Nr.: 59
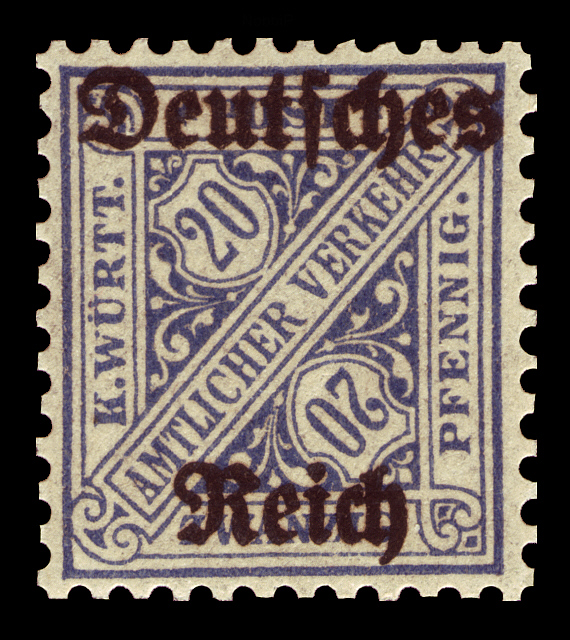
50 Pfg; Michel-Nr.: 60
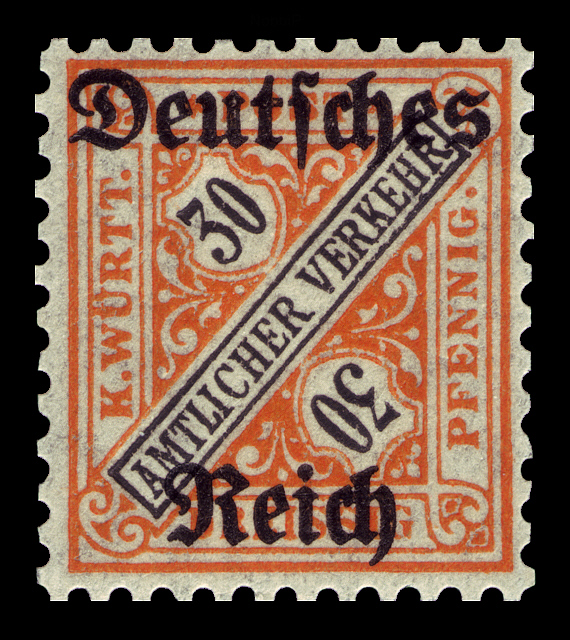
60 Pfg; Michel-Nr.: 61
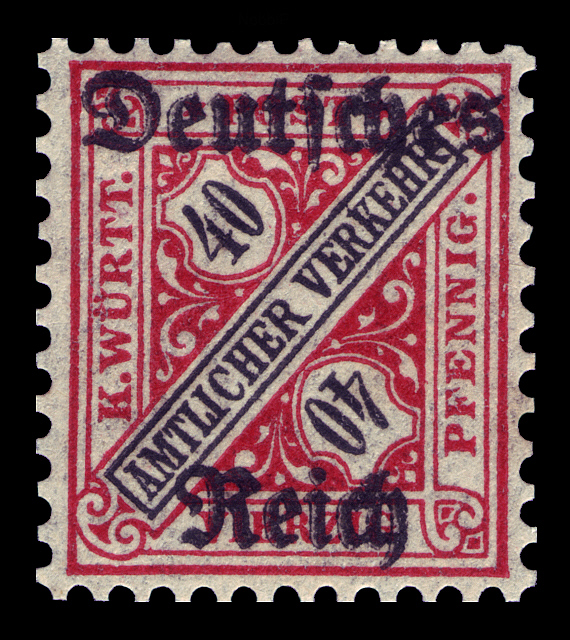
70 Pfg; Michel-Nr.: 62
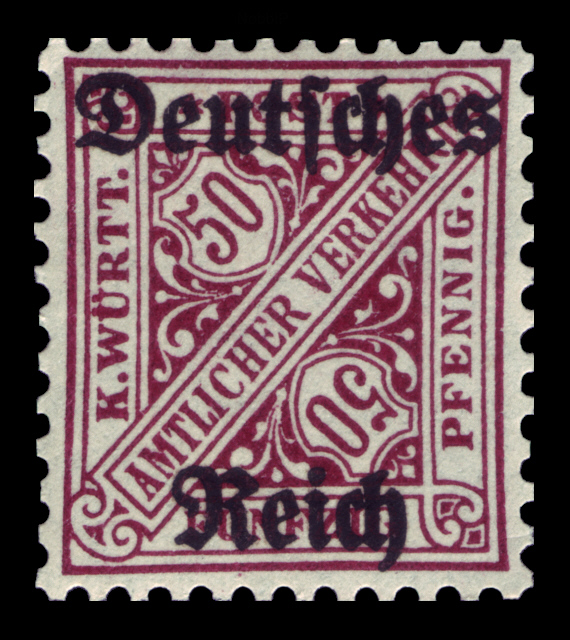
75 Pfg; Michel-Nr.: 63
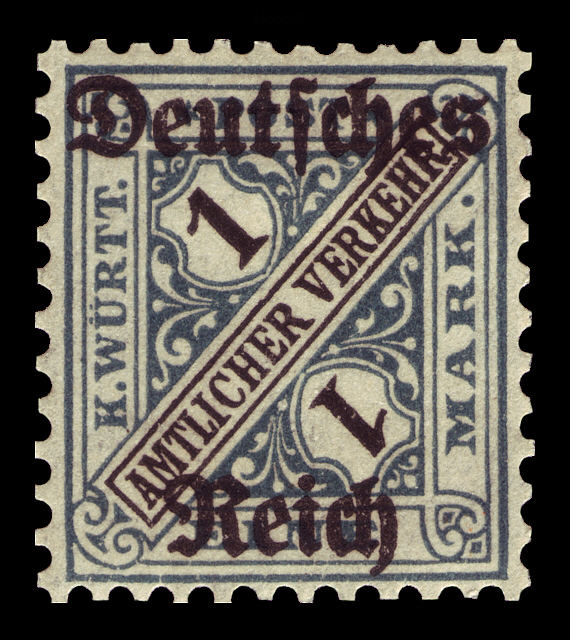
80 Pfg; Michel-Nr.: 64

### 1921
Die früheste nachgewiesene Verwendung der Michel-Nummer 65 ist der 5. Februar 1921 in Darmstadt mit der Lochung „FM“ (Finanzministerium). Die Dienstmarke gleicht der der Nr. 24, jedoch in einer anderen Farbe. Hergestellt wurde diese als Rollenmarke im Buchdruckverfahren mit einer Kammzähnung von 14:14 1/4 und dem Wasserzeichen Rauten.
Im Mai erschien ein Ergänzungswert zu 60 Pfennig (Michel-Nummer 66) zu den Michel-Nummern 23 bis 33 in neuer Zeichnung. Das Herstellungsverfahren war mit Ausnahme der Rolle gleich.

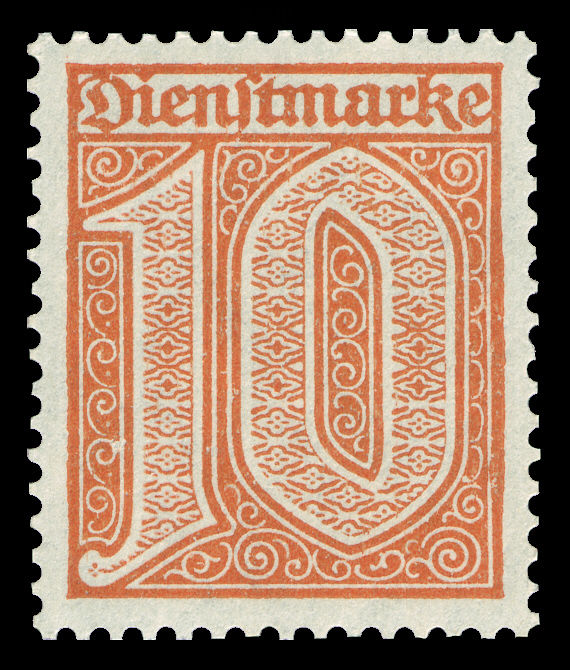
10 Pfg; Michel-Nr.: 65
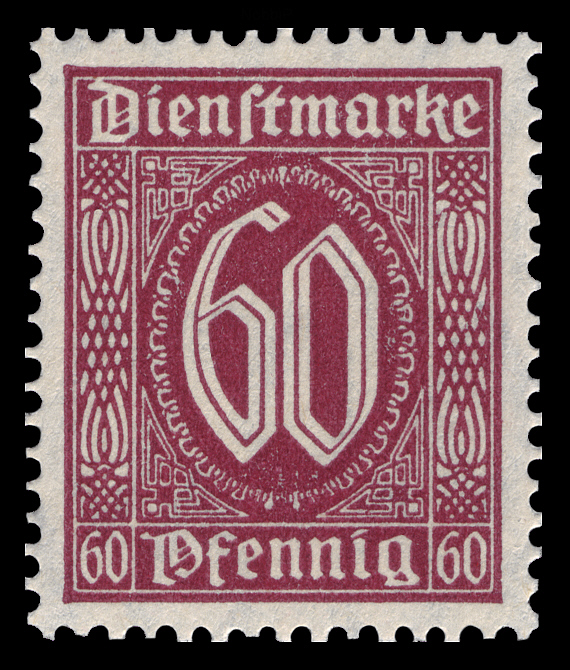
60 Pfg; Michel-Nr.: 66

### 1922
Im Januar und November wurden 4 Ergänzungswerte zu 75 Pfennig, 2 Mark, 3 Mark und 10 Mark zur Ziffernserie herausgegeben

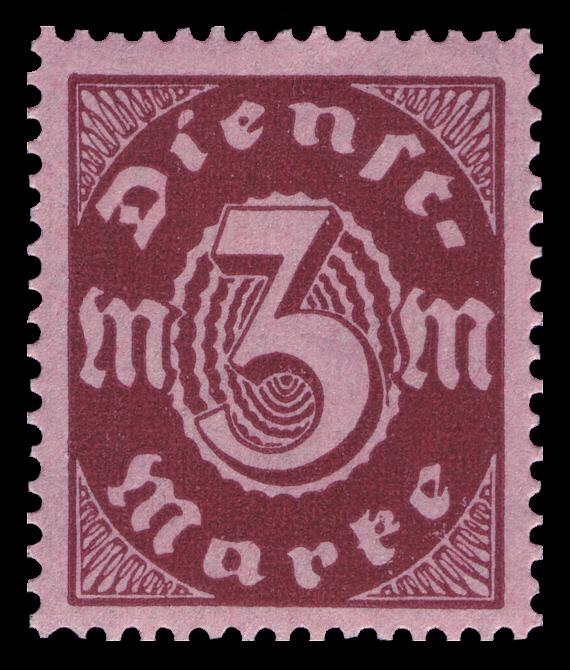
3 M; Michel-Nr.: 67
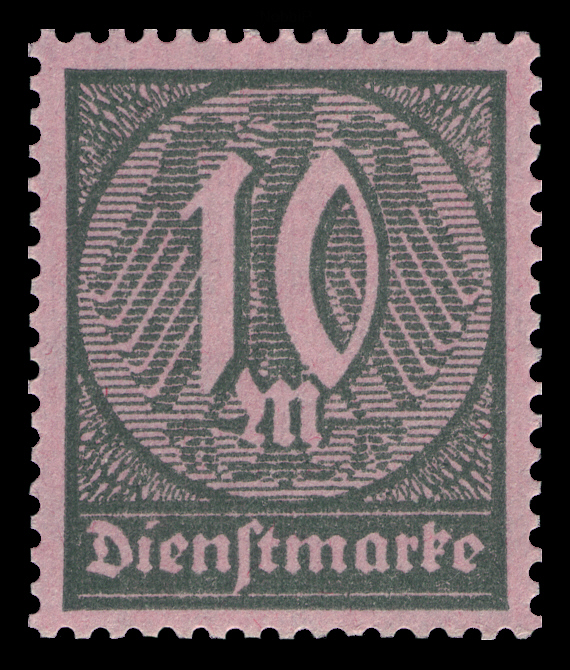
10 M; Michel-Nr.: 68
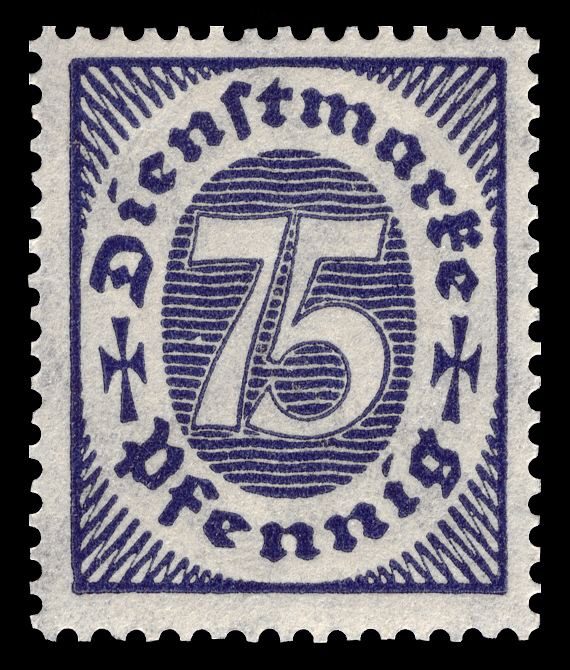
75 Pfg; Michel-Nr.: 69
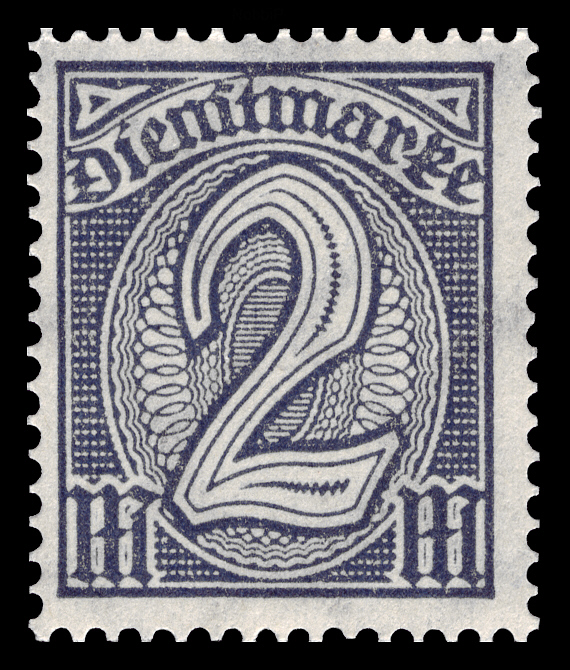
2 M; Michel-Nr.: 70

### 1923
Formal waren alle Dienstmarken unter 100 Mark bis 30. September 1923, von 100 bis 800.000 Mark bis 30. November und die Werte ab 1 Million Mark bis 31. Dezember 1923 gültig. Die im Herbst explodierende Inflation erforderte jedoch bis zur Währungsreform am 15. November 1923 Werte von bis zu 100 Milliarden Mark zur Frankatur.

Vier Ergänzungswerte zur Ziffernserie
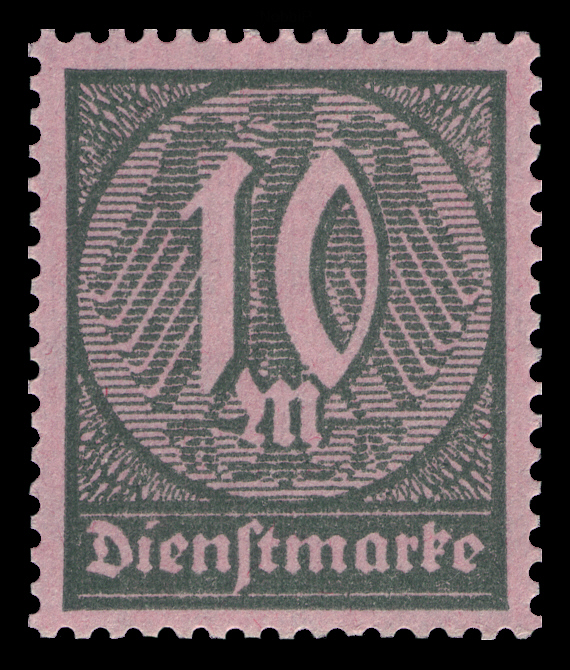
10 M; Michel-Nr.: 71 (wie 68, jedoch anderes Wasserzeichen)
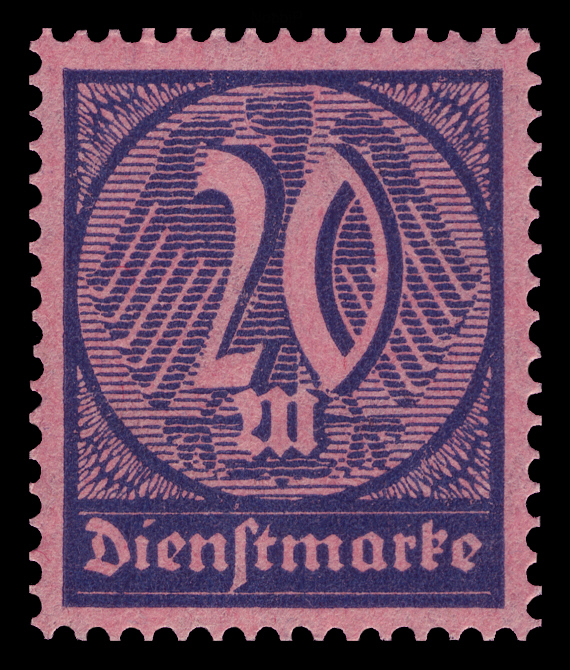
20 M; Michel-Nr.: 72
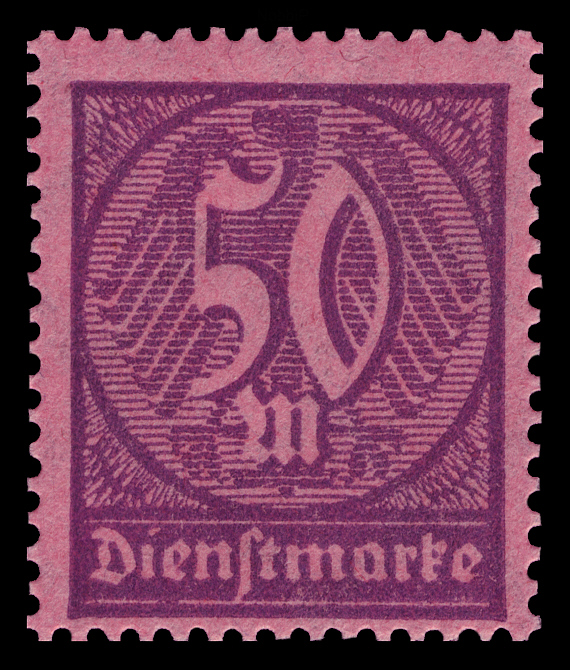
50 M; Michel-Nr.: 73
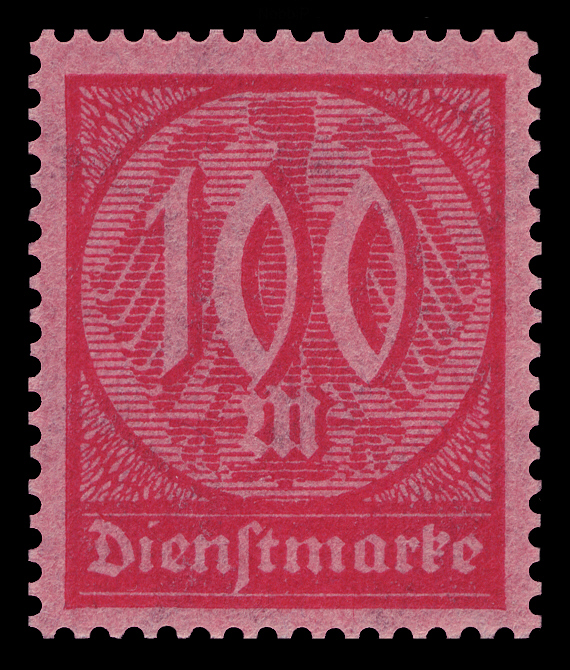
100 M; Michel-Nr.: 74

Serie von neuen Werten mit Aufdruck Dienstmarke
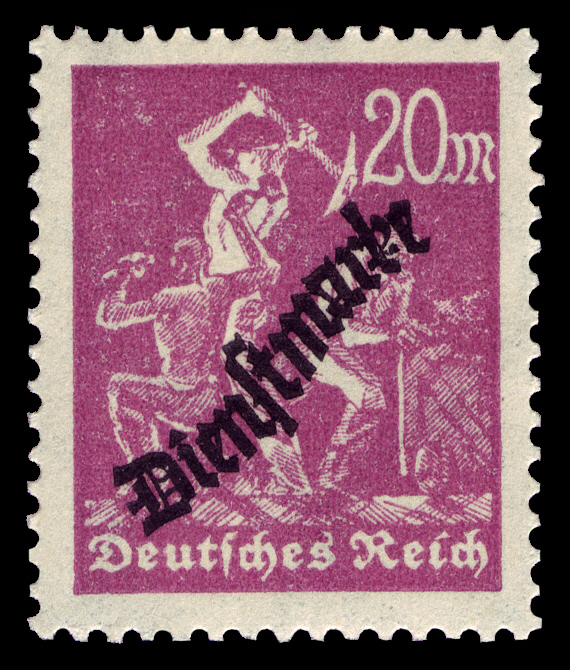
20 M; Michel-Nr.: 75
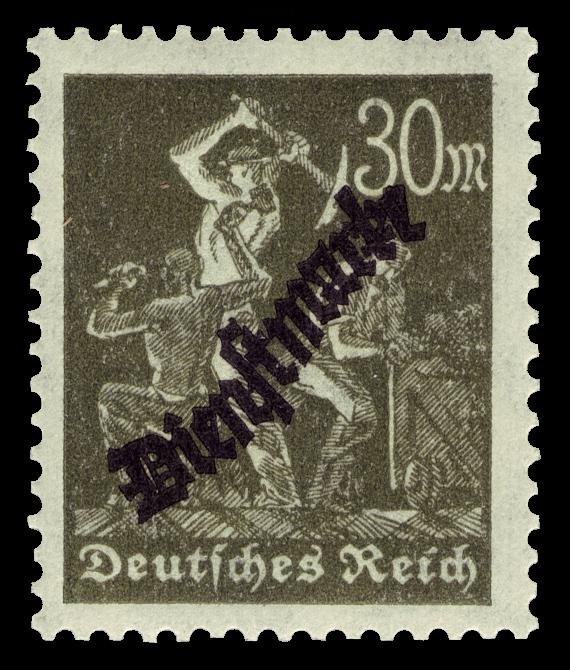
30 M; Michel-Nr.: 76
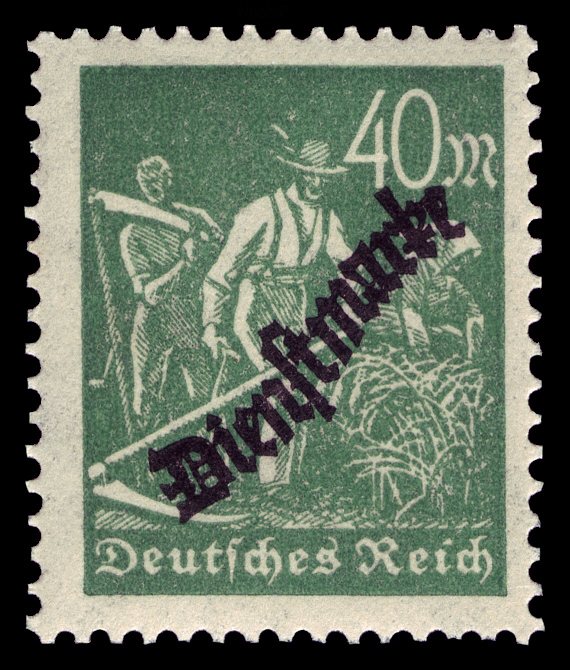
40 M; Michel-Nr.: 77

1. Serie von Werten mit Aufdruck Dienstmarke während der Inflation
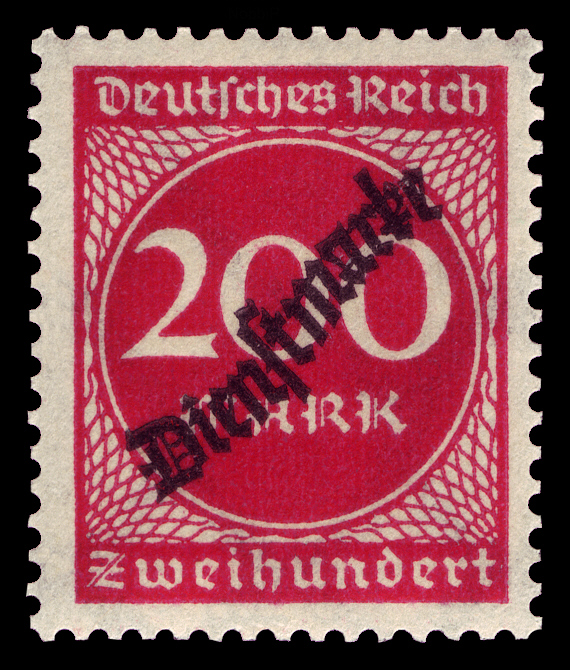
200 M; Michel-Nr.: 78
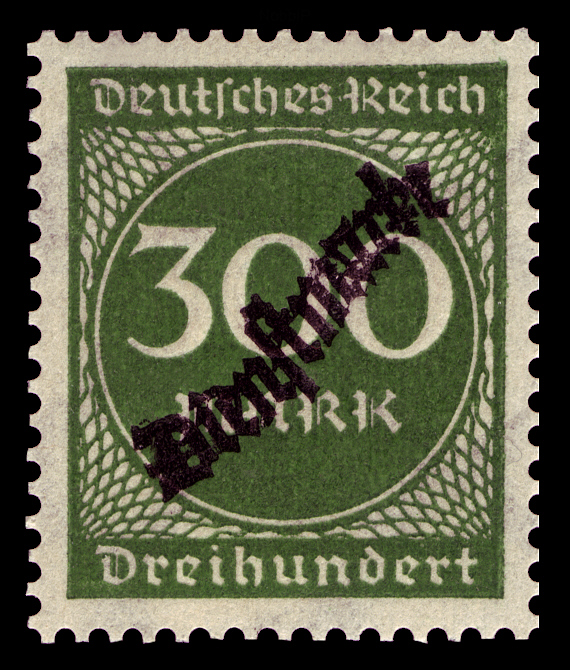
300 M; Michel-Nr.: 79
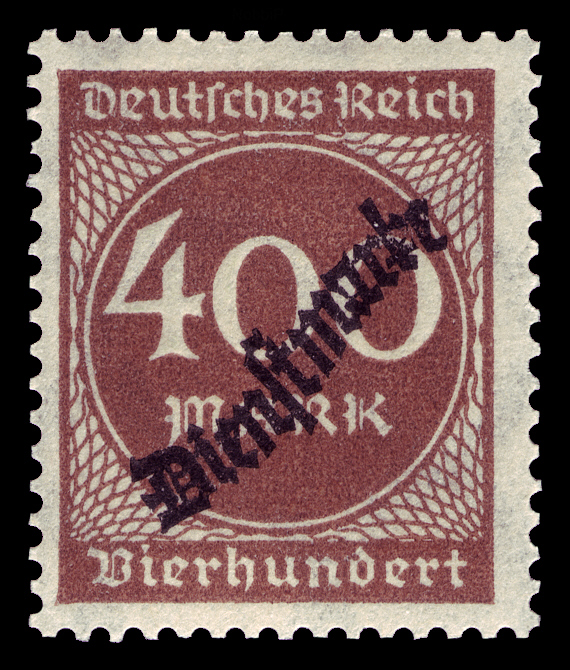
400 M; Michel-Nr.: 80
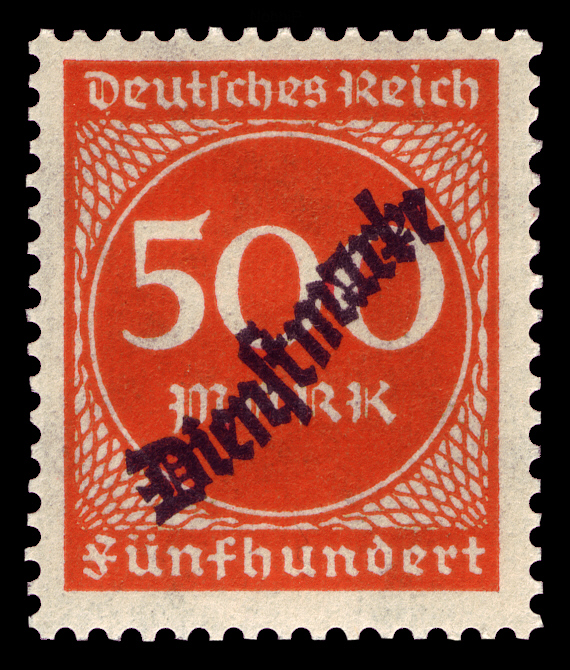
500 M; Michel-Nr.: 81
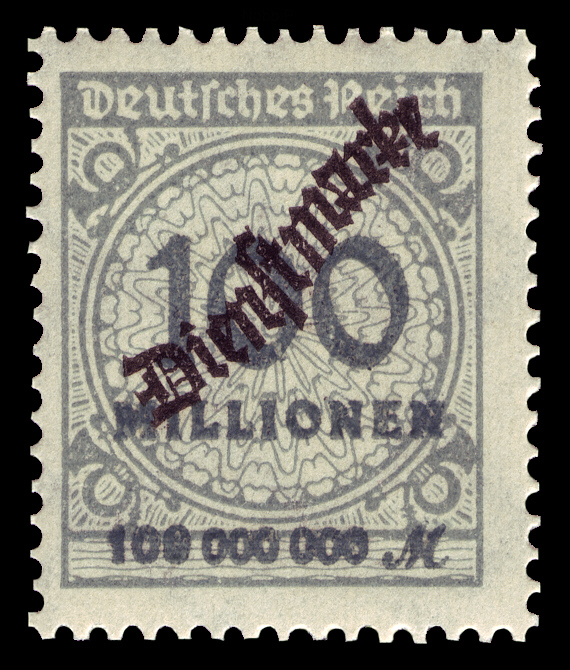
100 Mio. M; Michel-Nr.: 82
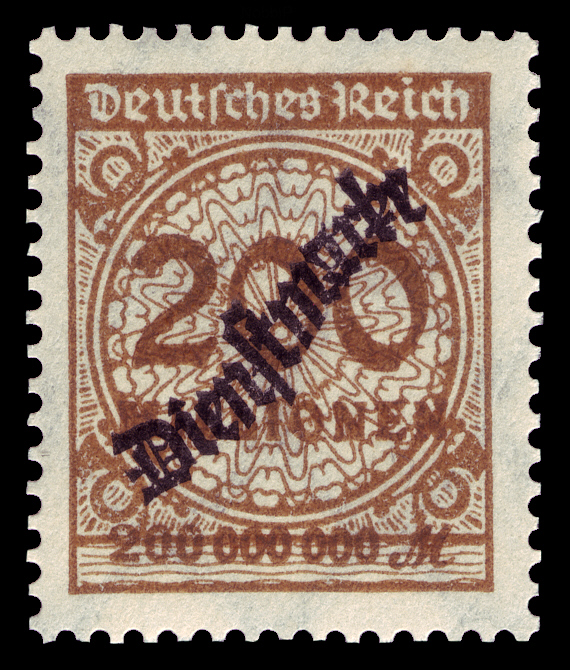
200 Mio. M; Michel-Nr.: 83
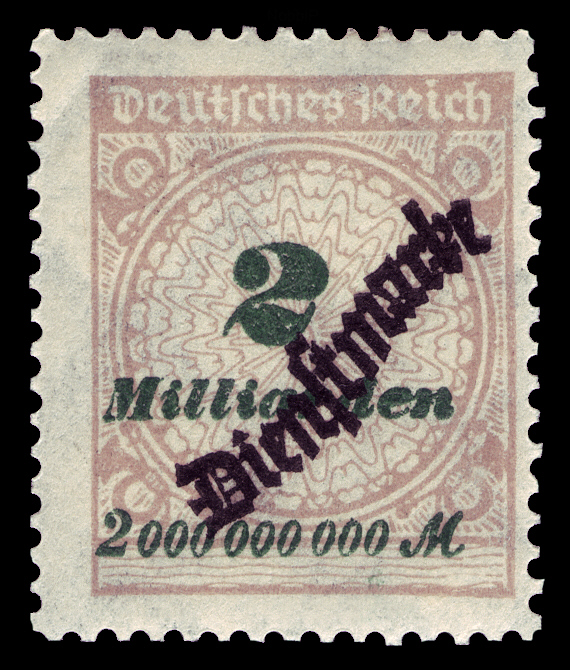
2 Mrd. M; Michel-Nr.: 84
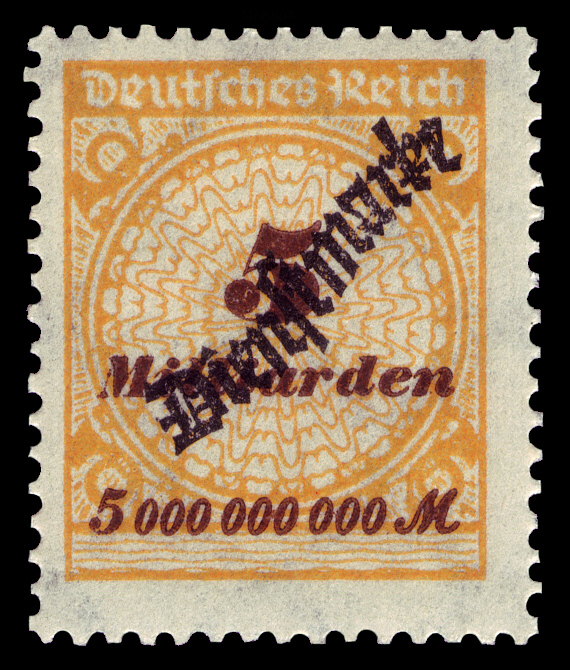
5 Mrd. M; Michel-Nr.: 85
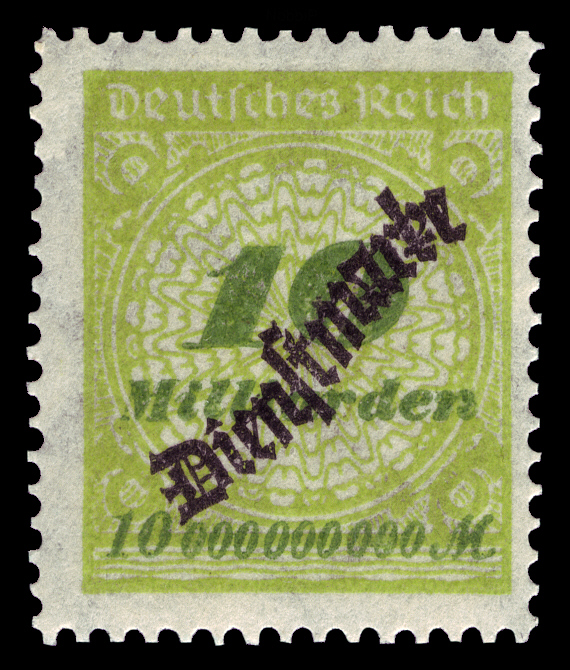
10 Mrd. M; Michel-Nr.: 86
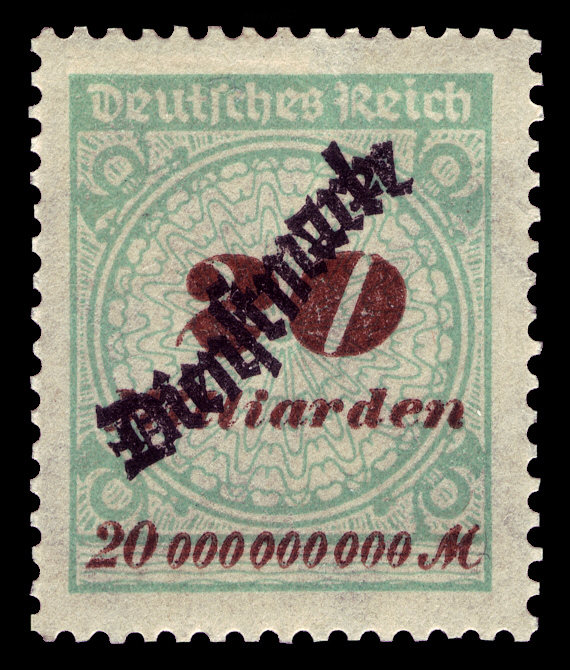
20 Mrd. M; Michel-Nr.: 87
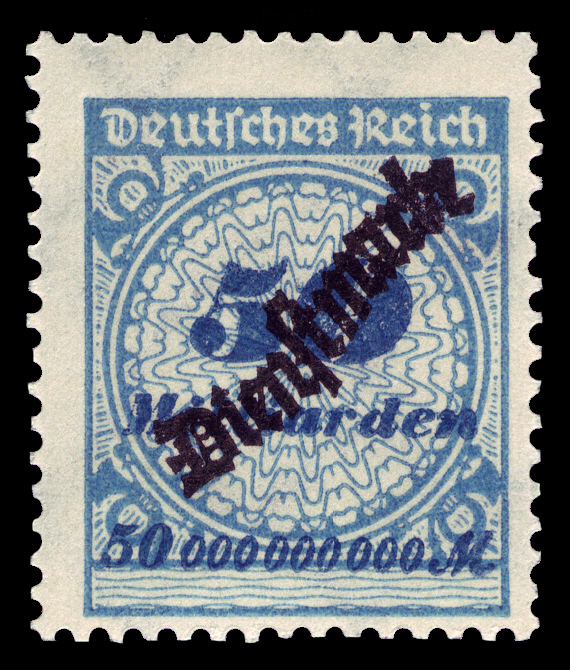
50 Mrd. M; Michel-Nr.: 88

2. Serie von Werten mit Wertkorrektur-Aufdruck während der Inflation
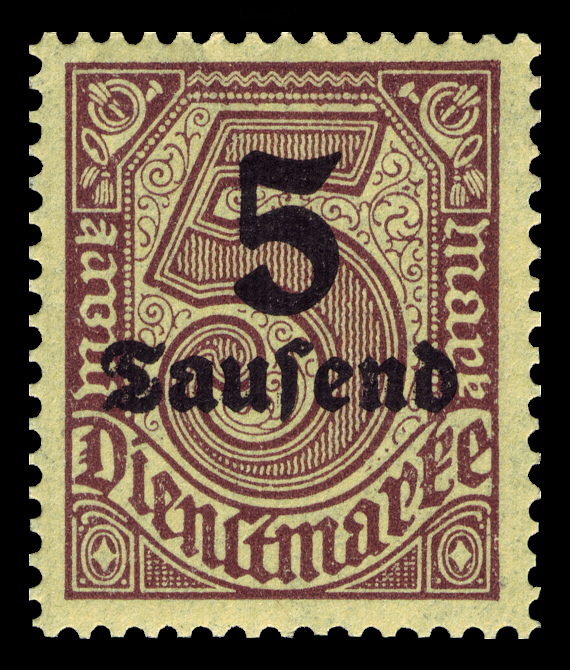
5.000 M; Michel-Nr.: 89
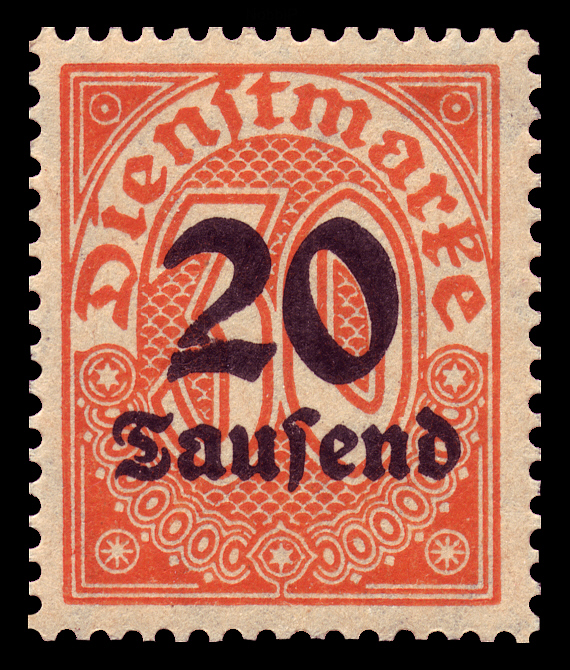
20.000 M; Michel-Nr.: 90
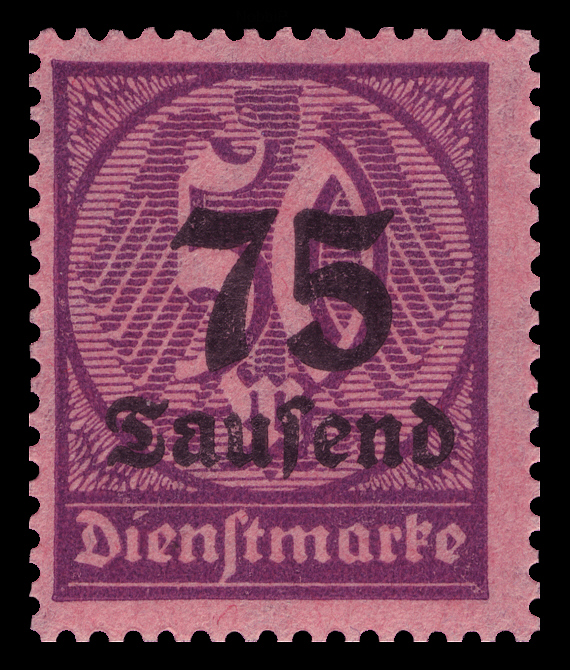
75.000 M; Michel-Nr.: 91
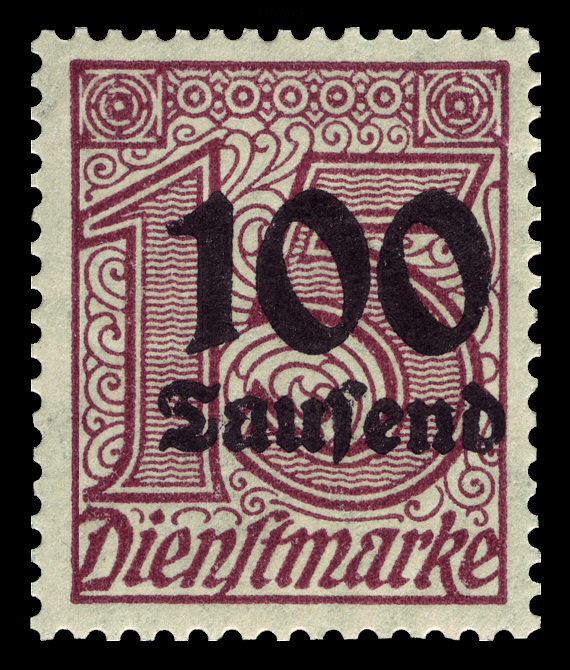
100.000 M; Michel-Nr.: 92
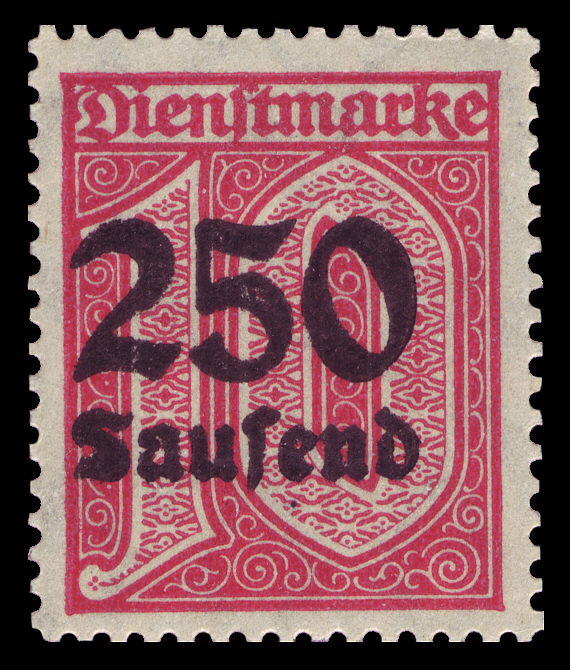
250.000 M; Michel-Nr.: 93
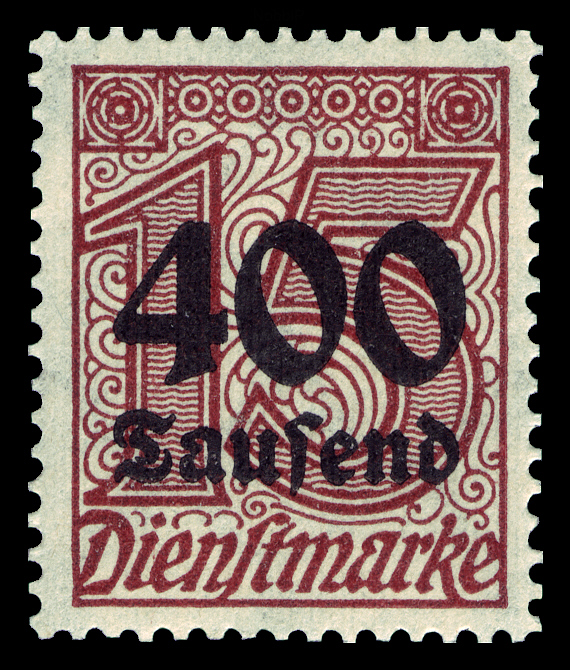
400.000 M; Michel-Nr.: 94
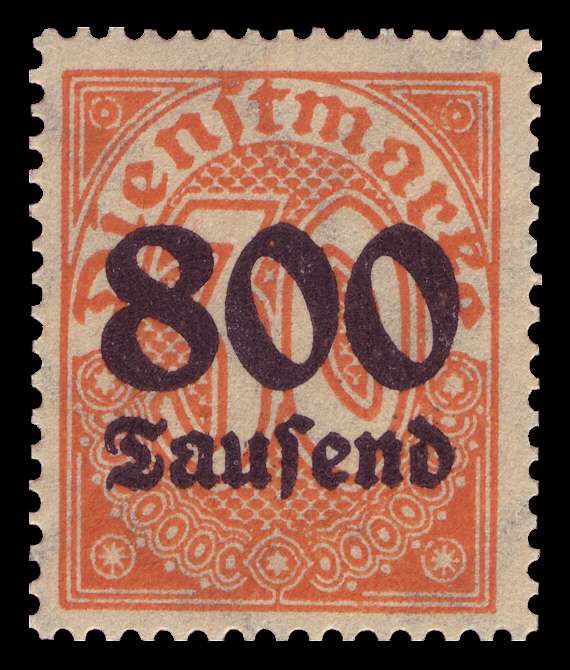
800.000 M; Michel-Nr.: 95
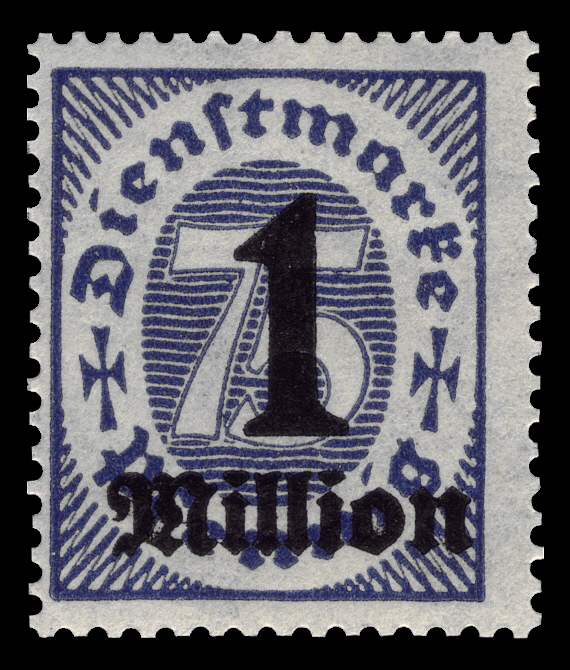
1 Mio. M; Michel-Nr.: 96
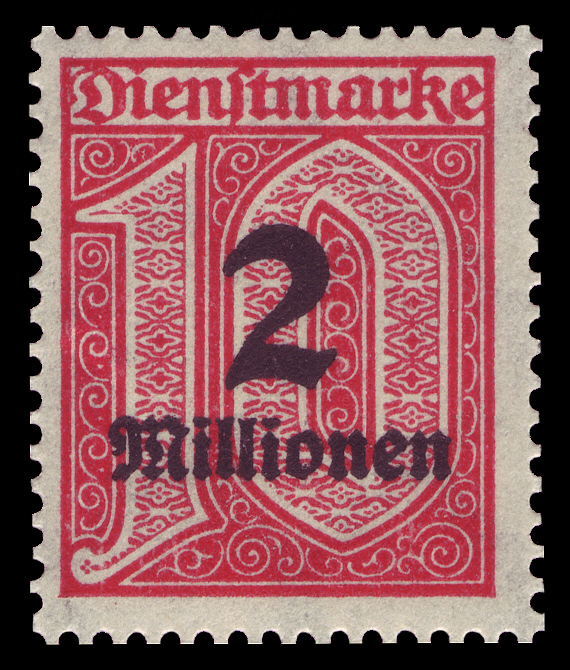
2 Mio. M; Michel-Nr.: 97
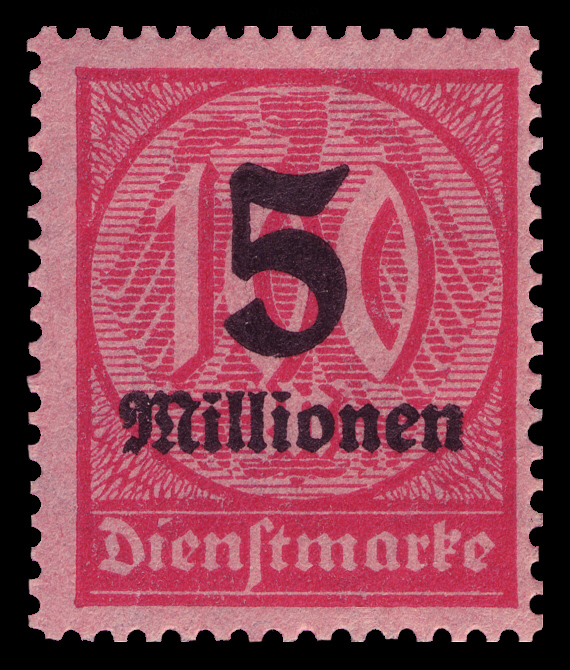
5 Mio. M; Michel-Nr.: 98

Nach der Währungsreform wurden zum 1. Dezember 1923 sechs neue Dienstmarken in der neuen Währung Rentenmark ausgegeben. Das Normalbriefporto von zuletzt zehn Milliarden „Papiermark“ (15. November 1923) verteuerte sich nun auf zehn Rentenpfennig (1. Dezember 1923).

1. Serie von Werten mit Aufdruck Dienstmarke nach der Währungsreform
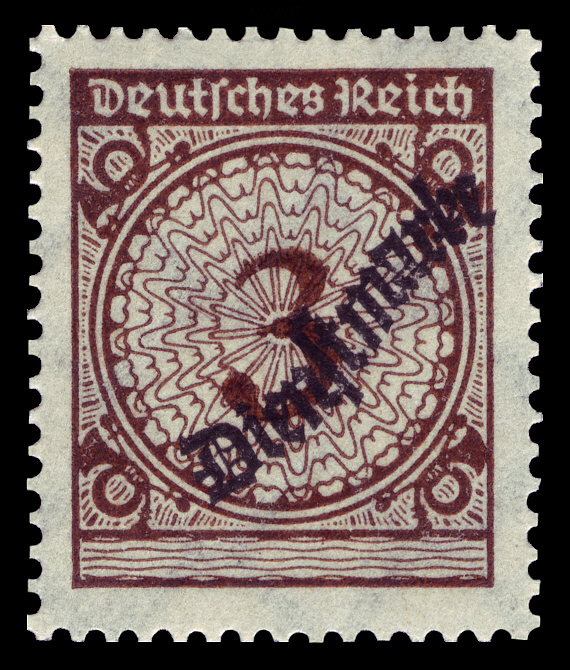
3 Pf.; Michel-Nr.: 99
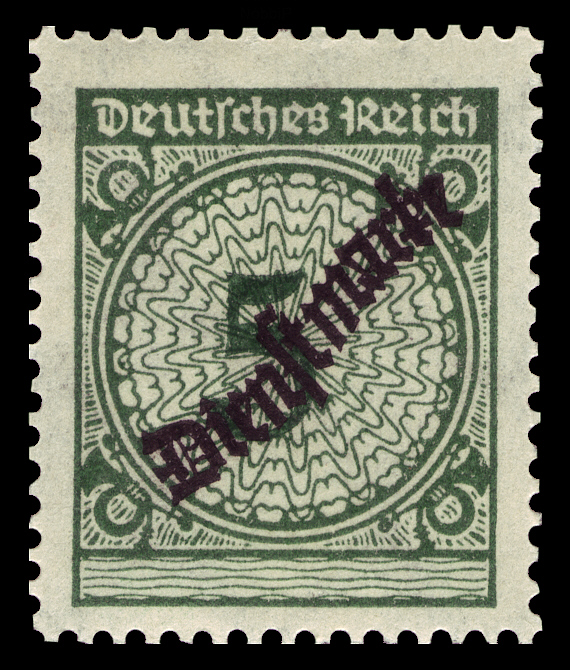
5 Pf.; Michel-Nr.: 100
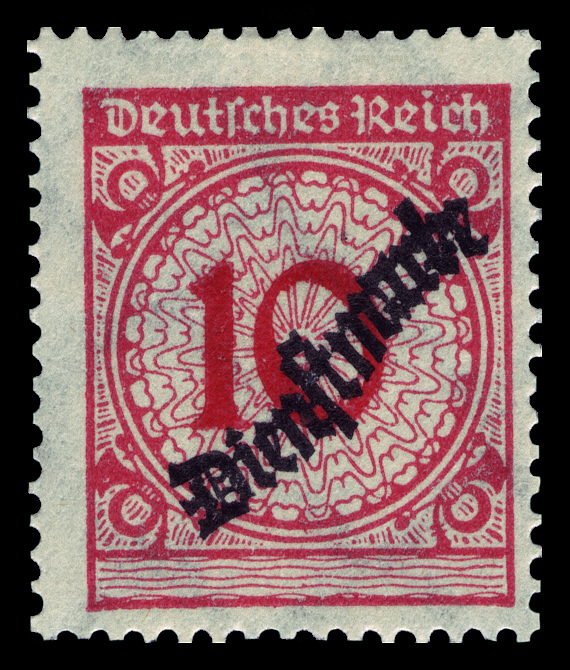
10 Pf.; Michel-Nr.: 101
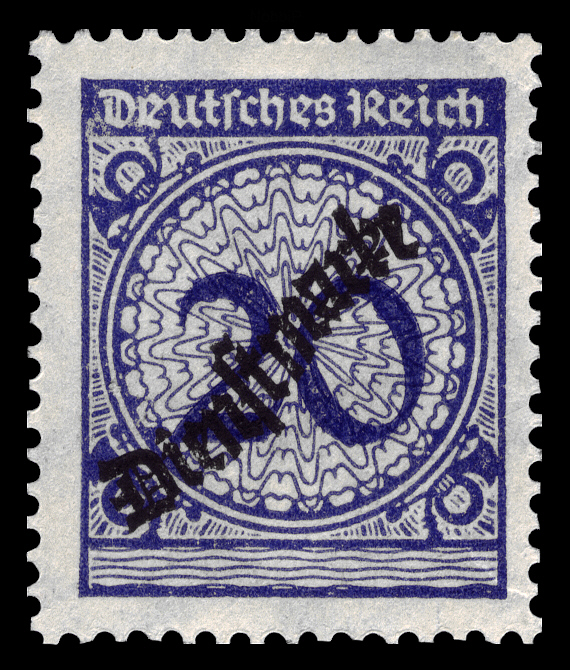
20 Pf.; Michel-Nr.: 102
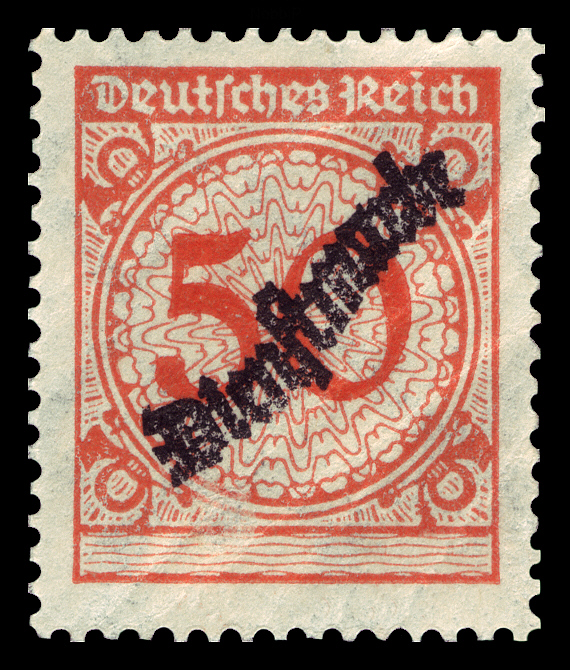
50 Pf.; Michel-Nr.: 103
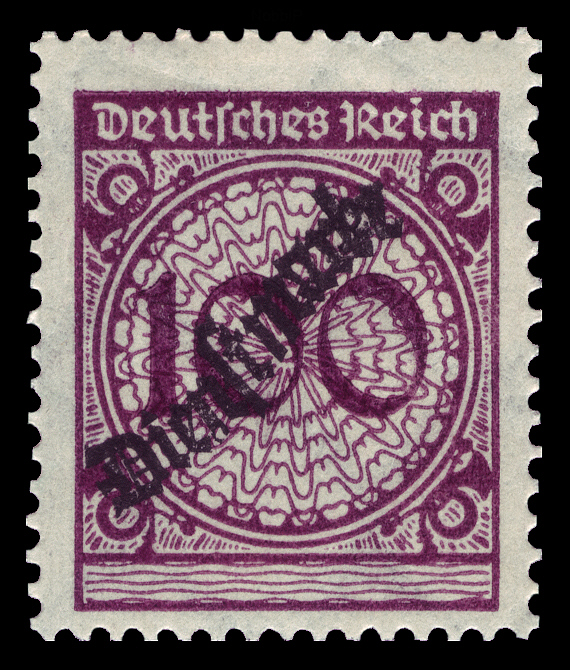
100 Pf.; Michel-Nr.: 104

### 1924
Bei der ab März 1924 erschienenen Dienstmarkenserie, die aus neuen Werten bestand, bediente man sich der Freimarken Michel-Nummern 355 bis 363 und druckte das Wort Dienstmarke in schlangenförmiger Form entweder schräg oder waagerecht auf.
Michel-Nummern:
- 105 bis 110 sowie 112 und 113 gültig bis 31. Dezember 1933.
- 111 gültig bis 30. Juni 1934

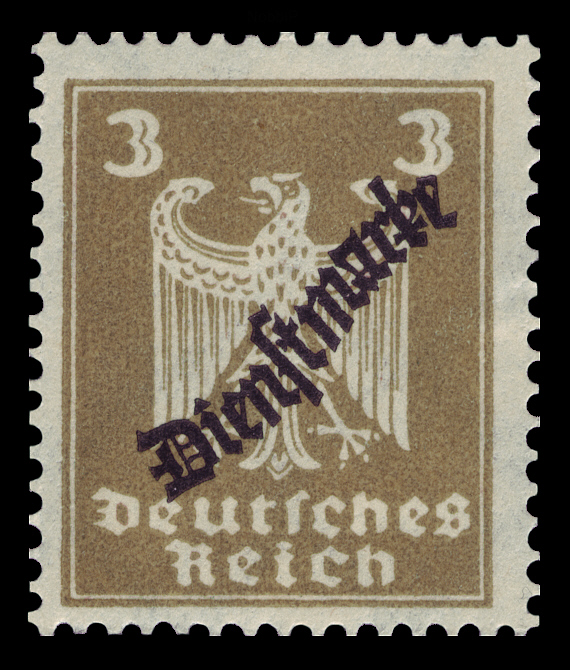
3 Pf; Michel-Nr.: 105
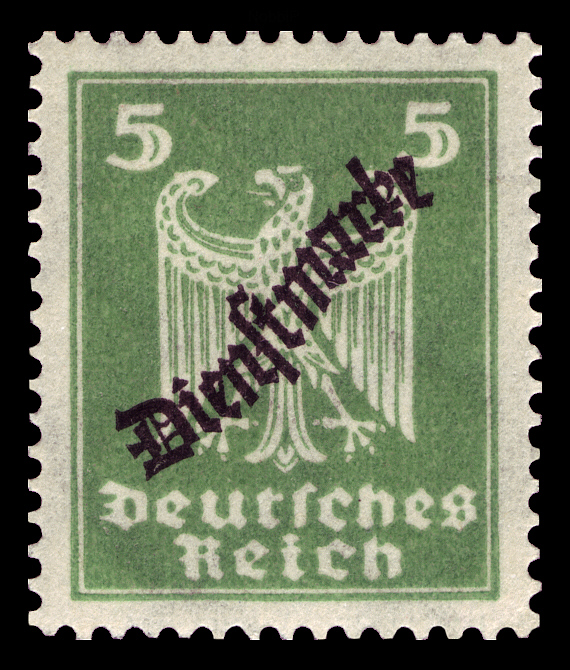
5 Pf; Michel-Nr.: 106
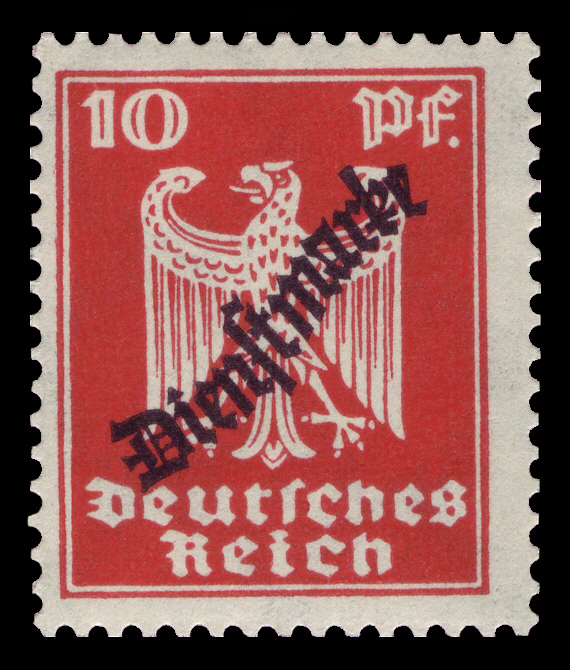
10 Pf; Michel-Nr.: 107
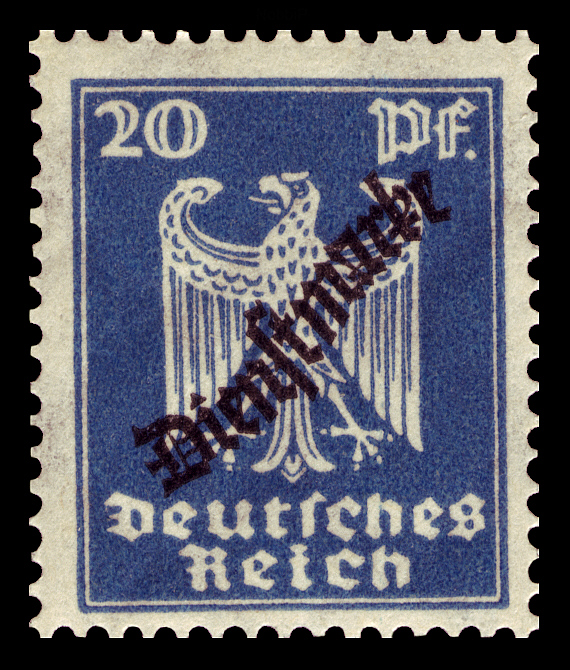
20 Pf; Michel-Nr.: 108
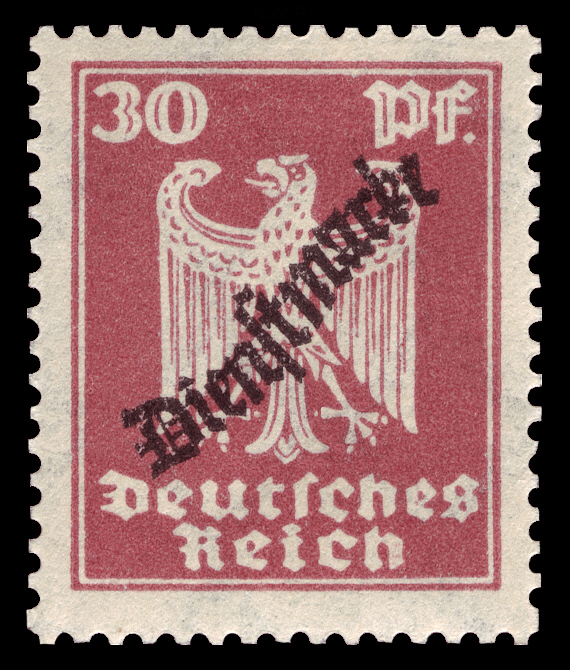
30 Pf; Michel-Nr.: 109
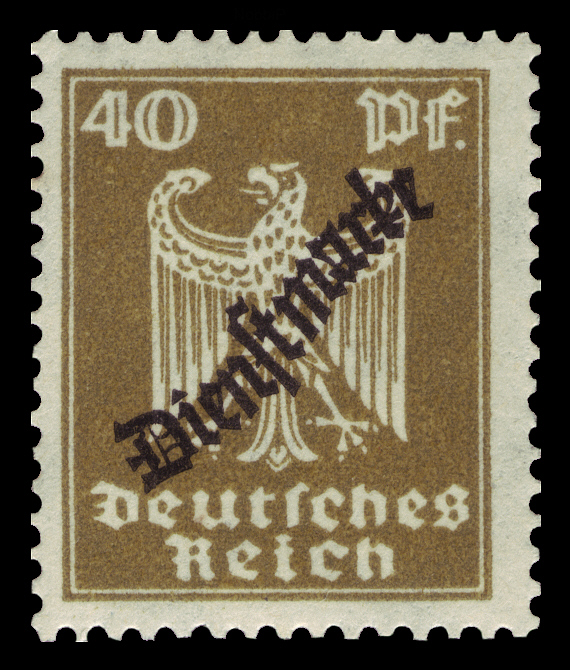
40 Pf; Michel-Nr.: 110
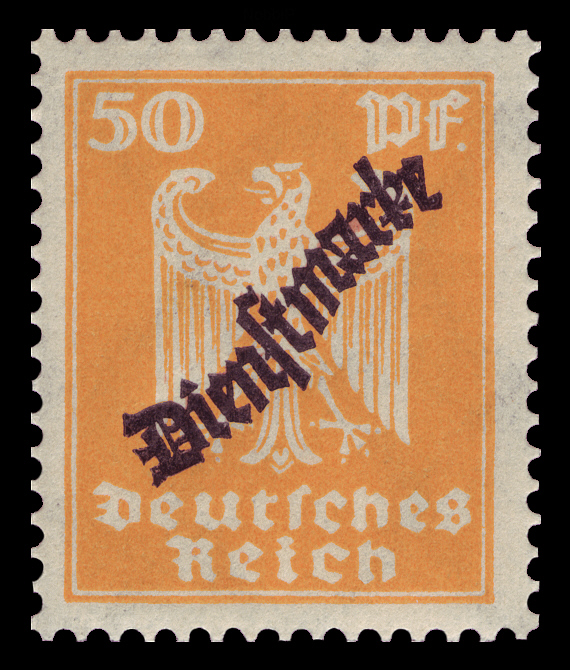
50 Pf; Michel-Nr.: 111
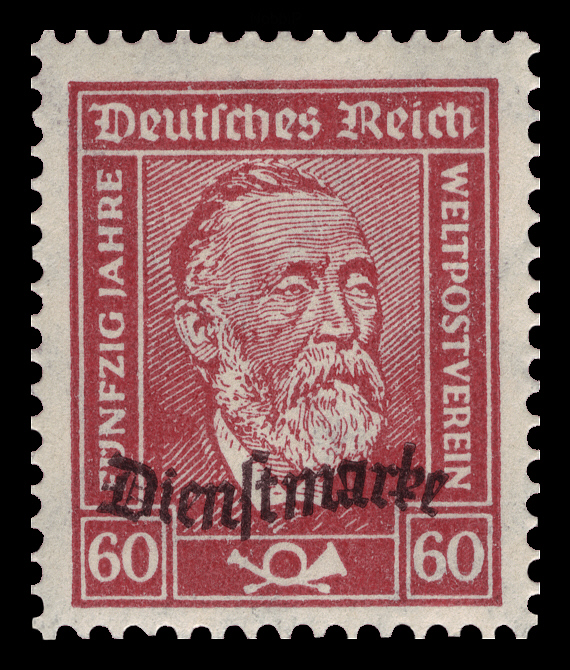
60 Pf; Michel-Nr.: 112
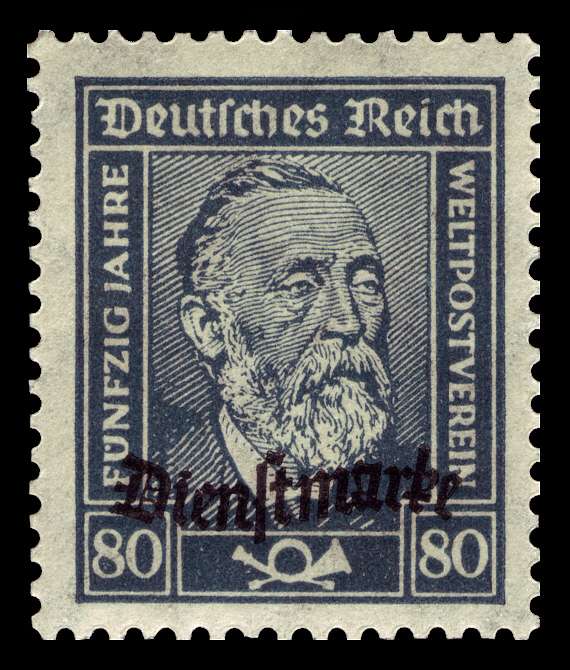
80 Pf; Michel-Nr.: 113

### 1927 bis 1933
Zwischen 1927 und Dezember 1933 erschien die Dienstmarkenserie Ziffernzeichnung mit dem sogenannten Strohhutmuster im Buchdruckverfahren auf gestrichenem Papier mit Wasserzeichen Waffeln und Kammzähnung 14:14 1/4. Die Michel-Nummern 114 bis 131 waren bis zum 31. Dezember 1936 gültig.

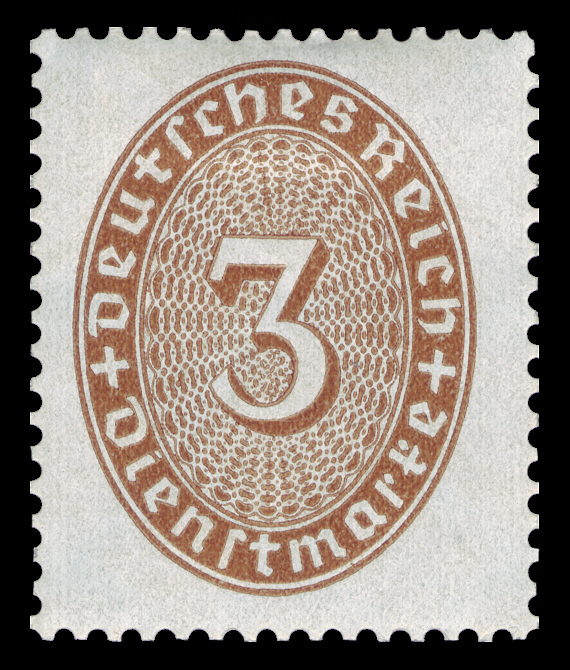
3 Pf; 1927; Michel-Nr.: 114
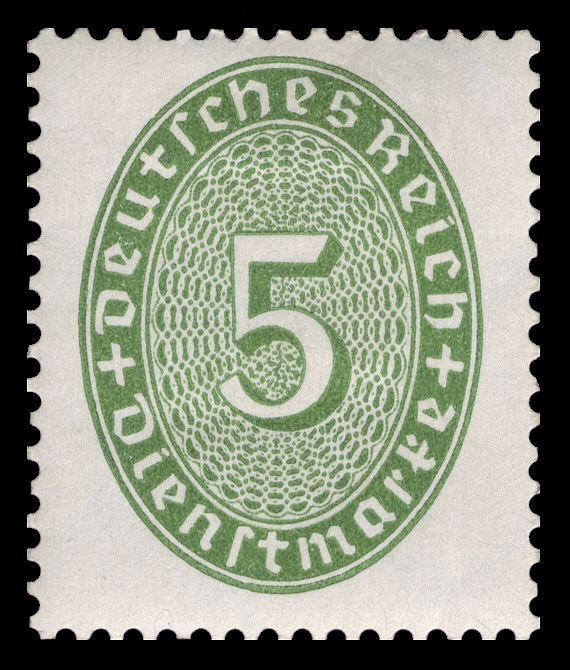
5 Pf; 1927; Michel-Nr.: 115
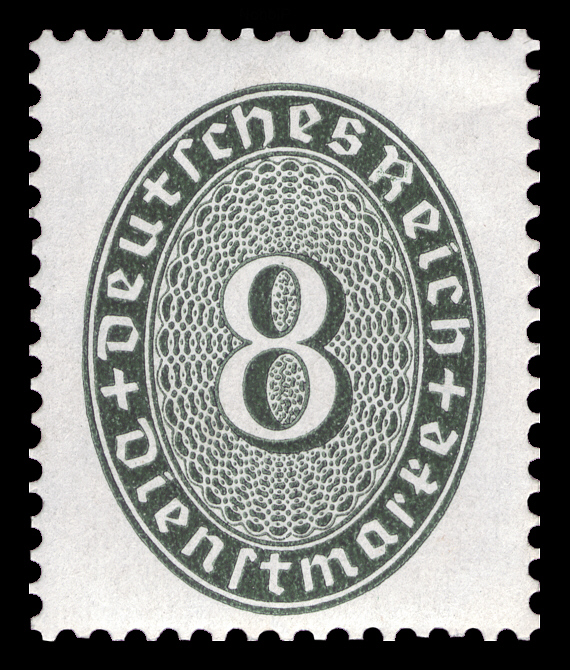
8 Pf; 1927; Michel-Nr.: 116
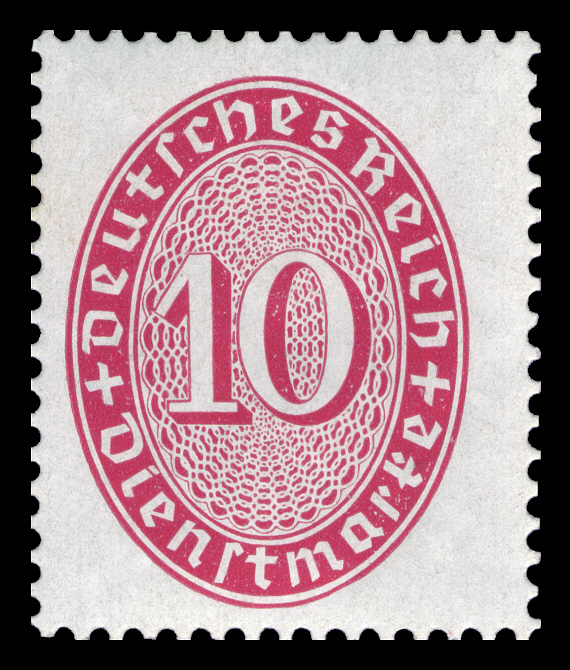
10 Pf; 1927; Michel-Nr.: 117
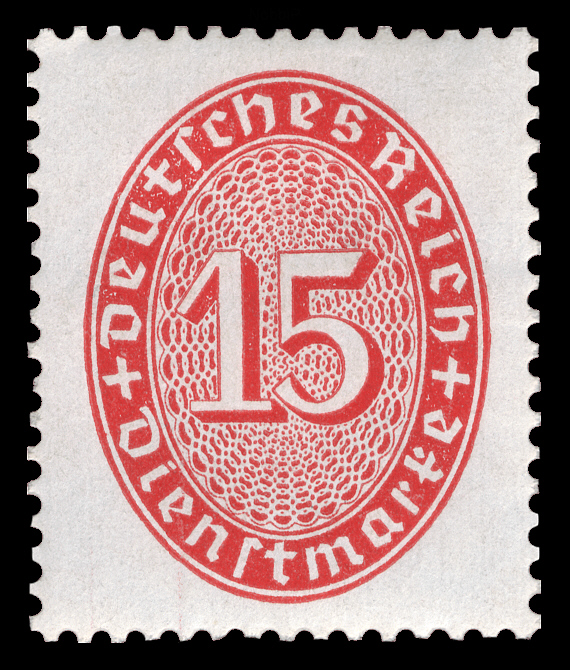
15 Pf; 1927; Michel-Nr.: 118
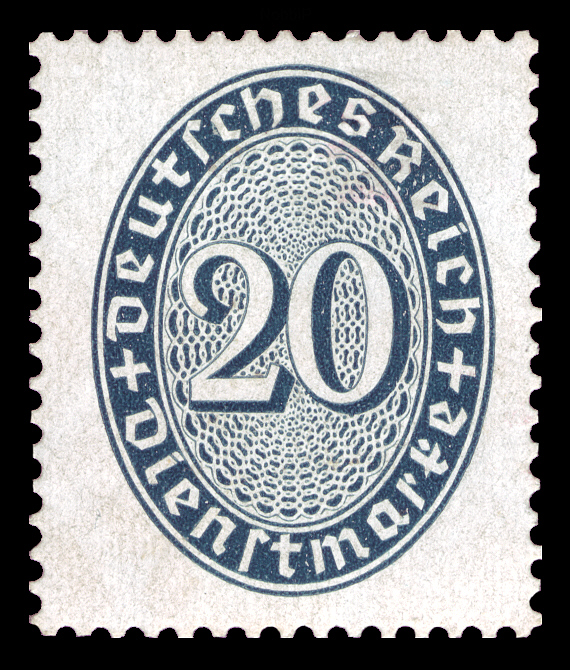
20 Pf; 1927; Michel-Nr.: 119
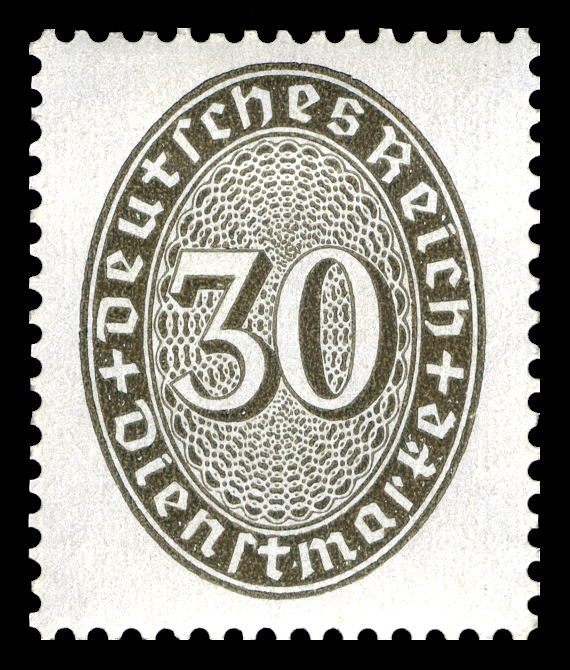
30 Pf; 1927; Michel-Nr.: 120
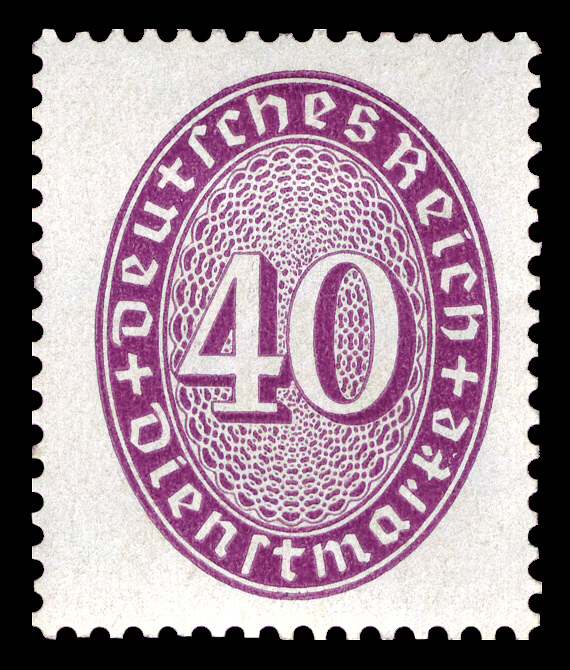
40 Pf; 1927; Michel-Nr.: 121
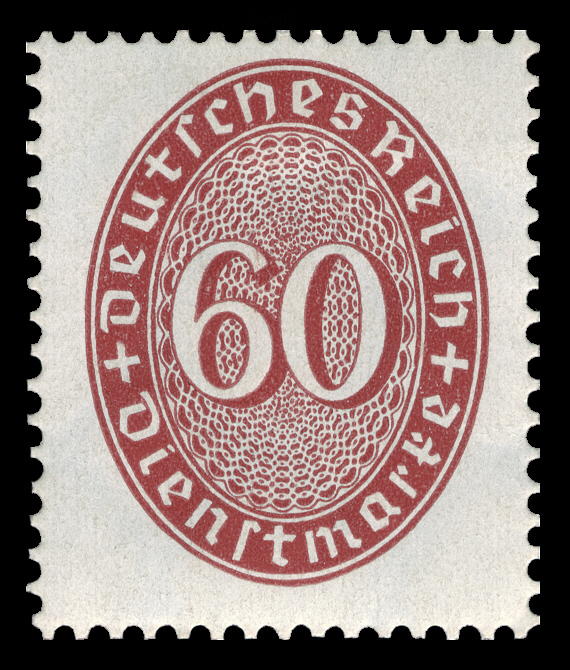
60 Pf; 1928; Michel-Nr.: 122
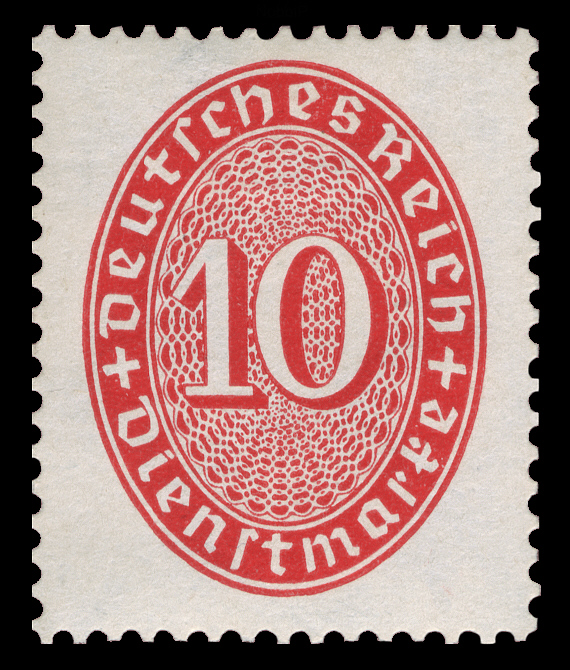
10 Pf; 1929; Michel-Nr.: 123
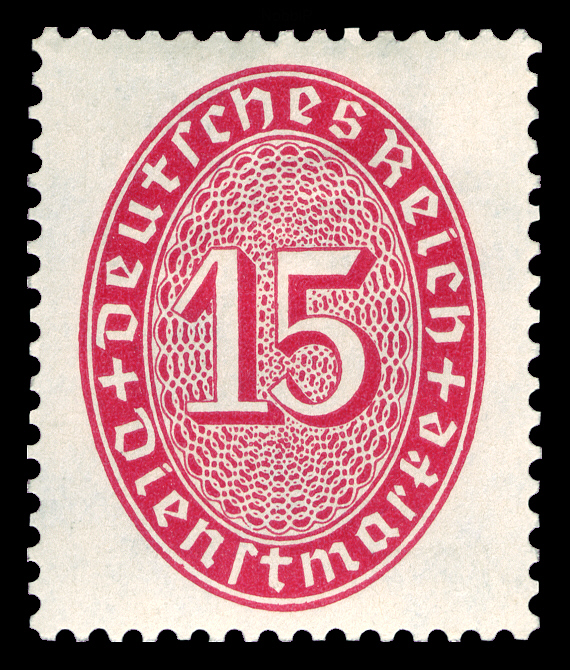
15 Pf; 1929; Michel-Nr.: 124
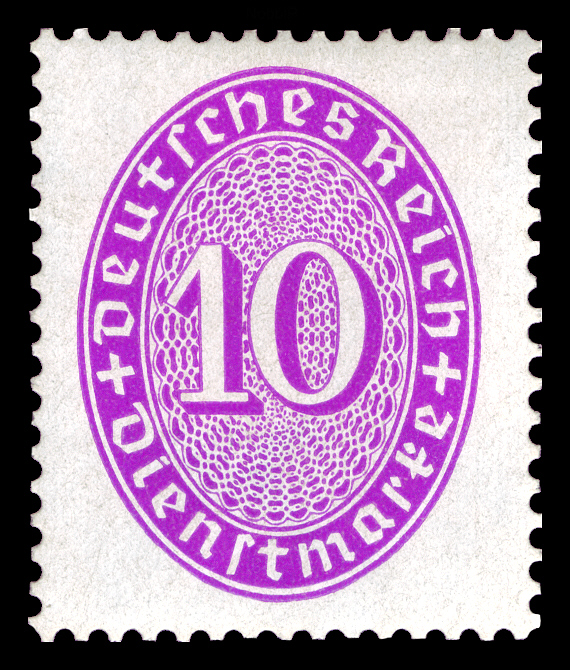
10 Pf; 1930; Michel-Nr.: 125
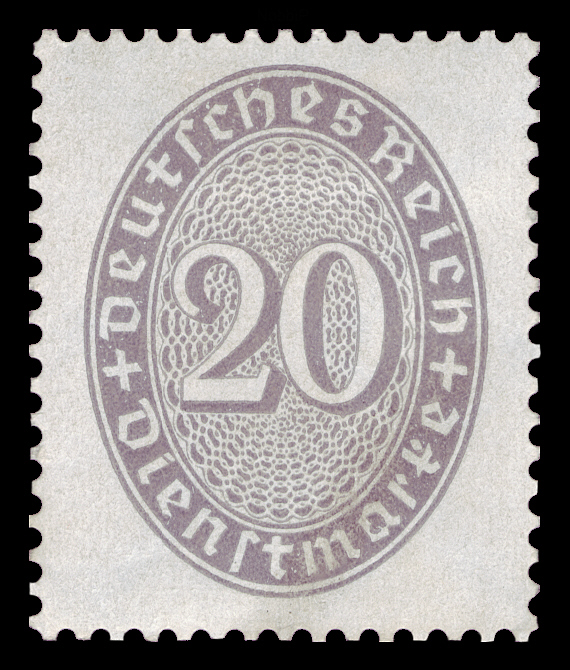
20 Pf; 1930; Michel-Nr.: 126
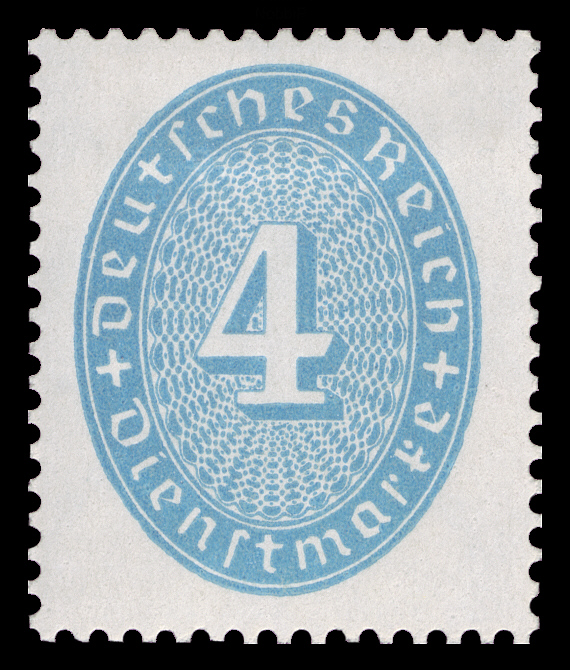
4 Pf; 1931; Michel-Nr.: 127
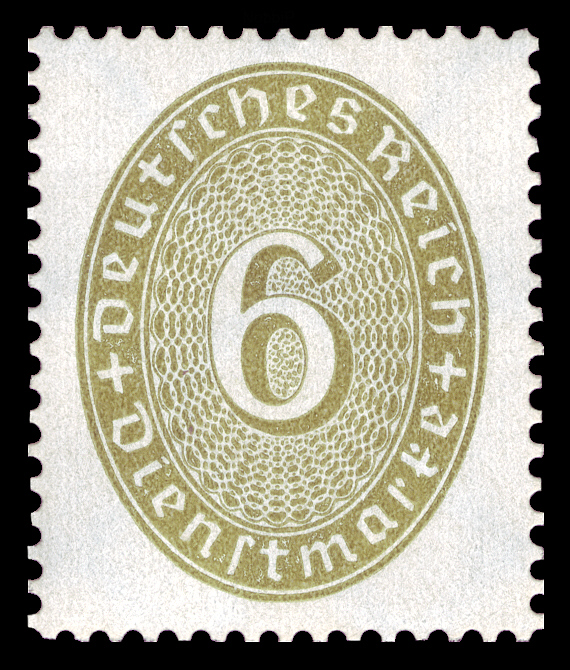
6 Pf; 1932; Michel-Nr.: 128
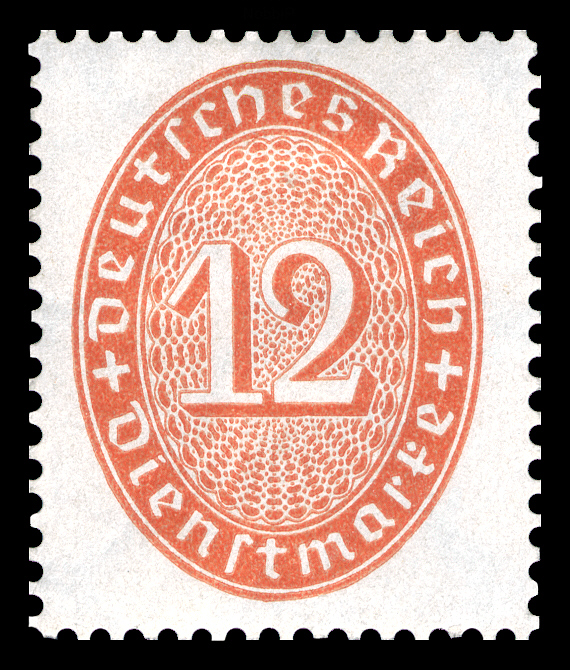
12 Pf; 1932; Michel-Nr.: 129
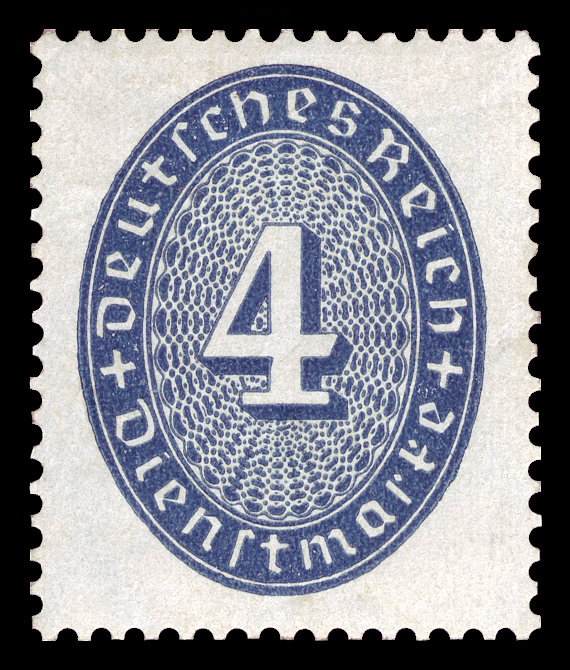
4 Pf; 1933; Michel-Nr.: 130
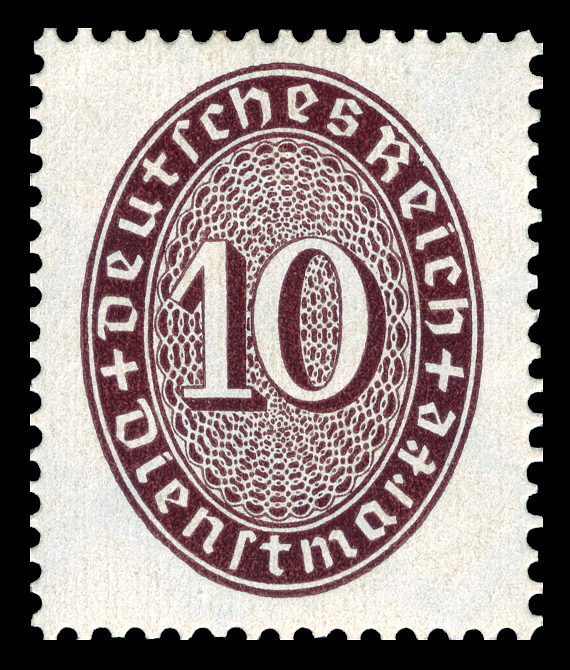
10 Pf; 1933; Michel-Nr.: 131

### 1934
Die Dienstmarken für Landes- (Regierungs-) Behörden waren einfarbig gestaltet, das Motiv war bei allen zwölf Marken gleich, es zeigte das Hakenkreuz im Eichenkranz. Diese Marken waren mit dem Wasserzeichen Hakenkreuze versehen. Der Dienstmarkensatz diente als Vorlage für den späteren Satz von 1942, nur zum Teil geringfügig geänderte Farben und ohne Wasserzeichen. Die Marken erschienen ab dem 18. Januar 1934 und waren bis zur Kapitulation 1945 gültig. Erworben werden konnten die Marken an den Sammelschaltern ‚Berlin W 30‘ und ‚München 2‘.
Bekannt ist auch die vorübergehende Verwendung der Dienstmarken bei den damaligen Sparkassen.

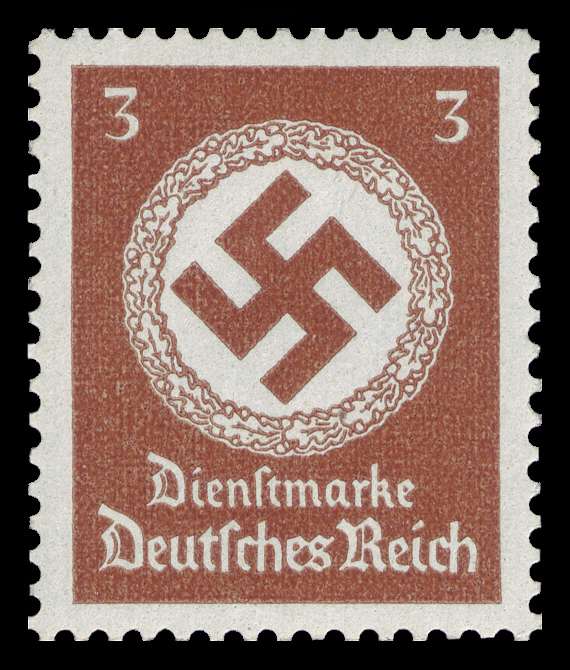
3 Pf; Michel-Nr.: 132
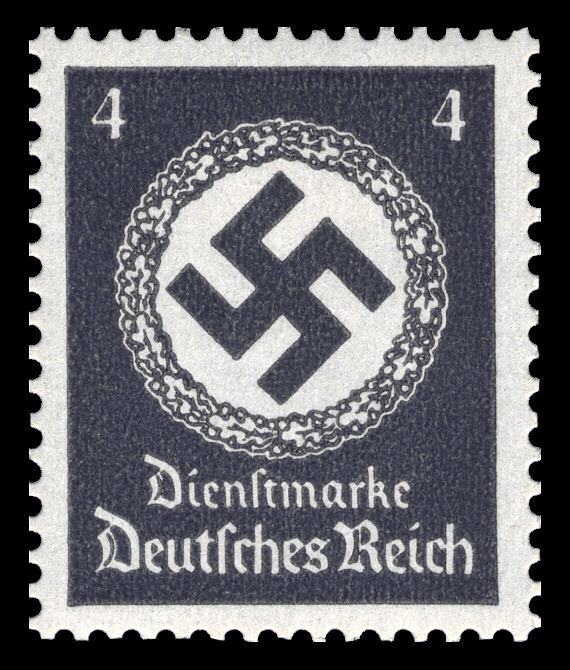
4 Pf; Michel-Nr.: 133
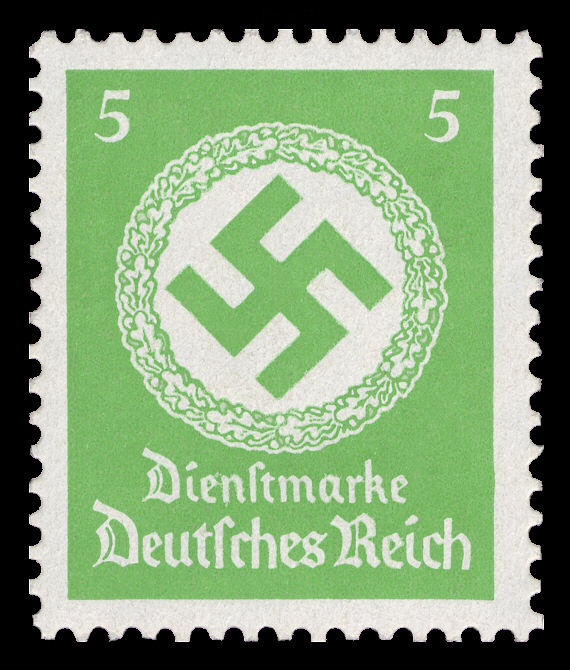
5 Pf; Michel-Nr.: 134
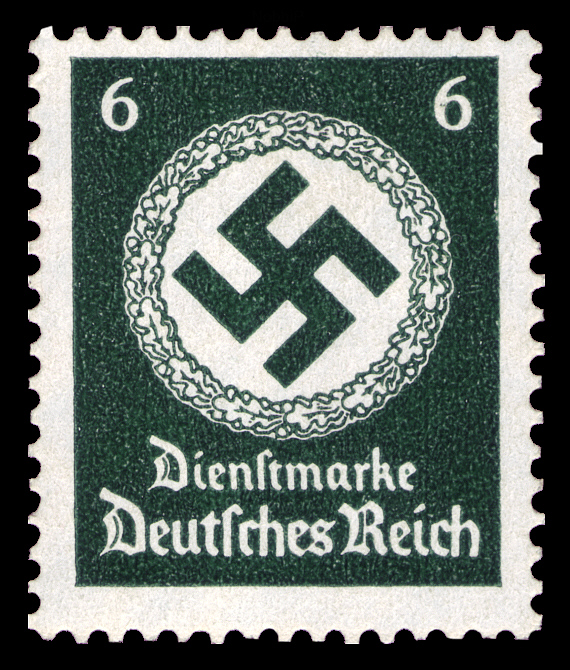
6 Pf; Michel-Nr.: 135
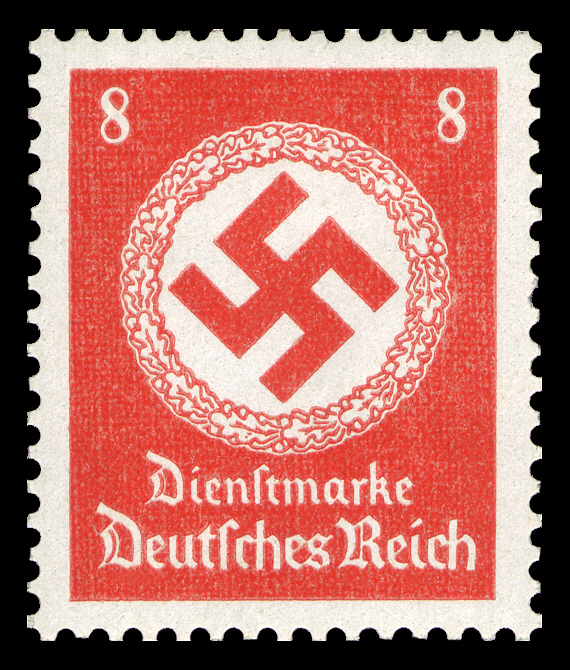
8 Pf; Michel-Nr.: 136
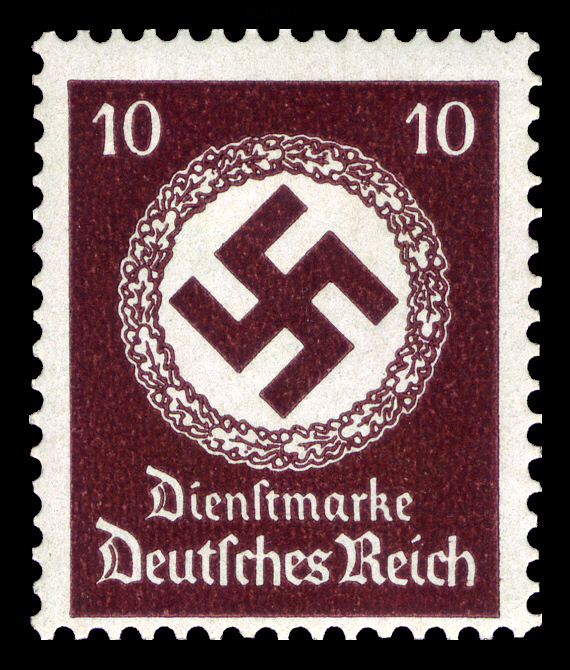
10 Pf; Michel-Nr.: 137
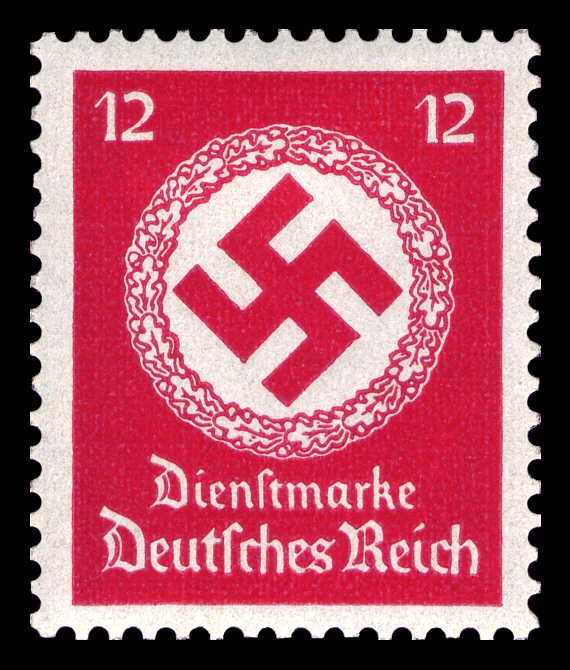
12 Pf; Michel-Nr.: 138
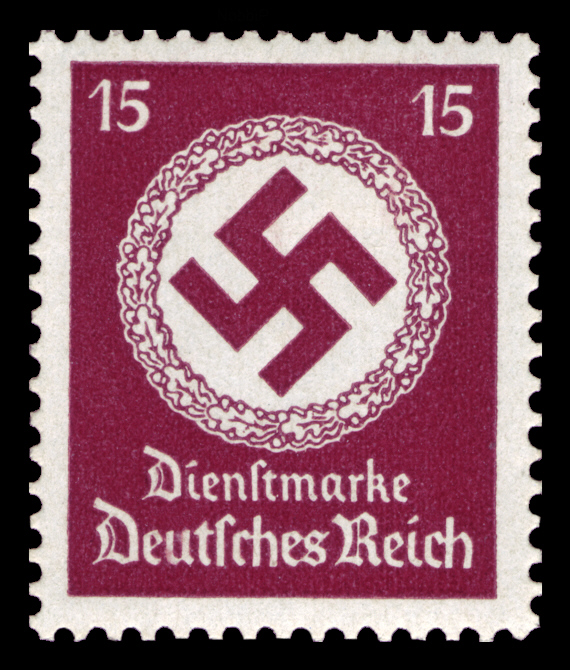
15 Pf; Michel-Nr.: 139
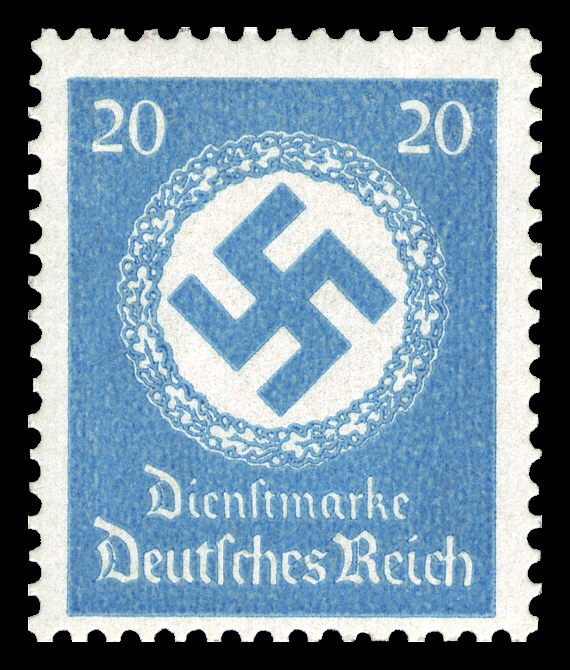
20 Pf; Michel-Nr.: 140
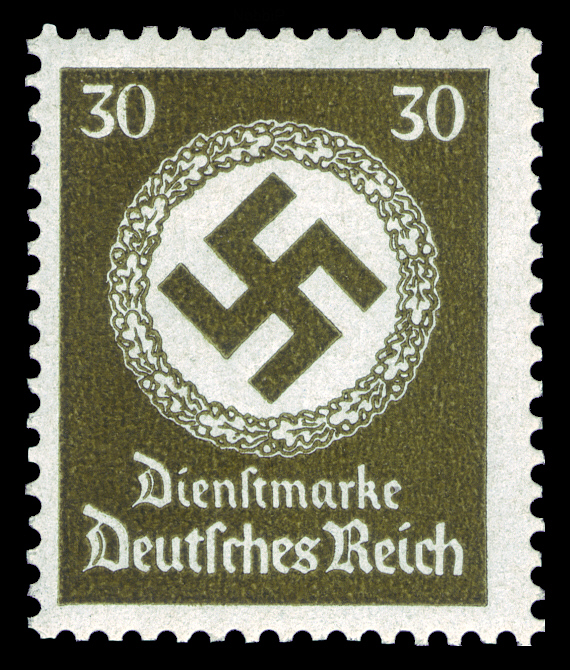
30 Pf; Michel-Nr.: 141
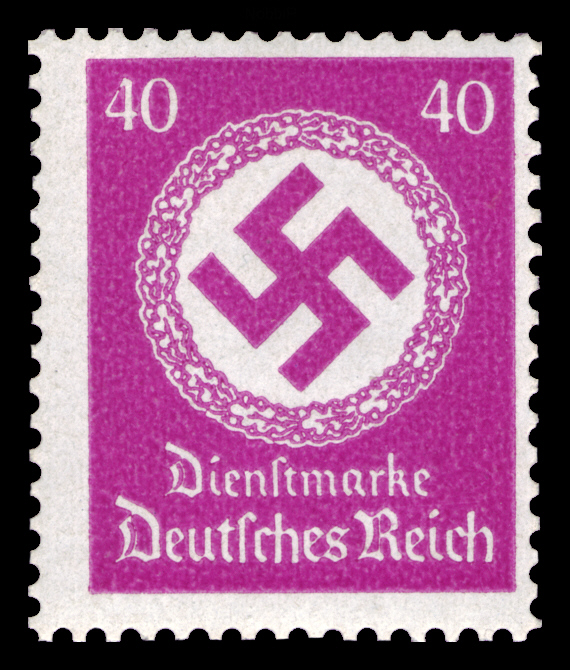
40 Pf; Michel-Nr.: 142
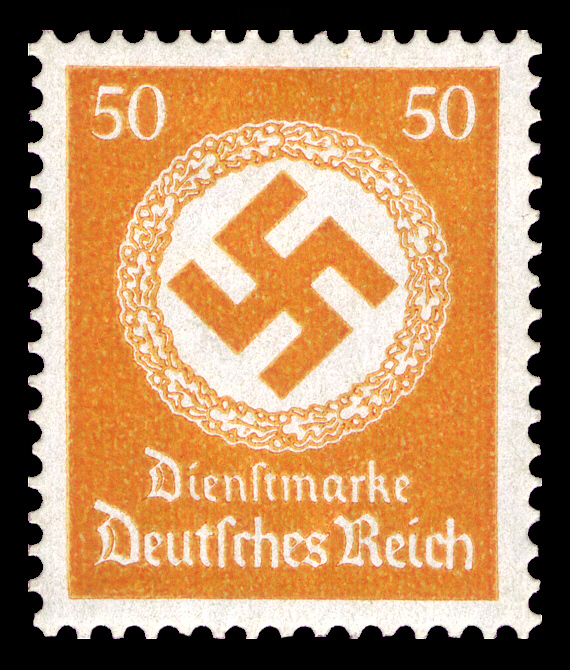
50 Pf; Michel-Nr.: 143

### 1938
Die Dienstmarken für Parteidienststellen zeigten den Parteiadler mit Blick nach links auf einem Sockel. Dieser aus elf Werten bestehende Satz wurde von Richard Klein entworfen. Hergestellt wurden die Marken im Buchdruckverfahren in einer Größe von 21,5 × 26 mm mit einer Kammzähnung von 14 und dem Wasserzeichen ‚Hakenkreuz‘. Die Marken erschienen am 26. Januar 1938 und waren bis zur Kapitulation 1945 gültig. Ab 31. Januar 1938 wurden ungestempelte Dienstmarken am Sammelschalter Berlin W30 abgegeben. Gefälligkeitsabstempelungen waren unzulässig. Ab dem 1. August 1938 hatten die Dienstmarken der NSDAP auch in Österreich Gültigkeit.

### 1942 bis 1944
Die Dienstmarken für Parteidienststellen zeigten den Parteiadler mit Blick nach links auf einem Sockel. Dieser Dienstmarkensatz mit elf Werten ist ähnlich dem Satz von 1938, nur zum Teil geringfügig geänderte Farben, jedoch im Gegensatz zum letzteren ohne Wasserzeichen. Der Entwurf stammt von Richard Klein, die Marken erschienen am 2. März 1942 und waren bis zur Kapitulation 1945 gültig.
Die Dienstmarken für Landes- (Regierungs-) Behörden zeigten das Hakenkreuz im Eichenkranz. Dieser aus zwölf Marken bestehenden Satz, ist ähnlich dem von 1934, nur zum Teil geringfügig geänderte Farben, jedoch im Gegensatz zum letzteren ohne Wasserzeichen. Ein genaues Erstausgabedatum von 1942 ist nicht bekannt. Verwendet werden konnten die Marken bis zur Kapitulation 1945.

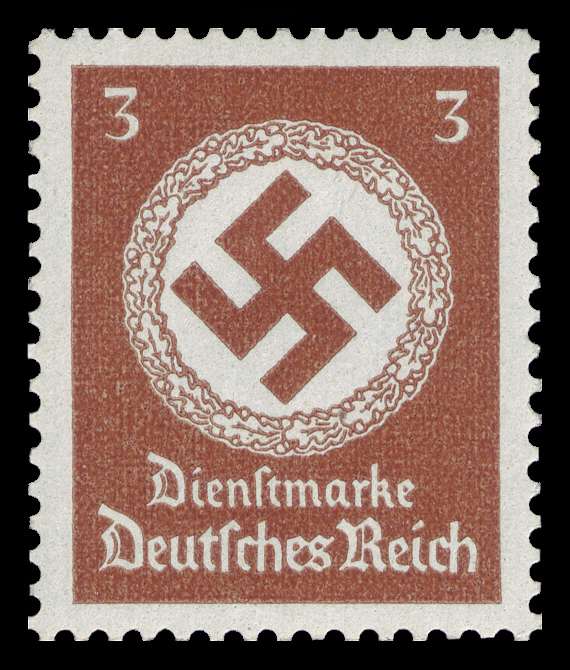
3 Pf; Michel-Nr.: 166
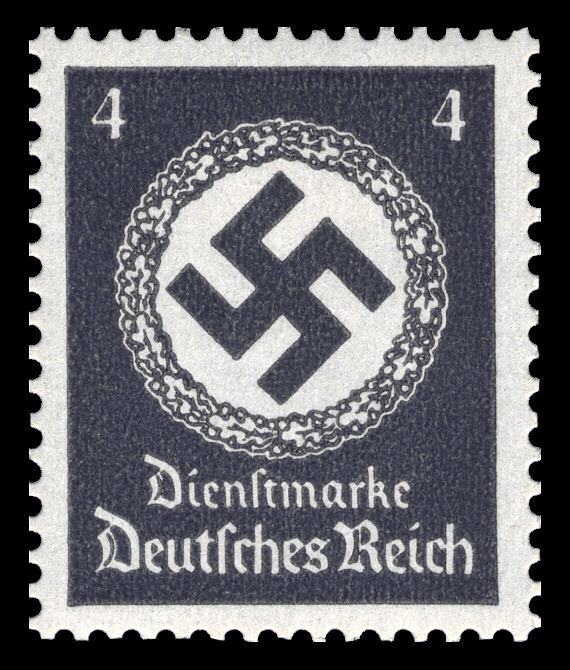
4 Pf; Michel-Nr.: 167
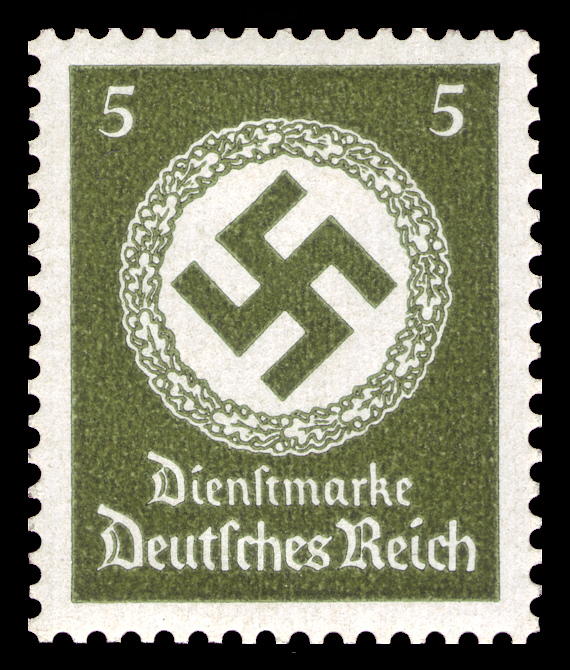
5 Pf; Michel-Nr.: 168
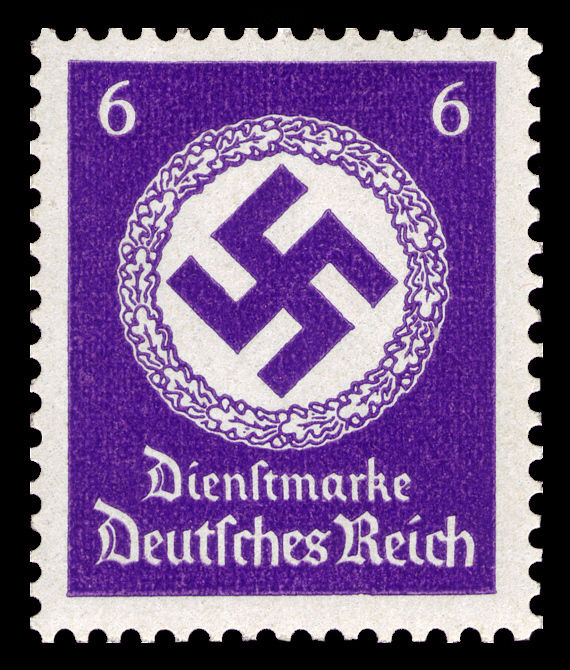
6 Pf; Michel-Nr.: 169
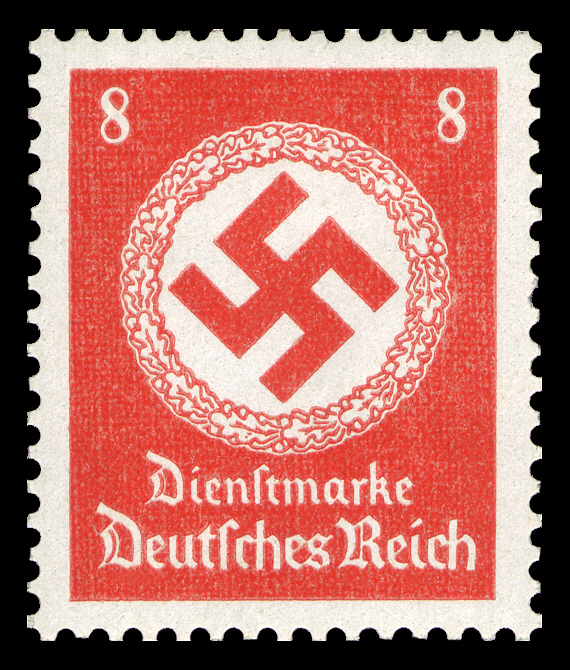
8 Pf; Michel-Nr.: 170
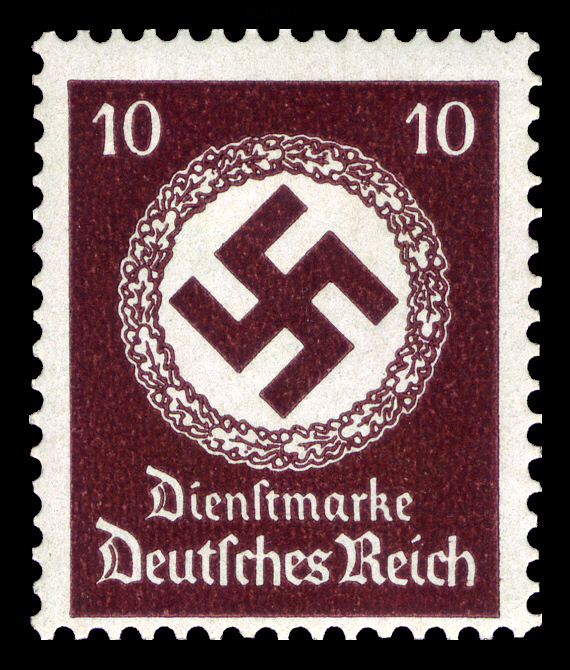
10 Pf; Michel-Nr.: 171
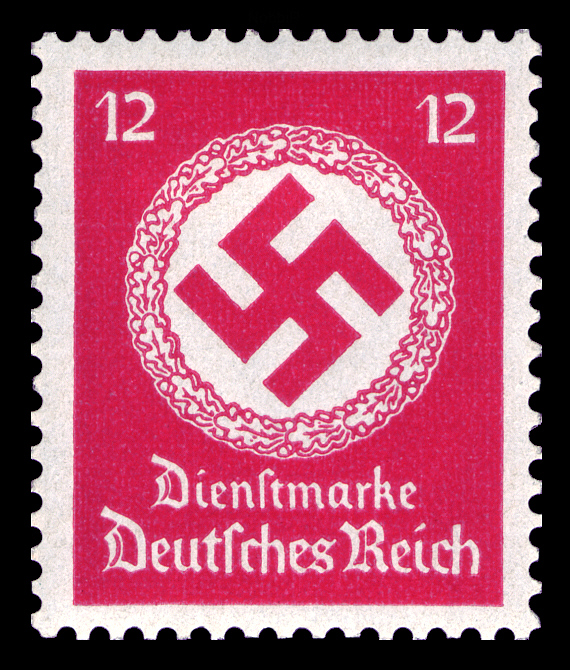
12 Pf; Michel-Nr.: 172
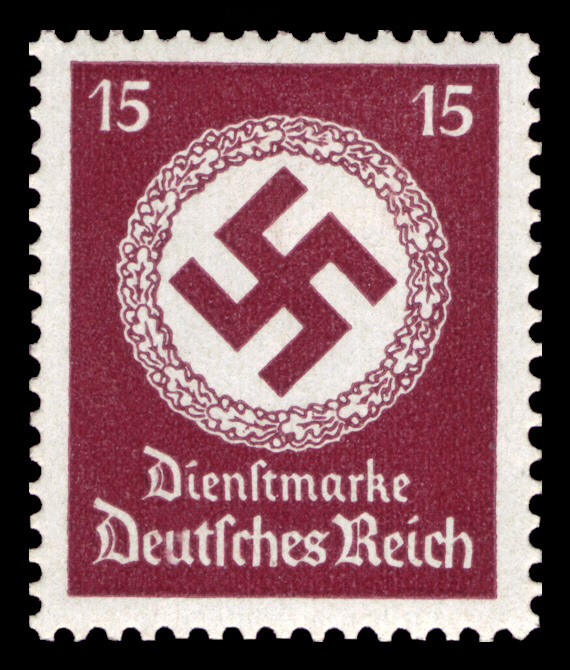
15 Pf; Michel-Nr.: 173
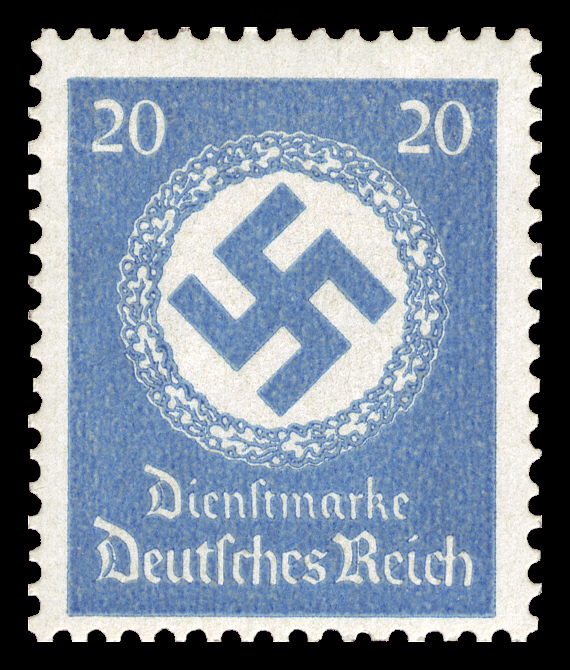
20 Pf; Michel-Nr.: 174
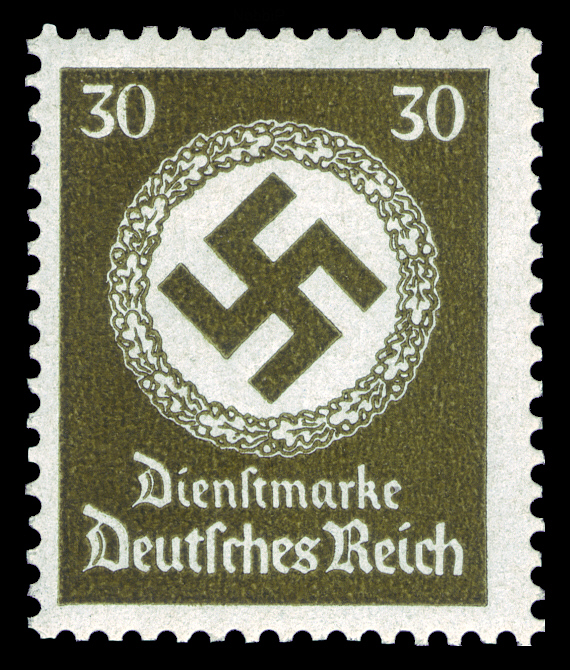
30 Pf; Michel-Nr.: 175
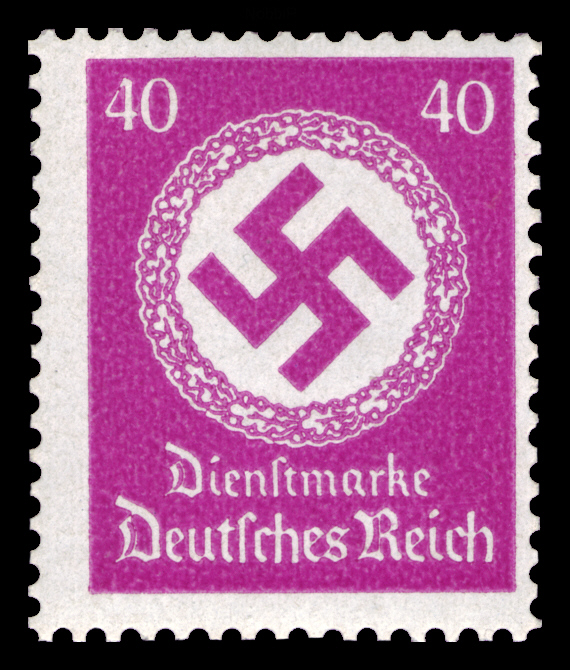
40 Pf; Michel-Nr.: 176
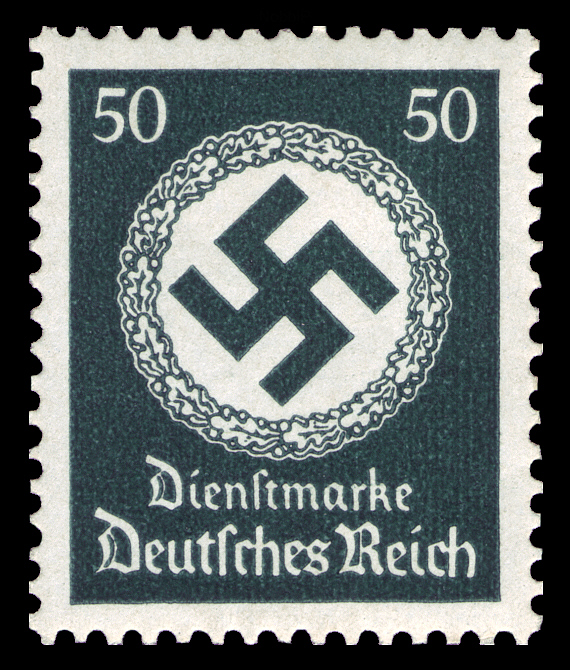
50 Pf; Michel-Nr.: 177

Nach dem Zweiten Weltkrieg wurde für eine kurze Zeit als Nothilfe die vorhandenen Marken mit Schwärzungen zur Unkenntlichmachung der nationalsozialistischen Symbole versehen, um diese im normalen Postverkehr verwenden zu können.